# Problema di scacchi

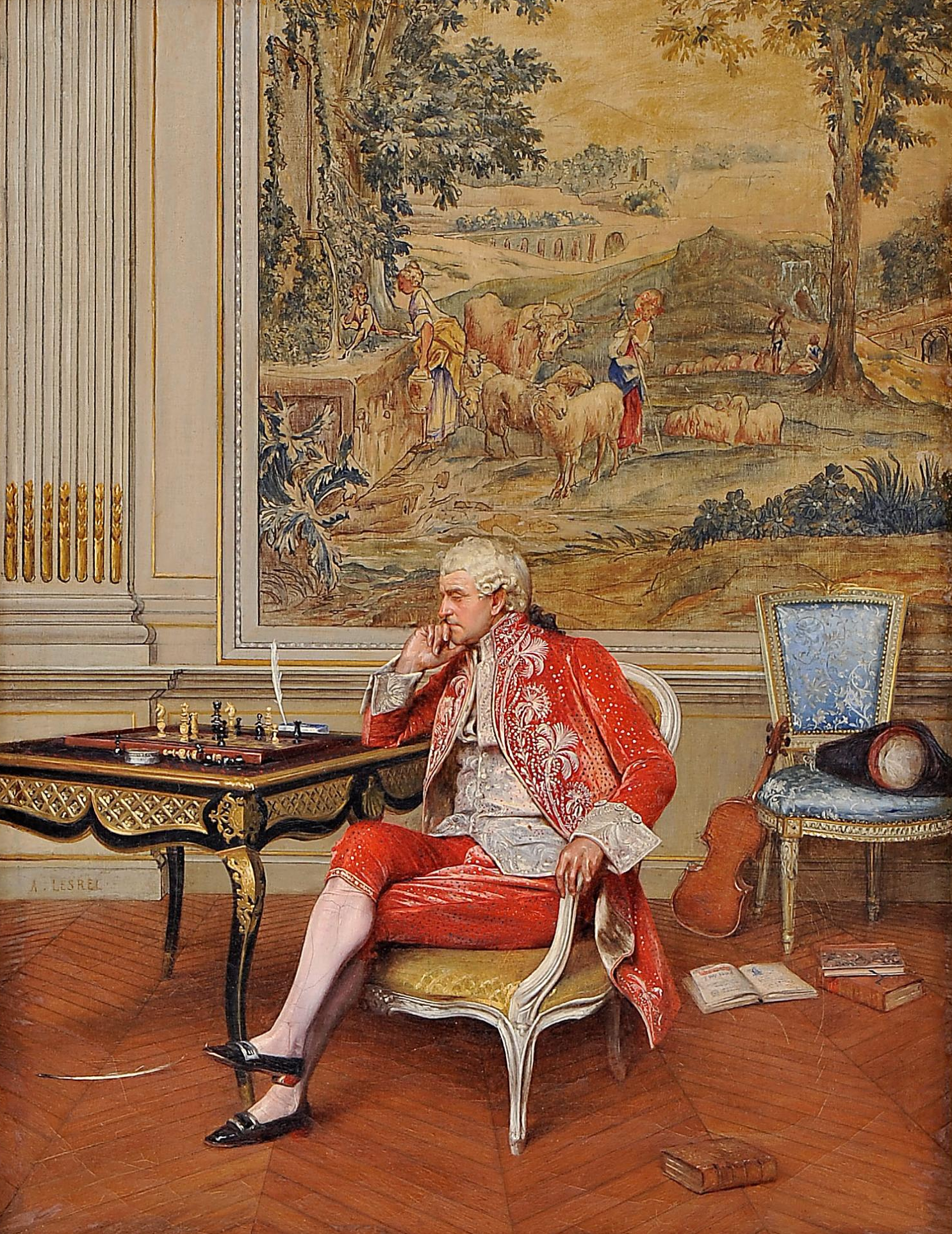
Un problema interessante, di Adolphe Alexandre Lesrel.

Un problema di scacchi oppure composizione scacchistica è una posizione del gioco degli scacchi creata da una persona, detta compositore, accompagnata da un quesito (detto enunciato) rivolto a chi lo voglia risolvere (il solutore).
L'enunciato può essere, nei problemi cosiddetti "diretti", del tipo: il Bianco muove e matta in due mosse (detti comunemente di "matto in due"), il Bianco muove e matta in tre mosse ("matto in tre") oppure il Bianco muove e matta in n mosse ("più mosse").

## Introduzione
Il problema di scacchi non va confuso con lo studio di scacchi, in cui l'enunciato è del tipo il Bianco muove e vince oppure il Bianco muove e patta. Si chiede al solutore di trovare l'unica continuazione che risolve lo studio, senza indicare il numero di mosse necessarie. Gli studi sono spesso dei veri e propri finali, che possono verificarsi in partita o perlomeno ne ricordano da vicino la forma.
La composizione di problemi e di studi è regolamentata a livello internazionale dalla World Federation for Chess Composition (WFCC, ex PCCC), precedentemente organo ausiliario della FIDE, ora organo indipendente, nonostante sia mantenuto un certo collegamento tra le due.

## Definizioni e convenzioni
Caratteristiche generali del problema di scacchi sono: 
1. È una posizione artificiale, cioè non derivata dal gioco vivo:
2. Ha un enunciato chiaro e univoco (ad esempio: il Bianco matta in "n" mosse).

Un problema inoltre dovrebbe avere qualità artistiche, estremamente difficili da definire oggettivamente e mutevoli negli anni. In ogni caso ogni problema dovrebbe svolgere un tema, o se possibile, anche più di uno: la sola difficoltà risolutiva non è un parametro sufficiente. Fino al XIX secolo la difficoltà era considerata un pregio del problema, così che molte posizioni erano affollate di pezzi inutili, che servivano unicamente a rendere più difficile la soluzione. Oggi un pezzo inutile, che cioè può essere tolto dalla posizione senza cambiarne la soluzione, è considerato viceversa un difetto molto grave. Questa pratica, definita "dressing the board", è stata infatti completamente abbandonata nella composizione moderna.
Un problema che abbia soluzioni diverse da quelle previste dall'autore si dice demolito (cooked in inglese) e non ha più alcun valore. Un problema che non abbia alcuna soluzione nel numero di mosse prefissato si dice insolubile. Un problema può essere contemporaneamente demolito e insolubile, se la soluzione prevista dall'autore non c'è, ma ce ne sono altre funzionanti e indesiderate.
Ogni posizione deve essere legale, cioè deve essere raggiungibile dalla posizione iniziale di una normale partita di scacchi, con tratto al Bianco, tramite almeno una sequenza di mosse (pur collaborative) che non violino alcuna regola del gioco. Sono quindi escluse posizioni con nove pedoni dello stesso colore, ma anche posizioni in cui la struttura pedonale è incompatibile con il numero di pezzi rimasti sulla scacchiera (eccesso di catture), o altri casi di minore evidenza (mosse irregolari effettuate per raggiungere la posizione data e che apparentemente non mostra difetti, ma che si possono dimostrare solo con analisi retrograda). Le posizioni che contengono molti pezzi da promozione (per esempio, 10 Alfieri nella posizione iniziale, il massimo teorico raggiungibile se tutti i pedoni di un colore vengono promossi ad Alfiere) possono essere considerate dubbie dal punto di vista artistico, ma se la loro legalità può essere provata, sono comunque considerate legali.
Il requisito della legalità normalmente non si applica ai problemi con pezzi o condizioni eterodosse, specialmente se sono presenti pezzi non convenzionali.
Due convenzioni riguardano l'arrocco e la presa en passant:
1. L'arrocco è sempre considerato possibile, a meno che non si possa dimostrare il contrario tramite analisi retrograda;
2. La presa en passant è considerata possibile solo se si può dimostrare, sempre tramite analisi retrograda, che l'ultima mossa è necessariamente stata la spinta di due case del pedone che può essere catturato. In assenza di prove, essa non viene considerata una mossa legale.

## Tornei e campionati di composizione
Le riviste di scacchi e le riviste specializzate in problemi di scacchi organizzano tornei di composizione. 
I problemi pubblicati sulla rivista in un determinato periodo vengono esaminati da un giudice competente che stila una classifica. In genere la classifica è costituita da premi (problemi molto buoni), menzioni onorevoli (buoni problemi) e lodi (buoni problemi con qualche difetto).
Dal 1998 la FIDE, attraverso la PCCC (Permanent Commission for Chess Composition), oggi trasformatasi nella WFCC (World Federation for Chess Composition), organizza il Campionato del mondo di composizione, che si svolge ogni tre anni.

## Tipi di problema
|   | a | b | c | d | e | f | g | h |   |
| 8 | c7 re del bianco · e7 donna del bianco · f7 pedone del nero · h7 alfiere del nero · c6 pedone del nero · b5 re del nero · a3 torre del bianco · b3 alfiere del bianco · c3 pedone del nero · g3 torre del nero · b1 torre del bianco | c7 re del bianco · e7 donna del bianco · f7 pedone del nero · h7 alfiere del nero · c6 pedone del nero · b5 re del nero · a3 torre del bianco · b3 alfiere del bianco · c3 pedone del nero · g3 torre del nero · b1 torre del bianco | c7 re del bianco · e7 donna del bianco · f7 pedone del nero · h7 alfiere del nero · c6 pedone del nero · b5 re del nero · a3 torre del bianco · b3 alfiere del bianco · c3 pedone del nero · g3 torre del nero · b1 torre del bianco | c7 re del bianco · e7 donna del bianco · f7 pedone del nero · h7 alfiere del nero · c6 pedone del nero · b5 re del nero · a3 torre del bianco · b3 alfiere del bianco · c3 pedone del nero · g3 torre del nero · b1 torre del bianco | c7 re del bianco · e7 donna del bianco · f7 pedone del nero · h7 alfiere del nero · c6 pedone del nero · b5 re del nero · a3 torre del bianco · b3 alfiere del bianco · c3 pedone del nero · g3 torre del nero · b1 torre del bianco | c7 re del bianco · e7 donna del bianco · f7 pedone del nero · h7 alfiere del nero · c6 pedone del nero · b5 re del nero · a3 torre del bianco · b3 alfiere del bianco · c3 pedone del nero · g3 torre del nero · b1 torre del bianco | c7 re del bianco · e7 donna del bianco · f7 pedone del nero · h7 alfiere del nero · c6 pedone del nero · b5 re del nero · a3 torre del bianco · b3 alfiere del bianco · c3 pedone del nero · g3 torre del nero · b1 torre del bianco | c7 re del bianco · e7 donna del bianco · f7 pedone del nero · h7 alfiere del nero · c6 pedone del nero · b5 re del nero · a3 torre del bianco · b3 alfiere del bianco · c3 pedone del nero · g3 torre del nero · b1 torre del bianco | 8 |
| 7 | c7 re del bianco · e7 donna del bianco · f7 pedone del nero · h7 alfiere del nero · c6 pedone del nero · b5 re del nero · a3 torre del bianco · b3 alfiere del bianco · c3 pedone del nero · g3 torre del nero · b1 torre del bianco | c7 re del bianco · e7 donna del bianco · f7 pedone del nero · h7 alfiere del nero · c6 pedone del nero · b5 re del nero · a3 torre del bianco · b3 alfiere del bianco · c3 pedone del nero · g3 torre del nero · b1 torre del bianco | c7 re del bianco · e7 donna del bianco · f7 pedone del nero · h7 alfiere del nero · c6 pedone del nero · b5 re del nero · a3 torre del bianco · b3 alfiere del bianco · c3 pedone del nero · g3 torre del nero · b1 torre del bianco | c7 re del bianco · e7 donna del bianco · f7 pedone del nero · h7 alfiere del nero · c6 pedone del nero · b5 re del nero · a3 torre del bianco · b3 alfiere del bianco · c3 pedone del nero · g3 torre del nero · b1 torre del bianco | c7 re del bianco · e7 donna del bianco · f7 pedone del nero · h7 alfiere del nero · c6 pedone del nero · b5 re del nero · a3 torre del bianco · b3 alfiere del bianco · c3 pedone del nero · g3 torre del nero · b1 torre del bianco | c7 re del bianco · e7 donna del bianco · f7 pedone del nero · h7 alfiere del nero · c6 pedone del nero · b5 re del nero · a3 torre del bianco · b3 alfiere del bianco · c3 pedone del nero · g3 torre del nero · b1 torre del bianco | c7 re del bianco · e7 donna del bianco · f7 pedone del nero · h7 alfiere del nero · c6 pedone del nero · b5 re del nero · a3 torre del bianco · b3 alfiere del bianco · c3 pedone del nero · g3 torre del nero · b1 torre del bianco | c7 re del bianco · e7 donna del bianco · f7 pedone del nero · h7 alfiere del nero · c6 pedone del nero · b5 re del nero · a3 torre del bianco · b3 alfiere del bianco · c3 pedone del nero · g3 torre del nero · b1 torre del bianco | 7 |
| 6 | c7 re del bianco · e7 donna del bianco · f7 pedone del nero · h7 alfiere del nero · c6 pedone del nero · b5 re del nero · a3 torre del bianco · b3 alfiere del bianco · c3 pedone del nero · g3 torre del nero · b1 torre del bianco | c7 re del bianco · e7 donna del bianco · f7 pedone del nero · h7 alfiere del nero · c6 pedone del nero · b5 re del nero · a3 torre del bianco · b3 alfiere del bianco · c3 pedone del nero · g3 torre del nero · b1 torre del bianco | c7 re del bianco · e7 donna del bianco · f7 pedone del nero · h7 alfiere del nero · c6 pedone del nero · b5 re del nero · a3 torre del bianco · b3 alfiere del bianco · c3 pedone del nero · g3 torre del nero · b1 torre del bianco | c7 re del bianco · e7 donna del bianco · f7 pedone del nero · h7 alfiere del nero · c6 pedone del nero · b5 re del nero · a3 torre del bianco · b3 alfiere del bianco · c3 pedone del nero · g3 torre del nero · b1 torre del bianco | c7 re del bianco · e7 donna del bianco · f7 pedone del nero · h7 alfiere del nero · c6 pedone del nero · b5 re del nero · a3 torre del bianco · b3 alfiere del bianco · c3 pedone del nero · g3 torre del nero · b1 torre del bianco | c7 re del bianco · e7 donna del bianco · f7 pedone del nero · h7 alfiere del nero · c6 pedone del nero · b5 re del nero · a3 torre del bianco · b3 alfiere del bianco · c3 pedone del nero · g3 torre del nero · b1 torre del bianco | c7 re del bianco · e7 donna del bianco · f7 pedone del nero · h7 alfiere del nero · c6 pedone del nero · b5 re del nero · a3 torre del bianco · b3 alfiere del bianco · c3 pedone del nero · g3 torre del nero · b1 torre del bianco | c7 re del bianco · e7 donna del bianco · f7 pedone del nero · h7 alfiere del nero · c6 pedone del nero · b5 re del nero · a3 torre del bianco · b3 alfiere del bianco · c3 pedone del nero · g3 torre del nero · b1 torre del bianco | 6 |
| 5 | c7 re del bianco · e7 donna del bianco · f7 pedone del nero · h7 alfiere del nero · c6 pedone del nero · b5 re del nero · a3 torre del bianco · b3 alfiere del bianco · c3 pedone del nero · g3 torre del nero · b1 torre del bianco | c7 re del bianco · e7 donna del bianco · f7 pedone del nero · h7 alfiere del nero · c6 pedone del nero · b5 re del nero · a3 torre del bianco · b3 alfiere del bianco · c3 pedone del nero · g3 torre del nero · b1 torre del bianco | c7 re del bianco · e7 donna del bianco · f7 pedone del nero · h7 alfiere del nero · c6 pedone del nero · b5 re del nero · a3 torre del bianco · b3 alfiere del bianco · c3 pedone del nero · g3 torre del nero · b1 torre del bianco | c7 re del bianco · e7 donna del bianco · f7 pedone del nero · h7 alfiere del nero · c6 pedone del nero · b5 re del nero · a3 torre del bianco · b3 alfiere del bianco · c3 pedone del nero · g3 torre del nero · b1 torre del bianco | c7 re del bianco · e7 donna del bianco · f7 pedone del nero · h7 alfiere del nero · c6 pedone del nero · b5 re del nero · a3 torre del bianco · b3 alfiere del bianco · c3 pedone del nero · g3 torre del nero · b1 torre del bianco | c7 re del bianco · e7 donna del bianco · f7 pedone del nero · h7 alfiere del nero · c6 pedone del nero · b5 re del nero · a3 torre del bianco · b3 alfiere del bianco · c3 pedone del nero · g3 torre del nero · b1 torre del bianco | c7 re del bianco · e7 donna del bianco · f7 pedone del nero · h7 alfiere del nero · c6 pedone del nero · b5 re del nero · a3 torre del bianco · b3 alfiere del bianco · c3 pedone del nero · g3 torre del nero · b1 torre del bianco | c7 re del bianco · e7 donna del bianco · f7 pedone del nero · h7 alfiere del nero · c6 pedone del nero · b5 re del nero · a3 torre del bianco · b3 alfiere del bianco · c3 pedone del nero · g3 torre del nero · b1 torre del bianco | 5 |
| 4 | c7 re del bianco · e7 donna del bianco · f7 pedone del nero · h7 alfiere del nero · c6 pedone del nero · b5 re del nero · a3 torre del bianco · b3 alfiere del bianco · c3 pedone del nero · g3 torre del nero · b1 torre del bianco | c7 re del bianco · e7 donna del bianco · f7 pedone del nero · h7 alfiere del nero · c6 pedone del nero · b5 re del nero · a3 torre del bianco · b3 alfiere del bianco · c3 pedone del nero · g3 torre del nero · b1 torre del bianco | c7 re del bianco · e7 donna del bianco · f7 pedone del nero · h7 alfiere del nero · c6 pedone del nero · b5 re del nero · a3 torre del bianco · b3 alfiere del bianco · c3 pedone del nero · g3 torre del nero · b1 torre del bianco | c7 re del bianco · e7 donna del bianco · f7 pedone del nero · h7 alfiere del nero · c6 pedone del nero · b5 re del nero · a3 torre del bianco · b3 alfiere del bianco · c3 pedone del nero · g3 torre del nero · b1 torre del bianco | c7 re del bianco · e7 donna del bianco · f7 pedone del nero · h7 alfiere del nero · c6 pedone del nero · b5 re del nero · a3 torre del bianco · b3 alfiere del bianco · c3 pedone del nero · g3 torre del nero · b1 torre del bianco | c7 re del bianco · e7 donna del bianco · f7 pedone del nero · h7 alfiere del nero · c6 pedone del nero · b5 re del nero · a3 torre del bianco · b3 alfiere del bianco · c3 pedone del nero · g3 torre del nero · b1 torre del bianco | c7 re del bianco · e7 donna del bianco · f7 pedone del nero · h7 alfiere del nero · c6 pedone del nero · b5 re del nero · a3 torre del bianco · b3 alfiere del bianco · c3 pedone del nero · g3 torre del nero · b1 torre del bianco | c7 re del bianco · e7 donna del bianco · f7 pedone del nero · h7 alfiere del nero · c6 pedone del nero · b5 re del nero · a3 torre del bianco · b3 alfiere del bianco · c3 pedone del nero · g3 torre del nero · b1 torre del bianco | 4 |
| 3 | c7 re del bianco · e7 donna del bianco · f7 pedone del nero · h7 alfiere del nero · c6 pedone del nero · b5 re del nero · a3 torre del bianco · b3 alfiere del bianco · c3 pedone del nero · g3 torre del nero · b1 torre del bianco | c7 re del bianco · e7 donna del bianco · f7 pedone del nero · h7 alfiere del nero · c6 pedone del nero · b5 re del nero · a3 torre del bianco · b3 alfiere del bianco · c3 pedone del nero · g3 torre del nero · b1 torre del bianco | c7 re del bianco · e7 donna del bianco · f7 pedone del nero · h7 alfiere del nero · c6 pedone del nero · b5 re del nero · a3 torre del bianco · b3 alfiere del bianco · c3 pedone del nero · g3 torre del nero · b1 torre del bianco | c7 re del bianco · e7 donna del bianco · f7 pedone del nero · h7 alfiere del nero · c6 pedone del nero · b5 re del nero · a3 torre del bianco · b3 alfiere del bianco · c3 pedone del nero · g3 torre del nero · b1 torre del bianco | c7 re del bianco · e7 donna del bianco · f7 pedone del nero · h7 alfiere del nero · c6 pedone del nero · b5 re del nero · a3 torre del bianco · b3 alfiere del bianco · c3 pedone del nero · g3 torre del nero · b1 torre del bianco | c7 re del bianco · e7 donna del bianco · f7 pedone del nero · h7 alfiere del nero · c6 pedone del nero · b5 re del nero · a3 torre del bianco · b3 alfiere del bianco · c3 pedone del nero · g3 torre del nero · b1 torre del bianco | c7 re del bianco · e7 donna del bianco · f7 pedone del nero · h7 alfiere del nero · c6 pedone del nero · b5 re del nero · a3 torre del bianco · b3 alfiere del bianco · c3 pedone del nero · g3 torre del nero · b1 torre del bianco | c7 re del bianco · e7 donna del bianco · f7 pedone del nero · h7 alfiere del nero · c6 pedone del nero · b5 re del nero · a3 torre del bianco · b3 alfiere del bianco · c3 pedone del nero · g3 torre del nero · b1 torre del bianco | 3 |
| 2 | c7 re del bianco · e7 donna del bianco · f7 pedone del nero · h7 alfiere del nero · c6 pedone del nero · b5 re del nero · a3 torre del bianco · b3 alfiere del bianco · c3 pedone del nero · g3 torre del nero · b1 torre del bianco | c7 re del bianco · e7 donna del bianco · f7 pedone del nero · h7 alfiere del nero · c6 pedone del nero · b5 re del nero · a3 torre del bianco · b3 alfiere del bianco · c3 pedone del nero · g3 torre del nero · b1 torre del bianco | c7 re del bianco · e7 donna del bianco · f7 pedone del nero · h7 alfiere del nero · c6 pedone del nero · b5 re del nero · a3 torre del bianco · b3 alfiere del bianco · c3 pedone del nero · g3 torre del nero · b1 torre del bianco | c7 re del bianco · e7 donna del bianco · f7 pedone del nero · h7 alfiere del nero · c6 pedone del nero · b5 re del nero · a3 torre del bianco · b3 alfiere del bianco · c3 pedone del nero · g3 torre del nero · b1 torre del bianco | c7 re del bianco · e7 donna del bianco · f7 pedone del nero · h7 alfiere del nero · c6 pedone del nero · b5 re del nero · a3 torre del bianco · b3 alfiere del bianco · c3 pedone del nero · g3 torre del nero · b1 torre del bianco | c7 re del bianco · e7 donna del bianco · f7 pedone del nero · h7 alfiere del nero · c6 pedone del nero · b5 re del nero · a3 torre del bianco · b3 alfiere del bianco · c3 pedone del nero · g3 torre del nero · b1 torre del bianco | c7 re del bianco · e7 donna del bianco · f7 pedone del nero · h7 alfiere del nero · c6 pedone del nero · b5 re del nero · a3 torre del bianco · b3 alfiere del bianco · c3 pedone del nero · g3 torre del nero · b1 torre del bianco | c7 re del bianco · e7 donna del bianco · f7 pedone del nero · h7 alfiere del nero · c6 pedone del nero · b5 re del nero · a3 torre del bianco · b3 alfiere del bianco · c3 pedone del nero · g3 torre del nero · b1 torre del bianco | 2 |
| 1 | c7 re del bianco · e7 donna del bianco · f7 pedone del nero · h7 alfiere del nero · c6 pedone del nero · b5 re del nero · a3 torre del bianco · b3 alfiere del bianco · c3 pedone del nero · g3 torre del nero · b1 torre del bianco | c7 re del bianco · e7 donna del bianco · f7 pedone del nero · h7 alfiere del nero · c6 pedone del nero · b5 re del nero · a3 torre del bianco · b3 alfiere del bianco · c3 pedone del nero · g3 torre del nero · b1 torre del bianco | c7 re del bianco · e7 donna del bianco · f7 pedone del nero · h7 alfiere del nero · c6 pedone del nero · b5 re del nero · a3 torre del bianco · b3 alfiere del bianco · c3 pedone del nero · g3 torre del nero · b1 torre del bianco | c7 re del bianco · e7 donna del bianco · f7 pedone del nero · h7 alfiere del nero · c6 pedone del nero · b5 re del nero · a3 torre del bianco · b3 alfiere del bianco · c3 pedone del nero · g3 torre del nero · b1 torre del bianco | c7 re del bianco · e7 donna del bianco · f7 pedone del nero · h7 alfiere del nero · c6 pedone del nero · b5 re del nero · a3 torre del bianco · b3 alfiere del bianco · c3 pedone del nero · g3 torre del nero · b1 torre del bianco | c7 re del bianco · e7 donna del bianco · f7 pedone del nero · h7 alfiere del nero · c6 pedone del nero · b5 re del nero · a3 torre del bianco · b3 alfiere del bianco · c3 pedone del nero · g3 torre del nero · b1 torre del bianco | c7 re del bianco · e7 donna del bianco · f7 pedone del nero · h7 alfiere del nero · c6 pedone del nero · b5 re del nero · a3 torre del bianco · b3 alfiere del bianco · c3 pedone del nero · g3 torre del nero · b1 torre del bianco | c7 re del bianco · e7 donna del bianco · f7 pedone del nero · h7 alfiere del nero · c6 pedone del nero · b5 re del nero · a3 torre del bianco · b3 alfiere del bianco · c3 pedone del nero · g3 torre del nero · b1 torre del bianco | 1 |
|   | a | b | c | d | e | f | g | h |   |

I tipi (o generi) di problema più comuni sono:
- diretto:  il Bianco muove e matta il Nero in un determinato numero di mosse. Nei tornei di composizione questa categoria è suddivisa in tre tipi: 
  - due mosse:  il Bianco muove e matta il Nero in due mosse (indicato con numero 2); la prima mossa della soluzione è detta "chiave". Per convenzione è stabilita la regola che nei problemi di matto in due la prima mossa non può essere uno scacco (se è possibile risolvere il problema con una prima mossa che dà scacco, il problema è "demolito")
  - tre mosse:  il Bianco muove e matta il Nero in tre mosse (numero 3)
  - più mosse:  il Bianco muove e matta il Nero in "n" (più di tre) mosse (#n)
- Aiutomatto:  il Nero muove e aiuta il Bianco a dargli matto in un determinato numero di mosse (h#n). È attualmente molto popolare tra i problemisti.
- Automatto:  il Bianco muove e obbliga il Nero a dargli matto entro un dato numero di mosse (s#n). È chiamato anche "problema inverso".
- Reflex: automatto con la ulteriore condizione che ciascun colore, quando può dare matto, deve farlo (r#n). Fu inventato dal problemista inglese Benjamin Glover Laws verso la fine dell'Ottocento.
- Serie di mosse:  problema in cui il Bianco o il Nero o entrambi possono giocare un certo numero di mosse consecutive. È ovviamente illegale dare scacco e catturare il re, si può però concludere la serie con lo scacco (S seguito dall'enunciato normale, esempio S numero 5: il Bianco dà matto giocando 5 mosse di seguito).
- Retro:  termine che sta per retroanalisi; il quesito riguarda il passato di una data posizione e se sia stato possibile o meno raggiungerla con mosse legali (anche con mosse non logiche, l'importante è che siano legali). I problemi di retroanalisi molto spesso riguardano regole particolari degli scacchi come l'arrocco, la presa en passant e la promozione.
- Ricostruzione:  si chiede di arrivare nella posizione data in un minimo o esatto numero di mosse a partire dalla posizione iniziale. La soluzione deve essere unica (a meno che non sia diversamente specificato).
- Eterodossi  (noti anche col termine inglese Fairy): è poi possibile variare le regole e le caratteristiche dei pezzi e della scacchiera entrando così nel mondo degli scacchi eterodossi. I problemi eterodossi possono far uso di uno o più pezzi e/o condizioni eterodosse. È impossibile elencare tutte le numerosissime varianti inventate nel corso degli anni.

Alcuni dei pezzi e problemi eterodossi più popolari:
- Grillo:  è un pezzo eterodosso che muove sulle linee della donna, ma deve saltare un pezzo (proprio o avversario) e atterrare sulla casa immediatamente successiva. È indicato nei diagrammi con una regina capovolta e nella notazione con G.
- Nottambulo:  è un pezzo eterodosso che muove come un cavallo, ma di più salti consecutivi (nella stessa direzione e purché le case intermedie siano vuote). È indicato nei diagrammi con un cavallo capovolto e nella notazione con N.
- Scacchi Circe:  il pezzo catturato (esclusi i re) rinasce sulla sua casa di partenza, se questa è libera.
- Scacchi Anticirce: il pezzo catturante, inclusi i re, rinasce nella sua casa di partenza, se questa è libera.
- Scacchi di Andernach:  un pezzo che cattura (esclusi i re) cambia il proprio colore.
- Scacchi Einstein: un pezzo che muove senza cattura viene degradato (per esempio una Torre diventa Alfiere, un Alfiere diventa Cavallo, un Cavallo diventa pedone), mentre se muove catturando, viene promosso (Torre diventa Donna; pedone diventa Cavallo e così via).

## Esempi

### Diretti
|   | a | b | c | d | e | f | g | h |   |
| 8 | h8 torre del nero · h7 pedone del nero · h6 pedone del bianco · c4 donna del bianco · a3 pedone del bianco · b3 alfiere del bianco · e3 pedone del nero · a2 pedone del bianco · b2 pedone del nero · c2 cavallo del bianco · e2 cavallo del bianco · b1 re del nero · e1 re del bianco | h8 torre del nero · h7 pedone del nero · h6 pedone del bianco · c4 donna del bianco · a3 pedone del bianco · b3 alfiere del bianco · e3 pedone del nero · a2 pedone del bianco · b2 pedone del nero · c2 cavallo del bianco · e2 cavallo del bianco · b1 re del nero · e1 re del bianco | h8 torre del nero · h7 pedone del nero · h6 pedone del bianco · c4 donna del bianco · a3 pedone del bianco · b3 alfiere del bianco · e3 pedone del nero · a2 pedone del bianco · b2 pedone del nero · c2 cavallo del bianco · e2 cavallo del bianco · b1 re del nero · e1 re del bianco | h8 torre del nero · h7 pedone del nero · h6 pedone del bianco · c4 donna del bianco · a3 pedone del bianco · b3 alfiere del bianco · e3 pedone del nero · a2 pedone del bianco · b2 pedone del nero · c2 cavallo del bianco · e2 cavallo del bianco · b1 re del nero · e1 re del bianco | h8 torre del nero · h7 pedone del nero · h6 pedone del bianco · c4 donna del bianco · a3 pedone del bianco · b3 alfiere del bianco · e3 pedone del nero · a2 pedone del bianco · b2 pedone del nero · c2 cavallo del bianco · e2 cavallo del bianco · b1 re del nero · e1 re del bianco | h8 torre del nero · h7 pedone del nero · h6 pedone del bianco · c4 donna del bianco · a3 pedone del bianco · b3 alfiere del bianco · e3 pedone del nero · a2 pedone del bianco · b2 pedone del nero · c2 cavallo del bianco · e2 cavallo del bianco · b1 re del nero · e1 re del bianco | h8 torre del nero · h7 pedone del nero · h6 pedone del bianco · c4 donna del bianco · a3 pedone del bianco · b3 alfiere del bianco · e3 pedone del nero · a2 pedone del bianco · b2 pedone del nero · c2 cavallo del bianco · e2 cavallo del bianco · b1 re del nero · e1 re del bianco | h8 torre del nero · h7 pedone del nero · h6 pedone del bianco · c4 donna del bianco · a3 pedone del bianco · b3 alfiere del bianco · e3 pedone del nero · a2 pedone del bianco · b2 pedone del nero · c2 cavallo del bianco · e2 cavallo del bianco · b1 re del nero · e1 re del bianco | 8 |
| 7 | h8 torre del nero · h7 pedone del nero · h6 pedone del bianco · c4 donna del bianco · a3 pedone del bianco · b3 alfiere del bianco · e3 pedone del nero · a2 pedone del bianco · b2 pedone del nero · c2 cavallo del bianco · e2 cavallo del bianco · b1 re del nero · e1 re del bianco | h8 torre del nero · h7 pedone del nero · h6 pedone del bianco · c4 donna del bianco · a3 pedone del bianco · b3 alfiere del bianco · e3 pedone del nero · a2 pedone del bianco · b2 pedone del nero · c2 cavallo del bianco · e2 cavallo del bianco · b1 re del nero · e1 re del bianco | h8 torre del nero · h7 pedone del nero · h6 pedone del bianco · c4 donna del bianco · a3 pedone del bianco · b3 alfiere del bianco · e3 pedone del nero · a2 pedone del bianco · b2 pedone del nero · c2 cavallo del bianco · e2 cavallo del bianco · b1 re del nero · e1 re del bianco | h8 torre del nero · h7 pedone del nero · h6 pedone del bianco · c4 donna del bianco · a3 pedone del bianco · b3 alfiere del bianco · e3 pedone del nero · a2 pedone del bianco · b2 pedone del nero · c2 cavallo del bianco · e2 cavallo del bianco · b1 re del nero · e1 re del bianco | h8 torre del nero · h7 pedone del nero · h6 pedone del bianco · c4 donna del bianco · a3 pedone del bianco · b3 alfiere del bianco · e3 pedone del nero · a2 pedone del bianco · b2 pedone del nero · c2 cavallo del bianco · e2 cavallo del bianco · b1 re del nero · e1 re del bianco | h8 torre del nero · h7 pedone del nero · h6 pedone del bianco · c4 donna del bianco · a3 pedone del bianco · b3 alfiere del bianco · e3 pedone del nero · a2 pedone del bianco · b2 pedone del nero · c2 cavallo del bianco · e2 cavallo del bianco · b1 re del nero · e1 re del bianco | h8 torre del nero · h7 pedone del nero · h6 pedone del bianco · c4 donna del bianco · a3 pedone del bianco · b3 alfiere del bianco · e3 pedone del nero · a2 pedone del bianco · b2 pedone del nero · c2 cavallo del bianco · e2 cavallo del bianco · b1 re del nero · e1 re del bianco | h8 torre del nero · h7 pedone del nero · h6 pedone del bianco · c4 donna del bianco · a3 pedone del bianco · b3 alfiere del bianco · e3 pedone del nero · a2 pedone del bianco · b2 pedone del nero · c2 cavallo del bianco · e2 cavallo del bianco · b1 re del nero · e1 re del bianco | 7 |
| 6 | h8 torre del nero · h7 pedone del nero · h6 pedone del bianco · c4 donna del bianco · a3 pedone del bianco · b3 alfiere del bianco · e3 pedone del nero · a2 pedone del bianco · b2 pedone del nero · c2 cavallo del bianco · e2 cavallo del bianco · b1 re del nero · e1 re del bianco | h8 torre del nero · h7 pedone del nero · h6 pedone del bianco · c4 donna del bianco · a3 pedone del bianco · b3 alfiere del bianco · e3 pedone del nero · a2 pedone del bianco · b2 pedone del nero · c2 cavallo del bianco · e2 cavallo del bianco · b1 re del nero · e1 re del bianco | h8 torre del nero · h7 pedone del nero · h6 pedone del bianco · c4 donna del bianco · a3 pedone del bianco · b3 alfiere del bianco · e3 pedone del nero · a2 pedone del bianco · b2 pedone del nero · c2 cavallo del bianco · e2 cavallo del bianco · b1 re del nero · e1 re del bianco | h8 torre del nero · h7 pedone del nero · h6 pedone del bianco · c4 donna del bianco · a3 pedone del bianco · b3 alfiere del bianco · e3 pedone del nero · a2 pedone del bianco · b2 pedone del nero · c2 cavallo del bianco · e2 cavallo del bianco · b1 re del nero · e1 re del bianco | h8 torre del nero · h7 pedone del nero · h6 pedone del bianco · c4 donna del bianco · a3 pedone del bianco · b3 alfiere del bianco · e3 pedone del nero · a2 pedone del bianco · b2 pedone del nero · c2 cavallo del bianco · e2 cavallo del bianco · b1 re del nero · e1 re del bianco | h8 torre del nero · h7 pedone del nero · h6 pedone del bianco · c4 donna del bianco · a3 pedone del bianco · b3 alfiere del bianco · e3 pedone del nero · a2 pedone del bianco · b2 pedone del nero · c2 cavallo del bianco · e2 cavallo del bianco · b1 re del nero · e1 re del bianco | h8 torre del nero · h7 pedone del nero · h6 pedone del bianco · c4 donna del bianco · a3 pedone del bianco · b3 alfiere del bianco · e3 pedone del nero · a2 pedone del bianco · b2 pedone del nero · c2 cavallo del bianco · e2 cavallo del bianco · b1 re del nero · e1 re del bianco | h8 torre del nero · h7 pedone del nero · h6 pedone del bianco · c4 donna del bianco · a3 pedone del bianco · b3 alfiere del bianco · e3 pedone del nero · a2 pedone del bianco · b2 pedone del nero · c2 cavallo del bianco · e2 cavallo del bianco · b1 re del nero · e1 re del bianco | 6 |
| 5 | h8 torre del nero · h7 pedone del nero · h6 pedone del bianco · c4 donna del bianco · a3 pedone del bianco · b3 alfiere del bianco · e3 pedone del nero · a2 pedone del bianco · b2 pedone del nero · c2 cavallo del bianco · e2 cavallo del bianco · b1 re del nero · e1 re del bianco | h8 torre del nero · h7 pedone del nero · h6 pedone del bianco · c4 donna del bianco · a3 pedone del bianco · b3 alfiere del bianco · e3 pedone del nero · a2 pedone del bianco · b2 pedone del nero · c2 cavallo del bianco · e2 cavallo del bianco · b1 re del nero · e1 re del bianco | h8 torre del nero · h7 pedone del nero · h6 pedone del bianco · c4 donna del bianco · a3 pedone del bianco · b3 alfiere del bianco · e3 pedone del nero · a2 pedone del bianco · b2 pedone del nero · c2 cavallo del bianco · e2 cavallo del bianco · b1 re del nero · e1 re del bianco | h8 torre del nero · h7 pedone del nero · h6 pedone del bianco · c4 donna del bianco · a3 pedone del bianco · b3 alfiere del bianco · e3 pedone del nero · a2 pedone del bianco · b2 pedone del nero · c2 cavallo del bianco · e2 cavallo del bianco · b1 re del nero · e1 re del bianco | h8 torre del nero · h7 pedone del nero · h6 pedone del bianco · c4 donna del bianco · a3 pedone del bianco · b3 alfiere del bianco · e3 pedone del nero · a2 pedone del bianco · b2 pedone del nero · c2 cavallo del bianco · e2 cavallo del bianco · b1 re del nero · e1 re del bianco | h8 torre del nero · h7 pedone del nero · h6 pedone del bianco · c4 donna del bianco · a3 pedone del bianco · b3 alfiere del bianco · e3 pedone del nero · a2 pedone del bianco · b2 pedone del nero · c2 cavallo del bianco · e2 cavallo del bianco · b1 re del nero · e1 re del bianco | h8 torre del nero · h7 pedone del nero · h6 pedone del bianco · c4 donna del bianco · a3 pedone del bianco · b3 alfiere del bianco · e3 pedone del nero · a2 pedone del bianco · b2 pedone del nero · c2 cavallo del bianco · e2 cavallo del bianco · b1 re del nero · e1 re del bianco | h8 torre del nero · h7 pedone del nero · h6 pedone del bianco · c4 donna del bianco · a3 pedone del bianco · b3 alfiere del bianco · e3 pedone del nero · a2 pedone del bianco · b2 pedone del nero · c2 cavallo del bianco · e2 cavallo del bianco · b1 re del nero · e1 re del bianco | 5 |
| 4 | h8 torre del nero · h7 pedone del nero · h6 pedone del bianco · c4 donna del bianco · a3 pedone del bianco · b3 alfiere del bianco · e3 pedone del nero · a2 pedone del bianco · b2 pedone del nero · c2 cavallo del bianco · e2 cavallo del bianco · b1 re del nero · e1 re del bianco | h8 torre del nero · h7 pedone del nero · h6 pedone del bianco · c4 donna del bianco · a3 pedone del bianco · b3 alfiere del bianco · e3 pedone del nero · a2 pedone del bianco · b2 pedone del nero · c2 cavallo del bianco · e2 cavallo del bianco · b1 re del nero · e1 re del bianco | h8 torre del nero · h7 pedone del nero · h6 pedone del bianco · c4 donna del bianco · a3 pedone del bianco · b3 alfiere del bianco · e3 pedone del nero · a2 pedone del bianco · b2 pedone del nero · c2 cavallo del bianco · e2 cavallo del bianco · b1 re del nero · e1 re del bianco | h8 torre del nero · h7 pedone del nero · h6 pedone del bianco · c4 donna del bianco · a3 pedone del bianco · b3 alfiere del bianco · e3 pedone del nero · a2 pedone del bianco · b2 pedone del nero · c2 cavallo del bianco · e2 cavallo del bianco · b1 re del nero · e1 re del bianco | h8 torre del nero · h7 pedone del nero · h6 pedone del bianco · c4 donna del bianco · a3 pedone del bianco · b3 alfiere del bianco · e3 pedone del nero · a2 pedone del bianco · b2 pedone del nero · c2 cavallo del bianco · e2 cavallo del bianco · b1 re del nero · e1 re del bianco | h8 torre del nero · h7 pedone del nero · h6 pedone del bianco · c4 donna del bianco · a3 pedone del bianco · b3 alfiere del bianco · e3 pedone del nero · a2 pedone del bianco · b2 pedone del nero · c2 cavallo del bianco · e2 cavallo del bianco · b1 re del nero · e1 re del bianco | h8 torre del nero · h7 pedone del nero · h6 pedone del bianco · c4 donna del bianco · a3 pedone del bianco · b3 alfiere del bianco · e3 pedone del nero · a2 pedone del bianco · b2 pedone del nero · c2 cavallo del bianco · e2 cavallo del bianco · b1 re del nero · e1 re del bianco | h8 torre del nero · h7 pedone del nero · h6 pedone del bianco · c4 donna del bianco · a3 pedone del bianco · b3 alfiere del bianco · e3 pedone del nero · a2 pedone del bianco · b2 pedone del nero · c2 cavallo del bianco · e2 cavallo del bianco · b1 re del nero · e1 re del bianco | 4 |
| 3 | h8 torre del nero · h7 pedone del nero · h6 pedone del bianco · c4 donna del bianco · a3 pedone del bianco · b3 alfiere del bianco · e3 pedone del nero · a2 pedone del bianco · b2 pedone del nero · c2 cavallo del bianco · e2 cavallo del bianco · b1 re del nero · e1 re del bianco | h8 torre del nero · h7 pedone del nero · h6 pedone del bianco · c4 donna del bianco · a3 pedone del bianco · b3 alfiere del bianco · e3 pedone del nero · a2 pedone del bianco · b2 pedone del nero · c2 cavallo del bianco · e2 cavallo del bianco · b1 re del nero · e1 re del bianco | h8 torre del nero · h7 pedone del nero · h6 pedone del bianco · c4 donna del bianco · a3 pedone del bianco · b3 alfiere del bianco · e3 pedone del nero · a2 pedone del bianco · b2 pedone del nero · c2 cavallo del bianco · e2 cavallo del bianco · b1 re del nero · e1 re del bianco | h8 torre del nero · h7 pedone del nero · h6 pedone del bianco · c4 donna del bianco · a3 pedone del bianco · b3 alfiere del bianco · e3 pedone del nero · a2 pedone del bianco · b2 pedone del nero · c2 cavallo del bianco · e2 cavallo del bianco · b1 re del nero · e1 re del bianco | h8 torre del nero · h7 pedone del nero · h6 pedone del bianco · c4 donna del bianco · a3 pedone del bianco · b3 alfiere del bianco · e3 pedone del nero · a2 pedone del bianco · b2 pedone del nero · c2 cavallo del bianco · e2 cavallo del bianco · b1 re del nero · e1 re del bianco | h8 torre del nero · h7 pedone del nero · h6 pedone del bianco · c4 donna del bianco · a3 pedone del bianco · b3 alfiere del bianco · e3 pedone del nero · a2 pedone del bianco · b2 pedone del nero · c2 cavallo del bianco · e2 cavallo del bianco · b1 re del nero · e1 re del bianco | h8 torre del nero · h7 pedone del nero · h6 pedone del bianco · c4 donna del bianco · a3 pedone del bianco · b3 alfiere del bianco · e3 pedone del nero · a2 pedone del bianco · b2 pedone del nero · c2 cavallo del bianco · e2 cavallo del bianco · b1 re del nero · e1 re del bianco | h8 torre del nero · h7 pedone del nero · h6 pedone del bianco · c4 donna del bianco · a3 pedone del bianco · b3 alfiere del bianco · e3 pedone del nero · a2 pedone del bianco · b2 pedone del nero · c2 cavallo del bianco · e2 cavallo del bianco · b1 re del nero · e1 re del bianco | 3 |
| 2 | h8 torre del nero · h7 pedone del nero · h6 pedone del bianco · c4 donna del bianco · a3 pedone del bianco · b3 alfiere del bianco · e3 pedone del nero · a2 pedone del bianco · b2 pedone del nero · c2 cavallo del bianco · e2 cavallo del bianco · b1 re del nero · e1 re del bianco | h8 torre del nero · h7 pedone del nero · h6 pedone del bianco · c4 donna del bianco · a3 pedone del bianco · b3 alfiere del bianco · e3 pedone del nero · a2 pedone del bianco · b2 pedone del nero · c2 cavallo del bianco · e2 cavallo del bianco · b1 re del nero · e1 re del bianco | h8 torre del nero · h7 pedone del nero · h6 pedone del bianco · c4 donna del bianco · a3 pedone del bianco · b3 alfiere del bianco · e3 pedone del nero · a2 pedone del bianco · b2 pedone del nero · c2 cavallo del bianco · e2 cavallo del bianco · b1 re del nero · e1 re del bianco | h8 torre del nero · h7 pedone del nero · h6 pedone del bianco · c4 donna del bianco · a3 pedone del bianco · b3 alfiere del bianco · e3 pedone del nero · a2 pedone del bianco · b2 pedone del nero · c2 cavallo del bianco · e2 cavallo del bianco · b1 re del nero · e1 re del bianco | h8 torre del nero · h7 pedone del nero · h6 pedone del bianco · c4 donna del bianco · a3 pedone del bianco · b3 alfiere del bianco · e3 pedone del nero · a2 pedone del bianco · b2 pedone del nero · c2 cavallo del bianco · e2 cavallo del bianco · b1 re del nero · e1 re del bianco | h8 torre del nero · h7 pedone del nero · h6 pedone del bianco · c4 donna del bianco · a3 pedone del bianco · b3 alfiere del bianco · e3 pedone del nero · a2 pedone del bianco · b2 pedone del nero · c2 cavallo del bianco · e2 cavallo del bianco · b1 re del nero · e1 re del bianco | h8 torre del nero · h7 pedone del nero · h6 pedone del bianco · c4 donna del bianco · a3 pedone del bianco · b3 alfiere del bianco · e3 pedone del nero · a2 pedone del bianco · b2 pedone del nero · c2 cavallo del bianco · e2 cavallo del bianco · b1 re del nero · e1 re del bianco | h8 torre del nero · h7 pedone del nero · h6 pedone del bianco · c4 donna del bianco · a3 pedone del bianco · b3 alfiere del bianco · e3 pedone del nero · a2 pedone del bianco · b2 pedone del nero · c2 cavallo del bianco · e2 cavallo del bianco · b1 re del nero · e1 re del bianco | 2 |
| 1 | h8 torre del nero · h7 pedone del nero · h6 pedone del bianco · c4 donna del bianco · a3 pedone del bianco · b3 alfiere del bianco · e3 pedone del nero · a2 pedone del bianco · b2 pedone del nero · c2 cavallo del bianco · e2 cavallo del bianco · b1 re del nero · e1 re del bianco | h8 torre del nero · h7 pedone del nero · h6 pedone del bianco · c4 donna del bianco · a3 pedone del bianco · b3 alfiere del bianco · e3 pedone del nero · a2 pedone del bianco · b2 pedone del nero · c2 cavallo del bianco · e2 cavallo del bianco · b1 re del nero · e1 re del bianco | h8 torre del nero · h7 pedone del nero · h6 pedone del bianco · c4 donna del bianco · a3 pedone del bianco · b3 alfiere del bianco · e3 pedone del nero · a2 pedone del bianco · b2 pedone del nero · c2 cavallo del bianco · e2 cavallo del bianco · b1 re del nero · e1 re del bianco | h8 torre del nero · h7 pedone del nero · h6 pedone del bianco · c4 donna del bianco · a3 pedone del bianco · b3 alfiere del bianco · e3 pedone del nero · a2 pedone del bianco · b2 pedone del nero · c2 cavallo del bianco · e2 cavallo del bianco · b1 re del nero · e1 re del bianco | h8 torre del nero · h7 pedone del nero · h6 pedone del bianco · c4 donna del bianco · a3 pedone del bianco · b3 alfiere del bianco · e3 pedone del nero · a2 pedone del bianco · b2 pedone del nero · c2 cavallo del bianco · e2 cavallo del bianco · b1 re del nero · e1 re del bianco | h8 torre del nero · h7 pedone del nero · h6 pedone del bianco · c4 donna del bianco · a3 pedone del bianco · b3 alfiere del bianco · e3 pedone del nero · a2 pedone del bianco · b2 pedone del nero · c2 cavallo del bianco · e2 cavallo del bianco · b1 re del nero · e1 re del bianco | h8 torre del nero · h7 pedone del nero · h6 pedone del bianco · c4 donna del bianco · a3 pedone del bianco · b3 alfiere del bianco · e3 pedone del nero · a2 pedone del bianco · b2 pedone del nero · c2 cavallo del bianco · e2 cavallo del bianco · b1 re del nero · e1 re del bianco | h8 torre del nero · h7 pedone del nero · h6 pedone del bianco · c4 donna del bianco · a3 pedone del bianco · b3 alfiere del bianco · e3 pedone del nero · a2 pedone del bianco · b2 pedone del nero · c2 cavallo del bianco · e2 cavallo del bianco · b1 re del nero · e1 re del bianco | 1 |
|   | a | b | c | d | e | f | g | h |   |

Il problema di Anderson riportato sopra è un esempio di soluzione particolarmente difficile. Elemento caratteristico è il controscacco, ovvero il rispondere a uno scacco con un altro scacco. Nel diagramma il Bianco ha a disposizione uno scacco di scoperta apparentemente letale. Muovendo l'Ab3 si dà scacco con la Tb1. La Tb1 è però attaccata dall'alfiere nero in h7 e su 1.Aa4++ o 1.Ac2+ il re nero ha a disposizione la casa c4, dopo di che il Bianco non ha matto.
La sorprendente soluzione è  1. Rd6!  che minaccia 2. Db7#, esponendosi però agli scacchi della torre nera. Dopo 1. ...Td3+ la torre in d3 interferisce la linea d'azione dell'Ah7 e permette il matto 2. Ad5#, similmente dopo 1. ...Tg6+, segue 2. Ae6#.
Un bell'esempio di matto in tre mosse è il seguente, composto dal forte maestro tedesco Kurt Richter, noto per la variante Richter-Rauzer della difesa Siciliana e per l'attacco Richter-Veresov nella partita di Donna (2. Cc3 dopo 1. d4 d5).

### Aiutomatti
|   | a | b | c | d | e | f | g | h |   |
| 8 | e8 cavallo del bianco · g8 donna del bianco · c7 cavallo del nero · e7 pedone del bianco · f7 alfiere del bianco · g7 alfiere del bianco · h7 pedone del nero · f6 pedone del nero · g6 torre del nero · f5 pedone del bianco · h5 pedone del bianco · c4 alfiere del nero · g4 pedone del nero · b3 pedone del nero · g3 re del nero · h2 torre del bianco · h1 re del bianco | e8 cavallo del bianco · g8 donna del bianco · c7 cavallo del nero · e7 pedone del bianco · f7 alfiere del bianco · g7 alfiere del bianco · h7 pedone del nero · f6 pedone del nero · g6 torre del nero · f5 pedone del bianco · h5 pedone del bianco · c4 alfiere del nero · g4 pedone del nero · b3 pedone del nero · g3 re del nero · h2 torre del bianco · h1 re del bianco | e8 cavallo del bianco · g8 donna del bianco · c7 cavallo del nero · e7 pedone del bianco · f7 alfiere del bianco · g7 alfiere del bianco · h7 pedone del nero · f6 pedone del nero · g6 torre del nero · f5 pedone del bianco · h5 pedone del bianco · c4 alfiere del nero · g4 pedone del nero · b3 pedone del nero · g3 re del nero · h2 torre del bianco · h1 re del bianco | e8 cavallo del bianco · g8 donna del bianco · c7 cavallo del nero · e7 pedone del bianco · f7 alfiere del bianco · g7 alfiere del bianco · h7 pedone del nero · f6 pedone del nero · g6 torre del nero · f5 pedone del bianco · h5 pedone del bianco · c4 alfiere del nero · g4 pedone del nero · b3 pedone del nero · g3 re del nero · h2 torre del bianco · h1 re del bianco | e8 cavallo del bianco · g8 donna del bianco · c7 cavallo del nero · e7 pedone del bianco · f7 alfiere del bianco · g7 alfiere del bianco · h7 pedone del nero · f6 pedone del nero · g6 torre del nero · f5 pedone del bianco · h5 pedone del bianco · c4 alfiere del nero · g4 pedone del nero · b3 pedone del nero · g3 re del nero · h2 torre del bianco · h1 re del bianco | e8 cavallo del bianco · g8 donna del bianco · c7 cavallo del nero · e7 pedone del bianco · f7 alfiere del bianco · g7 alfiere del bianco · h7 pedone del nero · f6 pedone del nero · g6 torre del nero · f5 pedone del bianco · h5 pedone del bianco · c4 alfiere del nero · g4 pedone del nero · b3 pedone del nero · g3 re del nero · h2 torre del bianco · h1 re del bianco | e8 cavallo del bianco · g8 donna del bianco · c7 cavallo del nero · e7 pedone del bianco · f7 alfiere del bianco · g7 alfiere del bianco · h7 pedone del nero · f6 pedone del nero · g6 torre del nero · f5 pedone del bianco · h5 pedone del bianco · c4 alfiere del nero · g4 pedone del nero · b3 pedone del nero · g3 re del nero · h2 torre del bianco · h1 re del bianco | e8 cavallo del bianco · g8 donna del bianco · c7 cavallo del nero · e7 pedone del bianco · f7 alfiere del bianco · g7 alfiere del bianco · h7 pedone del nero · f6 pedone del nero · g6 torre del nero · f5 pedone del bianco · h5 pedone del bianco · c4 alfiere del nero · g4 pedone del nero · b3 pedone del nero · g3 re del nero · h2 torre del bianco · h1 re del bianco | 8 |
| 7 | e8 cavallo del bianco · g8 donna del bianco · c7 cavallo del nero · e7 pedone del bianco · f7 alfiere del bianco · g7 alfiere del bianco · h7 pedone del nero · f6 pedone del nero · g6 torre del nero · f5 pedone del bianco · h5 pedone del bianco · c4 alfiere del nero · g4 pedone del nero · b3 pedone del nero · g3 re del nero · h2 torre del bianco · h1 re del bianco | e8 cavallo del bianco · g8 donna del bianco · c7 cavallo del nero · e7 pedone del bianco · f7 alfiere del bianco · g7 alfiere del bianco · h7 pedone del nero · f6 pedone del nero · g6 torre del nero · f5 pedone del bianco · h5 pedone del bianco · c4 alfiere del nero · g4 pedone del nero · b3 pedone del nero · g3 re del nero · h2 torre del bianco · h1 re del bianco | e8 cavallo del bianco · g8 donna del bianco · c7 cavallo del nero · e7 pedone del bianco · f7 alfiere del bianco · g7 alfiere del bianco · h7 pedone del nero · f6 pedone del nero · g6 torre del nero · f5 pedone del bianco · h5 pedone del bianco · c4 alfiere del nero · g4 pedone del nero · b3 pedone del nero · g3 re del nero · h2 torre del bianco · h1 re del bianco | e8 cavallo del bianco · g8 donna del bianco · c7 cavallo del nero · e7 pedone del bianco · f7 alfiere del bianco · g7 alfiere del bianco · h7 pedone del nero · f6 pedone del nero · g6 torre del nero · f5 pedone del bianco · h5 pedone del bianco · c4 alfiere del nero · g4 pedone del nero · b3 pedone del nero · g3 re del nero · h2 torre del bianco · h1 re del bianco | e8 cavallo del bianco · g8 donna del bianco · c7 cavallo del nero · e7 pedone del bianco · f7 alfiere del bianco · g7 alfiere del bianco · h7 pedone del nero · f6 pedone del nero · g6 torre del nero · f5 pedone del bianco · h5 pedone del bianco · c4 alfiere del nero · g4 pedone del nero · b3 pedone del nero · g3 re del nero · h2 torre del bianco · h1 re del bianco | e8 cavallo del bianco · g8 donna del bianco · c7 cavallo del nero · e7 pedone del bianco · f7 alfiere del bianco · g7 alfiere del bianco · h7 pedone del nero · f6 pedone del nero · g6 torre del nero · f5 pedone del bianco · h5 pedone del bianco · c4 alfiere del nero · g4 pedone del nero · b3 pedone del nero · g3 re del nero · h2 torre del bianco · h1 re del bianco | e8 cavallo del bianco · g8 donna del bianco · c7 cavallo del nero · e7 pedone del bianco · f7 alfiere del bianco · g7 alfiere del bianco · h7 pedone del nero · f6 pedone del nero · g6 torre del nero · f5 pedone del bianco · h5 pedone del bianco · c4 alfiere del nero · g4 pedone del nero · b3 pedone del nero · g3 re del nero · h2 torre del bianco · h1 re del bianco | e8 cavallo del bianco · g8 donna del bianco · c7 cavallo del nero · e7 pedone del bianco · f7 alfiere del bianco · g7 alfiere del bianco · h7 pedone del nero · f6 pedone del nero · g6 torre del nero · f5 pedone del bianco · h5 pedone del bianco · c4 alfiere del nero · g4 pedone del nero · b3 pedone del nero · g3 re del nero · h2 torre del bianco · h1 re del bianco | 7 |
| 6 | e8 cavallo del bianco · g8 donna del bianco · c7 cavallo del nero · e7 pedone del bianco · f7 alfiere del bianco · g7 alfiere del bianco · h7 pedone del nero · f6 pedone del nero · g6 torre del nero · f5 pedone del bianco · h5 pedone del bianco · c4 alfiere del nero · g4 pedone del nero · b3 pedone del nero · g3 re del nero · h2 torre del bianco · h1 re del bianco | e8 cavallo del bianco · g8 donna del bianco · c7 cavallo del nero · e7 pedone del bianco · f7 alfiere del bianco · g7 alfiere del bianco · h7 pedone del nero · f6 pedone del nero · g6 torre del nero · f5 pedone del bianco · h5 pedone del bianco · c4 alfiere del nero · g4 pedone del nero · b3 pedone del nero · g3 re del nero · h2 torre del bianco · h1 re del bianco | e8 cavallo del bianco · g8 donna del bianco · c7 cavallo del nero · e7 pedone del bianco · f7 alfiere del bianco · g7 alfiere del bianco · h7 pedone del nero · f6 pedone del nero · g6 torre del nero · f5 pedone del bianco · h5 pedone del bianco · c4 alfiere del nero · g4 pedone del nero · b3 pedone del nero · g3 re del nero · h2 torre del bianco · h1 re del bianco | e8 cavallo del bianco · g8 donna del bianco · c7 cavallo del nero · e7 pedone del bianco · f7 alfiere del bianco · g7 alfiere del bianco · h7 pedone del nero · f6 pedone del nero · g6 torre del nero · f5 pedone del bianco · h5 pedone del bianco · c4 alfiere del nero · g4 pedone del nero · b3 pedone del nero · g3 re del nero · h2 torre del bianco · h1 re del bianco | e8 cavallo del bianco · g8 donna del bianco · c7 cavallo del nero · e7 pedone del bianco · f7 alfiere del bianco · g7 alfiere del bianco · h7 pedone del nero · f6 pedone del nero · g6 torre del nero · f5 pedone del bianco · h5 pedone del bianco · c4 alfiere del nero · g4 pedone del nero · b3 pedone del nero · g3 re del nero · h2 torre del bianco · h1 re del bianco | e8 cavallo del bianco · g8 donna del bianco · c7 cavallo del nero · e7 pedone del bianco · f7 alfiere del bianco · g7 alfiere del bianco · h7 pedone del nero · f6 pedone del nero · g6 torre del nero · f5 pedone del bianco · h5 pedone del bianco · c4 alfiere del nero · g4 pedone del nero · b3 pedone del nero · g3 re del nero · h2 torre del bianco · h1 re del bianco | e8 cavallo del bianco · g8 donna del bianco · c7 cavallo del nero · e7 pedone del bianco · f7 alfiere del bianco · g7 alfiere del bianco · h7 pedone del nero · f6 pedone del nero · g6 torre del nero · f5 pedone del bianco · h5 pedone del bianco · c4 alfiere del nero · g4 pedone del nero · b3 pedone del nero · g3 re del nero · h2 torre del bianco · h1 re del bianco | e8 cavallo del bianco · g8 donna del bianco · c7 cavallo del nero · e7 pedone del bianco · f7 alfiere del bianco · g7 alfiere del bianco · h7 pedone del nero · f6 pedone del nero · g6 torre del nero · f5 pedone del bianco · h5 pedone del bianco · c4 alfiere del nero · g4 pedone del nero · b3 pedone del nero · g3 re del nero · h2 torre del bianco · h1 re del bianco | 6 |
| 5 | e8 cavallo del bianco · g8 donna del bianco · c7 cavallo del nero · e7 pedone del bianco · f7 alfiere del bianco · g7 alfiere del bianco · h7 pedone del nero · f6 pedone del nero · g6 torre del nero · f5 pedone del bianco · h5 pedone del bianco · c4 alfiere del nero · g4 pedone del nero · b3 pedone del nero · g3 re del nero · h2 torre del bianco · h1 re del bianco | e8 cavallo del bianco · g8 donna del bianco · c7 cavallo del nero · e7 pedone del bianco · f7 alfiere del bianco · g7 alfiere del bianco · h7 pedone del nero · f6 pedone del nero · g6 torre del nero · f5 pedone del bianco · h5 pedone del bianco · c4 alfiere del nero · g4 pedone del nero · b3 pedone del nero · g3 re del nero · h2 torre del bianco · h1 re del bianco | e8 cavallo del bianco · g8 donna del bianco · c7 cavallo del nero · e7 pedone del bianco · f7 alfiere del bianco · g7 alfiere del bianco · h7 pedone del nero · f6 pedone del nero · g6 torre del nero · f5 pedone del bianco · h5 pedone del bianco · c4 alfiere del nero · g4 pedone del nero · b3 pedone del nero · g3 re del nero · h2 torre del bianco · h1 re del bianco | e8 cavallo del bianco · g8 donna del bianco · c7 cavallo del nero · e7 pedone del bianco · f7 alfiere del bianco · g7 alfiere del bianco · h7 pedone del nero · f6 pedone del nero · g6 torre del nero · f5 pedone del bianco · h5 pedone del bianco · c4 alfiere del nero · g4 pedone del nero · b3 pedone del nero · g3 re del nero · h2 torre del bianco · h1 re del bianco | e8 cavallo del bianco · g8 donna del bianco · c7 cavallo del nero · e7 pedone del bianco · f7 alfiere del bianco · g7 alfiere del bianco · h7 pedone del nero · f6 pedone del nero · g6 torre del nero · f5 pedone del bianco · h5 pedone del bianco · c4 alfiere del nero · g4 pedone del nero · b3 pedone del nero · g3 re del nero · h2 torre del bianco · h1 re del bianco | e8 cavallo del bianco · g8 donna del bianco · c7 cavallo del nero · e7 pedone del bianco · f7 alfiere del bianco · g7 alfiere del bianco · h7 pedone del nero · f6 pedone del nero · g6 torre del nero · f5 pedone del bianco · h5 pedone del bianco · c4 alfiere del nero · g4 pedone del nero · b3 pedone del nero · g3 re del nero · h2 torre del bianco · h1 re del bianco | e8 cavallo del bianco · g8 donna del bianco · c7 cavallo del nero · e7 pedone del bianco · f7 alfiere del bianco · g7 alfiere del bianco · h7 pedone del nero · f6 pedone del nero · g6 torre del nero · f5 pedone del bianco · h5 pedone del bianco · c4 alfiere del nero · g4 pedone del nero · b3 pedone del nero · g3 re del nero · h2 torre del bianco · h1 re del bianco | e8 cavallo del bianco · g8 donna del bianco · c7 cavallo del nero · e7 pedone del bianco · f7 alfiere del bianco · g7 alfiere del bianco · h7 pedone del nero · f6 pedone del nero · g6 torre del nero · f5 pedone del bianco · h5 pedone del bianco · c4 alfiere del nero · g4 pedone del nero · b3 pedone del nero · g3 re del nero · h2 torre del bianco · h1 re del bianco | 5 |
| 4 | e8 cavallo del bianco · g8 donna del bianco · c7 cavallo del nero · e7 pedone del bianco · f7 alfiere del bianco · g7 alfiere del bianco · h7 pedone del nero · f6 pedone del nero · g6 torre del nero · f5 pedone del bianco · h5 pedone del bianco · c4 alfiere del nero · g4 pedone del nero · b3 pedone del nero · g3 re del nero · h2 torre del bianco · h1 re del bianco | e8 cavallo del bianco · g8 donna del bianco · c7 cavallo del nero · e7 pedone del bianco · f7 alfiere del bianco · g7 alfiere del bianco · h7 pedone del nero · f6 pedone del nero · g6 torre del nero · f5 pedone del bianco · h5 pedone del bianco · c4 alfiere del nero · g4 pedone del nero · b3 pedone del nero · g3 re del nero · h2 torre del bianco · h1 re del bianco | e8 cavallo del bianco · g8 donna del bianco · c7 cavallo del nero · e7 pedone del bianco · f7 alfiere del bianco · g7 alfiere del bianco · h7 pedone del nero · f6 pedone del nero · g6 torre del nero · f5 pedone del bianco · h5 pedone del bianco · c4 alfiere del nero · g4 pedone del nero · b3 pedone del nero · g3 re del nero · h2 torre del bianco · h1 re del bianco | e8 cavallo del bianco · g8 donna del bianco · c7 cavallo del nero · e7 pedone del bianco · f7 alfiere del bianco · g7 alfiere del bianco · h7 pedone del nero · f6 pedone del nero · g6 torre del nero · f5 pedone del bianco · h5 pedone del bianco · c4 alfiere del nero · g4 pedone del nero · b3 pedone del nero · g3 re del nero · h2 torre del bianco · h1 re del bianco | e8 cavallo del bianco · g8 donna del bianco · c7 cavallo del nero · e7 pedone del bianco · f7 alfiere del bianco · g7 alfiere del bianco · h7 pedone del nero · f6 pedone del nero · g6 torre del nero · f5 pedone del bianco · h5 pedone del bianco · c4 alfiere del nero · g4 pedone del nero · b3 pedone del nero · g3 re del nero · h2 torre del bianco · h1 re del bianco | e8 cavallo del bianco · g8 donna del bianco · c7 cavallo del nero · e7 pedone del bianco · f7 alfiere del bianco · g7 alfiere del bianco · h7 pedone del nero · f6 pedone del nero · g6 torre del nero · f5 pedone del bianco · h5 pedone del bianco · c4 alfiere del nero · g4 pedone del nero · b3 pedone del nero · g3 re del nero · h2 torre del bianco · h1 re del bianco | e8 cavallo del bianco · g8 donna del bianco · c7 cavallo del nero · e7 pedone del bianco · f7 alfiere del bianco · g7 alfiere del bianco · h7 pedone del nero · f6 pedone del nero · g6 torre del nero · f5 pedone del bianco · h5 pedone del bianco · c4 alfiere del nero · g4 pedone del nero · b3 pedone del nero · g3 re del nero · h2 torre del bianco · h1 re del bianco | e8 cavallo del bianco · g8 donna del bianco · c7 cavallo del nero · e7 pedone del bianco · f7 alfiere del bianco · g7 alfiere del bianco · h7 pedone del nero · f6 pedone del nero · g6 torre del nero · f5 pedone del bianco · h5 pedone del bianco · c4 alfiere del nero · g4 pedone del nero · b3 pedone del nero · g3 re del nero · h2 torre del bianco · h1 re del bianco | 4 |
| 3 | e8 cavallo del bianco · g8 donna del bianco · c7 cavallo del nero · e7 pedone del bianco · f7 alfiere del bianco · g7 alfiere del bianco · h7 pedone del nero · f6 pedone del nero · g6 torre del nero · f5 pedone del bianco · h5 pedone del bianco · c4 alfiere del nero · g4 pedone del nero · b3 pedone del nero · g3 re del nero · h2 torre del bianco · h1 re del bianco | e8 cavallo del bianco · g8 donna del bianco · c7 cavallo del nero · e7 pedone del bianco · f7 alfiere del bianco · g7 alfiere del bianco · h7 pedone del nero · f6 pedone del nero · g6 torre del nero · f5 pedone del bianco · h5 pedone del bianco · c4 alfiere del nero · g4 pedone del nero · b3 pedone del nero · g3 re del nero · h2 torre del bianco · h1 re del bianco | e8 cavallo del bianco · g8 donna del bianco · c7 cavallo del nero · e7 pedone del bianco · f7 alfiere del bianco · g7 alfiere del bianco · h7 pedone del nero · f6 pedone del nero · g6 torre del nero · f5 pedone del bianco · h5 pedone del bianco · c4 alfiere del nero · g4 pedone del nero · b3 pedone del nero · g3 re del nero · h2 torre del bianco · h1 re del bianco | e8 cavallo del bianco · g8 donna del bianco · c7 cavallo del nero · e7 pedone del bianco · f7 alfiere del bianco · g7 alfiere del bianco · h7 pedone del nero · f6 pedone del nero · g6 torre del nero · f5 pedone del bianco · h5 pedone del bianco · c4 alfiere del nero · g4 pedone del nero · b3 pedone del nero · g3 re del nero · h2 torre del bianco · h1 re del bianco | e8 cavallo del bianco · g8 donna del bianco · c7 cavallo del nero · e7 pedone del bianco · f7 alfiere del bianco · g7 alfiere del bianco · h7 pedone del nero · f6 pedone del nero · g6 torre del nero · f5 pedone del bianco · h5 pedone del bianco · c4 alfiere del nero · g4 pedone del nero · b3 pedone del nero · g3 re del nero · h2 torre del bianco · h1 re del bianco | e8 cavallo del bianco · g8 donna del bianco · c7 cavallo del nero · e7 pedone del bianco · f7 alfiere del bianco · g7 alfiere del bianco · h7 pedone del nero · f6 pedone del nero · g6 torre del nero · f5 pedone del bianco · h5 pedone del bianco · c4 alfiere del nero · g4 pedone del nero · b3 pedone del nero · g3 re del nero · h2 torre del bianco · h1 re del bianco | e8 cavallo del bianco · g8 donna del bianco · c7 cavallo del nero · e7 pedone del bianco · f7 alfiere del bianco · g7 alfiere del bianco · h7 pedone del nero · f6 pedone del nero · g6 torre del nero · f5 pedone del bianco · h5 pedone del bianco · c4 alfiere del nero · g4 pedone del nero · b3 pedone del nero · g3 re del nero · h2 torre del bianco · h1 re del bianco | e8 cavallo del bianco · g8 donna del bianco · c7 cavallo del nero · e7 pedone del bianco · f7 alfiere del bianco · g7 alfiere del bianco · h7 pedone del nero · f6 pedone del nero · g6 torre del nero · f5 pedone del bianco · h5 pedone del bianco · c4 alfiere del nero · g4 pedone del nero · b3 pedone del nero · g3 re del nero · h2 torre del bianco · h1 re del bianco | 3 |
| 2 | e8 cavallo del bianco · g8 donna del bianco · c7 cavallo del nero · e7 pedone del bianco · f7 alfiere del bianco · g7 alfiere del bianco · h7 pedone del nero · f6 pedone del nero · g6 torre del nero · f5 pedone del bianco · h5 pedone del bianco · c4 alfiere del nero · g4 pedone del nero · b3 pedone del nero · g3 re del nero · h2 torre del bianco · h1 re del bianco | e8 cavallo del bianco · g8 donna del bianco · c7 cavallo del nero · e7 pedone del bianco · f7 alfiere del bianco · g7 alfiere del bianco · h7 pedone del nero · f6 pedone del nero · g6 torre del nero · f5 pedone del bianco · h5 pedone del bianco · c4 alfiere del nero · g4 pedone del nero · b3 pedone del nero · g3 re del nero · h2 torre del bianco · h1 re del bianco | e8 cavallo del bianco · g8 donna del bianco · c7 cavallo del nero · e7 pedone del bianco · f7 alfiere del bianco · g7 alfiere del bianco · h7 pedone del nero · f6 pedone del nero · g6 torre del nero · f5 pedone del bianco · h5 pedone del bianco · c4 alfiere del nero · g4 pedone del nero · b3 pedone del nero · g3 re del nero · h2 torre del bianco · h1 re del bianco | e8 cavallo del bianco · g8 donna del bianco · c7 cavallo del nero · e7 pedone del bianco · f7 alfiere del bianco · g7 alfiere del bianco · h7 pedone del nero · f6 pedone del nero · g6 torre del nero · f5 pedone del bianco · h5 pedone del bianco · c4 alfiere del nero · g4 pedone del nero · b3 pedone del nero · g3 re del nero · h2 torre del bianco · h1 re del bianco | e8 cavallo del bianco · g8 donna del bianco · c7 cavallo del nero · e7 pedone del bianco · f7 alfiere del bianco · g7 alfiere del bianco · h7 pedone del nero · f6 pedone del nero · g6 torre del nero · f5 pedone del bianco · h5 pedone del bianco · c4 alfiere del nero · g4 pedone del nero · b3 pedone del nero · g3 re del nero · h2 torre del bianco · h1 re del bianco | e8 cavallo del bianco · g8 donna del bianco · c7 cavallo del nero · e7 pedone del bianco · f7 alfiere del bianco · g7 alfiere del bianco · h7 pedone del nero · f6 pedone del nero · g6 torre del nero · f5 pedone del bianco · h5 pedone del bianco · c4 alfiere del nero · g4 pedone del nero · b3 pedone del nero · g3 re del nero · h2 torre del bianco · h1 re del bianco | e8 cavallo del bianco · g8 donna del bianco · c7 cavallo del nero · e7 pedone del bianco · f7 alfiere del bianco · g7 alfiere del bianco · h7 pedone del nero · f6 pedone del nero · g6 torre del nero · f5 pedone del bianco · h5 pedone del bianco · c4 alfiere del nero · g4 pedone del nero · b3 pedone del nero · g3 re del nero · h2 torre del bianco · h1 re del bianco | e8 cavallo del bianco · g8 donna del bianco · c7 cavallo del nero · e7 pedone del bianco · f7 alfiere del bianco · g7 alfiere del bianco · h7 pedone del nero · f6 pedone del nero · g6 torre del nero · f5 pedone del bianco · h5 pedone del bianco · c4 alfiere del nero · g4 pedone del nero · b3 pedone del nero · g3 re del nero · h2 torre del bianco · h1 re del bianco | 2 |
| 1 | e8 cavallo del bianco · g8 donna del bianco · c7 cavallo del nero · e7 pedone del bianco · f7 alfiere del bianco · g7 alfiere del bianco · h7 pedone del nero · f6 pedone del nero · g6 torre del nero · f5 pedone del bianco · h5 pedone del bianco · c4 alfiere del nero · g4 pedone del nero · b3 pedone del nero · g3 re del nero · h2 torre del bianco · h1 re del bianco | e8 cavallo del bianco · g8 donna del bianco · c7 cavallo del nero · e7 pedone del bianco · f7 alfiere del bianco · g7 alfiere del bianco · h7 pedone del nero · f6 pedone del nero · g6 torre del nero · f5 pedone del bianco · h5 pedone del bianco · c4 alfiere del nero · g4 pedone del nero · b3 pedone del nero · g3 re del nero · h2 torre del bianco · h1 re del bianco | e8 cavallo del bianco · g8 donna del bianco · c7 cavallo del nero · e7 pedone del bianco · f7 alfiere del bianco · g7 alfiere del bianco · h7 pedone del nero · f6 pedone del nero · g6 torre del nero · f5 pedone del bianco · h5 pedone del bianco · c4 alfiere del nero · g4 pedone del nero · b3 pedone del nero · g3 re del nero · h2 torre del bianco · h1 re del bianco | e8 cavallo del bianco · g8 donna del bianco · c7 cavallo del nero · e7 pedone del bianco · f7 alfiere del bianco · g7 alfiere del bianco · h7 pedone del nero · f6 pedone del nero · g6 torre del nero · f5 pedone del bianco · h5 pedone del bianco · c4 alfiere del nero · g4 pedone del nero · b3 pedone del nero · g3 re del nero · h2 torre del bianco · h1 re del bianco | e8 cavallo del bianco · g8 donna del bianco · c7 cavallo del nero · e7 pedone del bianco · f7 alfiere del bianco · g7 alfiere del bianco · h7 pedone del nero · f6 pedone del nero · g6 torre del nero · f5 pedone del bianco · h5 pedone del bianco · c4 alfiere del nero · g4 pedone del nero · b3 pedone del nero · g3 re del nero · h2 torre del bianco · h1 re del bianco | e8 cavallo del bianco · g8 donna del bianco · c7 cavallo del nero · e7 pedone del bianco · f7 alfiere del bianco · g7 alfiere del bianco · h7 pedone del nero · f6 pedone del nero · g6 torre del nero · f5 pedone del bianco · h5 pedone del bianco · c4 alfiere del nero · g4 pedone del nero · b3 pedone del nero · g3 re del nero · h2 torre del bianco · h1 re del bianco | e8 cavallo del bianco · g8 donna del bianco · c7 cavallo del nero · e7 pedone del bianco · f7 alfiere del bianco · g7 alfiere del bianco · h7 pedone del nero · f6 pedone del nero · g6 torre del nero · f5 pedone del bianco · h5 pedone del bianco · c4 alfiere del nero · g4 pedone del nero · b3 pedone del nero · g3 re del nero · h2 torre del bianco · h1 re del bianco | e8 cavallo del bianco · g8 donna del bianco · c7 cavallo del nero · e7 pedone del bianco · f7 alfiere del bianco · g7 alfiere del bianco · h7 pedone del nero · f6 pedone del nero · g6 torre del nero · f5 pedone del bianco · h5 pedone del bianco · c4 alfiere del nero · g4 pedone del nero · b3 pedone del nero · g3 re del nero · h2 torre del bianco · h1 re del bianco | 1 |
|   | a | b | c | d | e | f | g | h |   |

Il problema a lato è un aiutomatto in due mosse. Questo indica che il Nero muove e aiuta il Bianco a dargli matto. In pratica vuol dire trovare una sequenza di mosse legali che porti al matto: Nero muove, Bianco muove, Nero muove, Bianco matta. Negli aiutomatti è normale avere più soluzioni (nell'esempio ce ne sono tre) purché esse siano tematicamente collegate.
Uno dei principi estetici della problemistica è il paradosso, una soluzione inaspettata o che sembra andare contro lo scopo prefisso. Così nell'esempio precedente la chiave inaspettatamente esponeva il re bianco agli scacchi del Nero.
Qui il Nero deve aiutare il Bianco a dare matto e lo fa nel modo più inaspettato: catturandogli i pezzi! Le tre soluzioni sono 
1.Txg7 Cxf6
2.Txf7 Dxg4#
la seconda
1.Axf7 Ah6
2.Axe8 Dxb3#
la terza
1.Cxe8 Ad5
2.Cxg7 Db8#
È da notare che il Nero cattura ciclicamente i tre pezzi del Bianco: nella prima soluzione l'Ag7 e l'Af7, poi l'Af7 e il Ce8, poi il Ce8 e l'Ag7 chiudendo il ciclo (AB-BC-CA).

### Automatti
|   | a | b | c | d | e | f | g | h |   |
| 8 | a8 torre del bianco · b8 cavallo del bianco · c8 torre del bianco · b7 re del nero · h3 pedone del nero · h2 donna del bianco · h1 re del bianco | a8 torre del bianco · b8 cavallo del bianco · c8 torre del bianco · b7 re del nero · h3 pedone del nero · h2 donna del bianco · h1 re del bianco | a8 torre del bianco · b8 cavallo del bianco · c8 torre del bianco · b7 re del nero · h3 pedone del nero · h2 donna del bianco · h1 re del bianco | a8 torre del bianco · b8 cavallo del bianco · c8 torre del bianco · b7 re del nero · h3 pedone del nero · h2 donna del bianco · h1 re del bianco | a8 torre del bianco · b8 cavallo del bianco · c8 torre del bianco · b7 re del nero · h3 pedone del nero · h2 donna del bianco · h1 re del bianco | a8 torre del bianco · b8 cavallo del bianco · c8 torre del bianco · b7 re del nero · h3 pedone del nero · h2 donna del bianco · h1 re del bianco | a8 torre del bianco · b8 cavallo del bianco · c8 torre del bianco · b7 re del nero · h3 pedone del nero · h2 donna del bianco · h1 re del bianco | a8 torre del bianco · b8 cavallo del bianco · c8 torre del bianco · b7 re del nero · h3 pedone del nero · h2 donna del bianco · h1 re del bianco | 8 |
| 7 | a8 torre del bianco · b8 cavallo del bianco · c8 torre del bianco · b7 re del nero · h3 pedone del nero · h2 donna del bianco · h1 re del bianco | a8 torre del bianco · b8 cavallo del bianco · c8 torre del bianco · b7 re del nero · h3 pedone del nero · h2 donna del bianco · h1 re del bianco | a8 torre del bianco · b8 cavallo del bianco · c8 torre del bianco · b7 re del nero · h3 pedone del nero · h2 donna del bianco · h1 re del bianco | a8 torre del bianco · b8 cavallo del bianco · c8 torre del bianco · b7 re del nero · h3 pedone del nero · h2 donna del bianco · h1 re del bianco | a8 torre del bianco · b8 cavallo del bianco · c8 torre del bianco · b7 re del nero · h3 pedone del nero · h2 donna del bianco · h1 re del bianco | a8 torre del bianco · b8 cavallo del bianco · c8 torre del bianco · b7 re del nero · h3 pedone del nero · h2 donna del bianco · h1 re del bianco | a8 torre del bianco · b8 cavallo del bianco · c8 torre del bianco · b7 re del nero · h3 pedone del nero · h2 donna del bianco · h1 re del bianco | a8 torre del bianco · b8 cavallo del bianco · c8 torre del bianco · b7 re del nero · h3 pedone del nero · h2 donna del bianco · h1 re del bianco | 7 |
| 6 | a8 torre del bianco · b8 cavallo del bianco · c8 torre del bianco · b7 re del nero · h3 pedone del nero · h2 donna del bianco · h1 re del bianco | a8 torre del bianco · b8 cavallo del bianco · c8 torre del bianco · b7 re del nero · h3 pedone del nero · h2 donna del bianco · h1 re del bianco | a8 torre del bianco · b8 cavallo del bianco · c8 torre del bianco · b7 re del nero · h3 pedone del nero · h2 donna del bianco · h1 re del bianco | a8 torre del bianco · b8 cavallo del bianco · c8 torre del bianco · b7 re del nero · h3 pedone del nero · h2 donna del bianco · h1 re del bianco | a8 torre del bianco · b8 cavallo del bianco · c8 torre del bianco · b7 re del nero · h3 pedone del nero · h2 donna del bianco · h1 re del bianco | a8 torre del bianco · b8 cavallo del bianco · c8 torre del bianco · b7 re del nero · h3 pedone del nero · h2 donna del bianco · h1 re del bianco | a8 torre del bianco · b8 cavallo del bianco · c8 torre del bianco · b7 re del nero · h3 pedone del nero · h2 donna del bianco · h1 re del bianco | a8 torre del bianco · b8 cavallo del bianco · c8 torre del bianco · b7 re del nero · h3 pedone del nero · h2 donna del bianco · h1 re del bianco | 6 |
| 5 | a8 torre del bianco · b8 cavallo del bianco · c8 torre del bianco · b7 re del nero · h3 pedone del nero · h2 donna del bianco · h1 re del bianco | a8 torre del bianco · b8 cavallo del bianco · c8 torre del bianco · b7 re del nero · h3 pedone del nero · h2 donna del bianco · h1 re del bianco | a8 torre del bianco · b8 cavallo del bianco · c8 torre del bianco · b7 re del nero · h3 pedone del nero · h2 donna del bianco · h1 re del bianco | a8 torre del bianco · b8 cavallo del bianco · c8 torre del bianco · b7 re del nero · h3 pedone del nero · h2 donna del bianco · h1 re del bianco | a8 torre del bianco · b8 cavallo del bianco · c8 torre del bianco · b7 re del nero · h3 pedone del nero · h2 donna del bianco · h1 re del bianco | a8 torre del bianco · b8 cavallo del bianco · c8 torre del bianco · b7 re del nero · h3 pedone del nero · h2 donna del bianco · h1 re del bianco | a8 torre del bianco · b8 cavallo del bianco · c8 torre del bianco · b7 re del nero · h3 pedone del nero · h2 donna del bianco · h1 re del bianco | a8 torre del bianco · b8 cavallo del bianco · c8 torre del bianco · b7 re del nero · h3 pedone del nero · h2 donna del bianco · h1 re del bianco | 5 |
| 4 | a8 torre del bianco · b8 cavallo del bianco · c8 torre del bianco · b7 re del nero · h3 pedone del nero · h2 donna del bianco · h1 re del bianco | a8 torre del bianco · b8 cavallo del bianco · c8 torre del bianco · b7 re del nero · h3 pedone del nero · h2 donna del bianco · h1 re del bianco | a8 torre del bianco · b8 cavallo del bianco · c8 torre del bianco · b7 re del nero · h3 pedone del nero · h2 donna del bianco · h1 re del bianco | a8 torre del bianco · b8 cavallo del bianco · c8 torre del bianco · b7 re del nero · h3 pedone del nero · h2 donna del bianco · h1 re del bianco | a8 torre del bianco · b8 cavallo del bianco · c8 torre del bianco · b7 re del nero · h3 pedone del nero · h2 donna del bianco · h1 re del bianco | a8 torre del bianco · b8 cavallo del bianco · c8 torre del bianco · b7 re del nero · h3 pedone del nero · h2 donna del bianco · h1 re del bianco | a8 torre del bianco · b8 cavallo del bianco · c8 torre del bianco · b7 re del nero · h3 pedone del nero · h2 donna del bianco · h1 re del bianco | a8 torre del bianco · b8 cavallo del bianco · c8 torre del bianco · b7 re del nero · h3 pedone del nero · h2 donna del bianco · h1 re del bianco | 4 |
| 3 | a8 torre del bianco · b8 cavallo del bianco · c8 torre del bianco · b7 re del nero · h3 pedone del nero · h2 donna del bianco · h1 re del bianco | a8 torre del bianco · b8 cavallo del bianco · c8 torre del bianco · b7 re del nero · h3 pedone del nero · h2 donna del bianco · h1 re del bianco | a8 torre del bianco · b8 cavallo del bianco · c8 torre del bianco · b7 re del nero · h3 pedone del nero · h2 donna del bianco · h1 re del bianco | a8 torre del bianco · b8 cavallo del bianco · c8 torre del bianco · b7 re del nero · h3 pedone del nero · h2 donna del bianco · h1 re del bianco | a8 torre del bianco · b8 cavallo del bianco · c8 torre del bianco · b7 re del nero · h3 pedone del nero · h2 donna del bianco · h1 re del bianco | a8 torre del bianco · b8 cavallo del bianco · c8 torre del bianco · b7 re del nero · h3 pedone del nero · h2 donna del bianco · h1 re del bianco | a8 torre del bianco · b8 cavallo del bianco · c8 torre del bianco · b7 re del nero · h3 pedone del nero · h2 donna del bianco · h1 re del bianco | a8 torre del bianco · b8 cavallo del bianco · c8 torre del bianco · b7 re del nero · h3 pedone del nero · h2 donna del bianco · h1 re del bianco | 3 |
| 2 | a8 torre del bianco · b8 cavallo del bianco · c8 torre del bianco · b7 re del nero · h3 pedone del nero · h2 donna del bianco · h1 re del bianco | a8 torre del bianco · b8 cavallo del bianco · c8 torre del bianco · b7 re del nero · h3 pedone del nero · h2 donna del bianco · h1 re del bianco | a8 torre del bianco · b8 cavallo del bianco · c8 torre del bianco · b7 re del nero · h3 pedone del nero · h2 donna del bianco · h1 re del bianco | a8 torre del bianco · b8 cavallo del bianco · c8 torre del bianco · b7 re del nero · h3 pedone del nero · h2 donna del bianco · h1 re del bianco | a8 torre del bianco · b8 cavallo del bianco · c8 torre del bianco · b7 re del nero · h3 pedone del nero · h2 donna del bianco · h1 re del bianco | a8 torre del bianco · b8 cavallo del bianco · c8 torre del bianco · b7 re del nero · h3 pedone del nero · h2 donna del bianco · h1 re del bianco | a8 torre del bianco · b8 cavallo del bianco · c8 torre del bianco · b7 re del nero · h3 pedone del nero · h2 donna del bianco · h1 re del bianco | a8 torre del bianco · b8 cavallo del bianco · c8 torre del bianco · b7 re del nero · h3 pedone del nero · h2 donna del bianco · h1 re del bianco | 2 |
| 1 | a8 torre del bianco · b8 cavallo del bianco · c8 torre del bianco · b7 re del nero · h3 pedone del nero · h2 donna del bianco · h1 re del bianco | a8 torre del bianco · b8 cavallo del bianco · c8 torre del bianco · b7 re del nero · h3 pedone del nero · h2 donna del bianco · h1 re del bianco | a8 torre del bianco · b8 cavallo del bianco · c8 torre del bianco · b7 re del nero · h3 pedone del nero · h2 donna del bianco · h1 re del bianco | a8 torre del bianco · b8 cavallo del bianco · c8 torre del bianco · b7 re del nero · h3 pedone del nero · h2 donna del bianco · h1 re del bianco | a8 torre del bianco · b8 cavallo del bianco · c8 torre del bianco · b7 re del nero · h3 pedone del nero · h2 donna del bianco · h1 re del bianco | a8 torre del bianco · b8 cavallo del bianco · c8 torre del bianco · b7 re del nero · h3 pedone del nero · h2 donna del bianco · h1 re del bianco | a8 torre del bianco · b8 cavallo del bianco · c8 torre del bianco · b7 re del nero · h3 pedone del nero · h2 donna del bianco · h1 re del bianco | a8 torre del bianco · b8 cavallo del bianco · c8 torre del bianco · b7 re del nero · h3 pedone del nero · h2 donna del bianco · h1 re del bianco | 1 |
|   | a | b | c | d | e | f | g | h |   |

|   | a | b | c | d | e | f | g | h |   |
| 8 | c8 alfiere del nero · d8 torre del nero · a7 donna del nero · b7 pedone del nero · c7 torre del nero · d7 re del nero · g7 pedone del nero · h7 torre del bianco · g6 alfiere del bianco · h6 pedone del nero · a5 alfiere del nero · c5 donna del bianco · f5 re del bianco · g5 cavallo del bianco · h5 cavallo del bianco · e4 pedone del bianco · c3 pedone del nero · d3 cavallo del nero · h2 cavallo del nero · d1 torre del bianco | c8 alfiere del nero · d8 torre del nero · a7 donna del nero · b7 pedone del nero · c7 torre del nero · d7 re del nero · g7 pedone del nero · h7 torre del bianco · g6 alfiere del bianco · h6 pedone del nero · a5 alfiere del nero · c5 donna del bianco · f5 re del bianco · g5 cavallo del bianco · h5 cavallo del bianco · e4 pedone del bianco · c3 pedone del nero · d3 cavallo del nero · h2 cavallo del nero · d1 torre del bianco | c8 alfiere del nero · d8 torre del nero · a7 donna del nero · b7 pedone del nero · c7 torre del nero · d7 re del nero · g7 pedone del nero · h7 torre del bianco · g6 alfiere del bianco · h6 pedone del nero · a5 alfiere del nero · c5 donna del bianco · f5 re del bianco · g5 cavallo del bianco · h5 cavallo del bianco · e4 pedone del bianco · c3 pedone del nero · d3 cavallo del nero · h2 cavallo del nero · d1 torre del bianco | c8 alfiere del nero · d8 torre del nero · a7 donna del nero · b7 pedone del nero · c7 torre del nero · d7 re del nero · g7 pedone del nero · h7 torre del bianco · g6 alfiere del bianco · h6 pedone del nero · a5 alfiere del nero · c5 donna del bianco · f5 re del bianco · g5 cavallo del bianco · h5 cavallo del bianco · e4 pedone del bianco · c3 pedone del nero · d3 cavallo del nero · h2 cavallo del nero · d1 torre del bianco | c8 alfiere del nero · d8 torre del nero · a7 donna del nero · b7 pedone del nero · c7 torre del nero · d7 re del nero · g7 pedone del nero · h7 torre del bianco · g6 alfiere del bianco · h6 pedone del nero · a5 alfiere del nero · c5 donna del bianco · f5 re del bianco · g5 cavallo del bianco · h5 cavallo del bianco · e4 pedone del bianco · c3 pedone del nero · d3 cavallo del nero · h2 cavallo del nero · d1 torre del bianco | c8 alfiere del nero · d8 torre del nero · a7 donna del nero · b7 pedone del nero · c7 torre del nero · d7 re del nero · g7 pedone del nero · h7 torre del bianco · g6 alfiere del bianco · h6 pedone del nero · a5 alfiere del nero · c5 donna del bianco · f5 re del bianco · g5 cavallo del bianco · h5 cavallo del bianco · e4 pedone del bianco · c3 pedone del nero · d3 cavallo del nero · h2 cavallo del nero · d1 torre del bianco | c8 alfiere del nero · d8 torre del nero · a7 donna del nero · b7 pedone del nero · c7 torre del nero · d7 re del nero · g7 pedone del nero · h7 torre del bianco · g6 alfiere del bianco · h6 pedone del nero · a5 alfiere del nero · c5 donna del bianco · f5 re del bianco · g5 cavallo del bianco · h5 cavallo del bianco · e4 pedone del bianco · c3 pedone del nero · d3 cavallo del nero · h2 cavallo del nero · d1 torre del bianco | c8 alfiere del nero · d8 torre del nero · a7 donna del nero · b7 pedone del nero · c7 torre del nero · d7 re del nero · g7 pedone del nero · h7 torre del bianco · g6 alfiere del bianco · h6 pedone del nero · a5 alfiere del nero · c5 donna del bianco · f5 re del bianco · g5 cavallo del bianco · h5 cavallo del bianco · e4 pedone del bianco · c3 pedone del nero · d3 cavallo del nero · h2 cavallo del nero · d1 torre del bianco | 8 |
| 7 | c8 alfiere del nero · d8 torre del nero · a7 donna del nero · b7 pedone del nero · c7 torre del nero · d7 re del nero · g7 pedone del nero · h7 torre del bianco · g6 alfiere del bianco · h6 pedone del nero · a5 alfiere del nero · c5 donna del bianco · f5 re del bianco · g5 cavallo del bianco · h5 cavallo del bianco · e4 pedone del bianco · c3 pedone del nero · d3 cavallo del nero · h2 cavallo del nero · d1 torre del bianco | c8 alfiere del nero · d8 torre del nero · a7 donna del nero · b7 pedone del nero · c7 torre del nero · d7 re del nero · g7 pedone del nero · h7 torre del bianco · g6 alfiere del bianco · h6 pedone del nero · a5 alfiere del nero · c5 donna del bianco · f5 re del bianco · g5 cavallo del bianco · h5 cavallo del bianco · e4 pedone del bianco · c3 pedone del nero · d3 cavallo del nero · h2 cavallo del nero · d1 torre del bianco | c8 alfiere del nero · d8 torre del nero · a7 donna del nero · b7 pedone del nero · c7 torre del nero · d7 re del nero · g7 pedone del nero · h7 torre del bianco · g6 alfiere del bianco · h6 pedone del nero · a5 alfiere del nero · c5 donna del bianco · f5 re del bianco · g5 cavallo del bianco · h5 cavallo del bianco · e4 pedone del bianco · c3 pedone del nero · d3 cavallo del nero · h2 cavallo del nero · d1 torre del bianco | c8 alfiere del nero · d8 torre del nero · a7 donna del nero · b7 pedone del nero · c7 torre del nero · d7 re del nero · g7 pedone del nero · h7 torre del bianco · g6 alfiere del bianco · h6 pedone del nero · a5 alfiere del nero · c5 donna del bianco · f5 re del bianco · g5 cavallo del bianco · h5 cavallo del bianco · e4 pedone del bianco · c3 pedone del nero · d3 cavallo del nero · h2 cavallo del nero · d1 torre del bianco | c8 alfiere del nero · d8 torre del nero · a7 donna del nero · b7 pedone del nero · c7 torre del nero · d7 re del nero · g7 pedone del nero · h7 torre del bianco · g6 alfiere del bianco · h6 pedone del nero · a5 alfiere del nero · c5 donna del bianco · f5 re del bianco · g5 cavallo del bianco · h5 cavallo del bianco · e4 pedone del bianco · c3 pedone del nero · d3 cavallo del nero · h2 cavallo del nero · d1 torre del bianco | c8 alfiere del nero · d8 torre del nero · a7 donna del nero · b7 pedone del nero · c7 torre del nero · d7 re del nero · g7 pedone del nero · h7 torre del bianco · g6 alfiere del bianco · h6 pedone del nero · a5 alfiere del nero · c5 donna del bianco · f5 re del bianco · g5 cavallo del bianco · h5 cavallo del bianco · e4 pedone del bianco · c3 pedone del nero · d3 cavallo del nero · h2 cavallo del nero · d1 torre del bianco | c8 alfiere del nero · d8 torre del nero · a7 donna del nero · b7 pedone del nero · c7 torre del nero · d7 re del nero · g7 pedone del nero · h7 torre del bianco · g6 alfiere del bianco · h6 pedone del nero · a5 alfiere del nero · c5 donna del bianco · f5 re del bianco · g5 cavallo del bianco · h5 cavallo del bianco · e4 pedone del bianco · c3 pedone del nero · d3 cavallo del nero · h2 cavallo del nero · d1 torre del bianco | c8 alfiere del nero · d8 torre del nero · a7 donna del nero · b7 pedone del nero · c7 torre del nero · d7 re del nero · g7 pedone del nero · h7 torre del bianco · g6 alfiere del bianco · h6 pedone del nero · a5 alfiere del nero · c5 donna del bianco · f5 re del bianco · g5 cavallo del bianco · h5 cavallo del bianco · e4 pedone del bianco · c3 pedone del nero · d3 cavallo del nero · h2 cavallo del nero · d1 torre del bianco | 7 |
| 6 | c8 alfiere del nero · d8 torre del nero · a7 donna del nero · b7 pedone del nero · c7 torre del nero · d7 re del nero · g7 pedone del nero · h7 torre del bianco · g6 alfiere del bianco · h6 pedone del nero · a5 alfiere del nero · c5 donna del bianco · f5 re del bianco · g5 cavallo del bianco · h5 cavallo del bianco · e4 pedone del bianco · c3 pedone del nero · d3 cavallo del nero · h2 cavallo del nero · d1 torre del bianco | c8 alfiere del nero · d8 torre del nero · a7 donna del nero · b7 pedone del nero · c7 torre del nero · d7 re del nero · g7 pedone del nero · h7 torre del bianco · g6 alfiere del bianco · h6 pedone del nero · a5 alfiere del nero · c5 donna del bianco · f5 re del bianco · g5 cavallo del bianco · h5 cavallo del bianco · e4 pedone del bianco · c3 pedone del nero · d3 cavallo del nero · h2 cavallo del nero · d1 torre del bianco | c8 alfiere del nero · d8 torre del nero · a7 donna del nero · b7 pedone del nero · c7 torre del nero · d7 re del nero · g7 pedone del nero · h7 torre del bianco · g6 alfiere del bianco · h6 pedone del nero · a5 alfiere del nero · c5 donna del bianco · f5 re del bianco · g5 cavallo del bianco · h5 cavallo del bianco · e4 pedone del bianco · c3 pedone del nero · d3 cavallo del nero · h2 cavallo del nero · d1 torre del bianco | c8 alfiere del nero · d8 torre del nero · a7 donna del nero · b7 pedone del nero · c7 torre del nero · d7 re del nero · g7 pedone del nero · h7 torre del bianco · g6 alfiere del bianco · h6 pedone del nero · a5 alfiere del nero · c5 donna del bianco · f5 re del bianco · g5 cavallo del bianco · h5 cavallo del bianco · e4 pedone del bianco · c3 pedone del nero · d3 cavallo del nero · h2 cavallo del nero · d1 torre del bianco | c8 alfiere del nero · d8 torre del nero · a7 donna del nero · b7 pedone del nero · c7 torre del nero · d7 re del nero · g7 pedone del nero · h7 torre del bianco · g6 alfiere del bianco · h6 pedone del nero · a5 alfiere del nero · c5 donna del bianco · f5 re del bianco · g5 cavallo del bianco · h5 cavallo del bianco · e4 pedone del bianco · c3 pedone del nero · d3 cavallo del nero · h2 cavallo del nero · d1 torre del bianco | c8 alfiere del nero · d8 torre del nero · a7 donna del nero · b7 pedone del nero · c7 torre del nero · d7 re del nero · g7 pedone del nero · h7 torre del bianco · g6 alfiere del bianco · h6 pedone del nero · a5 alfiere del nero · c5 donna del bianco · f5 re del bianco · g5 cavallo del bianco · h5 cavallo del bianco · e4 pedone del bianco · c3 pedone del nero · d3 cavallo del nero · h2 cavallo del nero · d1 torre del bianco | c8 alfiere del nero · d8 torre del nero · a7 donna del nero · b7 pedone del nero · c7 torre del nero · d7 re del nero · g7 pedone del nero · h7 torre del bianco · g6 alfiere del bianco · h6 pedone del nero · a5 alfiere del nero · c5 donna del bianco · f5 re del bianco · g5 cavallo del bianco · h5 cavallo del bianco · e4 pedone del bianco · c3 pedone del nero · d3 cavallo del nero · h2 cavallo del nero · d1 torre del bianco | c8 alfiere del nero · d8 torre del nero · a7 donna del nero · b7 pedone del nero · c7 torre del nero · d7 re del nero · g7 pedone del nero · h7 torre del bianco · g6 alfiere del bianco · h6 pedone del nero · a5 alfiere del nero · c5 donna del bianco · f5 re del bianco · g5 cavallo del bianco · h5 cavallo del bianco · e4 pedone del bianco · c3 pedone del nero · d3 cavallo del nero · h2 cavallo del nero · d1 torre del bianco | 6 |
| 5 | c8 alfiere del nero · d8 torre del nero · a7 donna del nero · b7 pedone del nero · c7 torre del nero · d7 re del nero · g7 pedone del nero · h7 torre del bianco · g6 alfiere del bianco · h6 pedone del nero · a5 alfiere del nero · c5 donna del bianco · f5 re del bianco · g5 cavallo del bianco · h5 cavallo del bianco · e4 pedone del bianco · c3 pedone del nero · d3 cavallo del nero · h2 cavallo del nero · d1 torre del bianco | c8 alfiere del nero · d8 torre del nero · a7 donna del nero · b7 pedone del nero · c7 torre del nero · d7 re del nero · g7 pedone del nero · h7 torre del bianco · g6 alfiere del bianco · h6 pedone del nero · a5 alfiere del nero · c5 donna del bianco · f5 re del bianco · g5 cavallo del bianco · h5 cavallo del bianco · e4 pedone del bianco · c3 pedone del nero · d3 cavallo del nero · h2 cavallo del nero · d1 torre del bianco | c8 alfiere del nero · d8 torre del nero · a7 donna del nero · b7 pedone del nero · c7 torre del nero · d7 re del nero · g7 pedone del nero · h7 torre del bianco · g6 alfiere del bianco · h6 pedone del nero · a5 alfiere del nero · c5 donna del bianco · f5 re del bianco · g5 cavallo del bianco · h5 cavallo del bianco · e4 pedone del bianco · c3 pedone del nero · d3 cavallo del nero · h2 cavallo del nero · d1 torre del bianco | c8 alfiere del nero · d8 torre del nero · a7 donna del nero · b7 pedone del nero · c7 torre del nero · d7 re del nero · g7 pedone del nero · h7 torre del bianco · g6 alfiere del bianco · h6 pedone del nero · a5 alfiere del nero · c5 donna del bianco · f5 re del bianco · g5 cavallo del bianco · h5 cavallo del bianco · e4 pedone del bianco · c3 pedone del nero · d3 cavallo del nero · h2 cavallo del nero · d1 torre del bianco | c8 alfiere del nero · d8 torre del nero · a7 donna del nero · b7 pedone del nero · c7 torre del nero · d7 re del nero · g7 pedone del nero · h7 torre del bianco · g6 alfiere del bianco · h6 pedone del nero · a5 alfiere del nero · c5 donna del bianco · f5 re del bianco · g5 cavallo del bianco · h5 cavallo del bianco · e4 pedone del bianco · c3 pedone del nero · d3 cavallo del nero · h2 cavallo del nero · d1 torre del bianco | c8 alfiere del nero · d8 torre del nero · a7 donna del nero · b7 pedone del nero · c7 torre del nero · d7 re del nero · g7 pedone del nero · h7 torre del bianco · g6 alfiere del bianco · h6 pedone del nero · a5 alfiere del nero · c5 donna del bianco · f5 re del bianco · g5 cavallo del bianco · h5 cavallo del bianco · e4 pedone del bianco · c3 pedone del nero · d3 cavallo del nero · h2 cavallo del nero · d1 torre del bianco | c8 alfiere del nero · d8 torre del nero · a7 donna del nero · b7 pedone del nero · c7 torre del nero · d7 re del nero · g7 pedone del nero · h7 torre del bianco · g6 alfiere del bianco · h6 pedone del nero · a5 alfiere del nero · c5 donna del bianco · f5 re del bianco · g5 cavallo del bianco · h5 cavallo del bianco · e4 pedone del bianco · c3 pedone del nero · d3 cavallo del nero · h2 cavallo del nero · d1 torre del bianco | c8 alfiere del nero · d8 torre del nero · a7 donna del nero · b7 pedone del nero · c7 torre del nero · d7 re del nero · g7 pedone del nero · h7 torre del bianco · g6 alfiere del bianco · h6 pedone del nero · a5 alfiere del nero · c5 donna del bianco · f5 re del bianco · g5 cavallo del bianco · h5 cavallo del bianco · e4 pedone del bianco · c3 pedone del nero · d3 cavallo del nero · h2 cavallo del nero · d1 torre del bianco | 5 |
| 4 | c8 alfiere del nero · d8 torre del nero · a7 donna del nero · b7 pedone del nero · c7 torre del nero · d7 re del nero · g7 pedone del nero · h7 torre del bianco · g6 alfiere del bianco · h6 pedone del nero · a5 alfiere del nero · c5 donna del bianco · f5 re del bianco · g5 cavallo del bianco · h5 cavallo del bianco · e4 pedone del bianco · c3 pedone del nero · d3 cavallo del nero · h2 cavallo del nero · d1 torre del bianco | c8 alfiere del nero · d8 torre del nero · a7 donna del nero · b7 pedone del nero · c7 torre del nero · d7 re del nero · g7 pedone del nero · h7 torre del bianco · g6 alfiere del bianco · h6 pedone del nero · a5 alfiere del nero · c5 donna del bianco · f5 re del bianco · g5 cavallo del bianco · h5 cavallo del bianco · e4 pedone del bianco · c3 pedone del nero · d3 cavallo del nero · h2 cavallo del nero · d1 torre del bianco | c8 alfiere del nero · d8 torre del nero · a7 donna del nero · b7 pedone del nero · c7 torre del nero · d7 re del nero · g7 pedone del nero · h7 torre del bianco · g6 alfiere del bianco · h6 pedone del nero · a5 alfiere del nero · c5 donna del bianco · f5 re del bianco · g5 cavallo del bianco · h5 cavallo del bianco · e4 pedone del bianco · c3 pedone del nero · d3 cavallo del nero · h2 cavallo del nero · d1 torre del bianco | c8 alfiere del nero · d8 torre del nero · a7 donna del nero · b7 pedone del nero · c7 torre del nero · d7 re del nero · g7 pedone del nero · h7 torre del bianco · g6 alfiere del bianco · h6 pedone del nero · a5 alfiere del nero · c5 donna del bianco · f5 re del bianco · g5 cavallo del bianco · h5 cavallo del bianco · e4 pedone del bianco · c3 pedone del nero · d3 cavallo del nero · h2 cavallo del nero · d1 torre del bianco | c8 alfiere del nero · d8 torre del nero · a7 donna del nero · b7 pedone del nero · c7 torre del nero · d7 re del nero · g7 pedone del nero · h7 torre del bianco · g6 alfiere del bianco · h6 pedone del nero · a5 alfiere del nero · c5 donna del bianco · f5 re del bianco · g5 cavallo del bianco · h5 cavallo del bianco · e4 pedone del bianco · c3 pedone del nero · d3 cavallo del nero · h2 cavallo del nero · d1 torre del bianco | c8 alfiere del nero · d8 torre del nero · a7 donna del nero · b7 pedone del nero · c7 torre del nero · d7 re del nero · g7 pedone del nero · h7 torre del bianco · g6 alfiere del bianco · h6 pedone del nero · a5 alfiere del nero · c5 donna del bianco · f5 re del bianco · g5 cavallo del bianco · h5 cavallo del bianco · e4 pedone del bianco · c3 pedone del nero · d3 cavallo del nero · h2 cavallo del nero · d1 torre del bianco | c8 alfiere del nero · d8 torre del nero · a7 donna del nero · b7 pedone del nero · c7 torre del nero · d7 re del nero · g7 pedone del nero · h7 torre del bianco · g6 alfiere del bianco · h6 pedone del nero · a5 alfiere del nero · c5 donna del bianco · f5 re del bianco · g5 cavallo del bianco · h5 cavallo del bianco · e4 pedone del bianco · c3 pedone del nero · d3 cavallo del nero · h2 cavallo del nero · d1 torre del bianco | c8 alfiere del nero · d8 torre del nero · a7 donna del nero · b7 pedone del nero · c7 torre del nero · d7 re del nero · g7 pedone del nero · h7 torre del bianco · g6 alfiere del bianco · h6 pedone del nero · a5 alfiere del nero · c5 donna del bianco · f5 re del bianco · g5 cavallo del bianco · h5 cavallo del bianco · e4 pedone del bianco · c3 pedone del nero · d3 cavallo del nero · h2 cavallo del nero · d1 torre del bianco | 4 |
| 3 | c8 alfiere del nero · d8 torre del nero · a7 donna del nero · b7 pedone del nero · c7 torre del nero · d7 re del nero · g7 pedone del nero · h7 torre del bianco · g6 alfiere del bianco · h6 pedone del nero · a5 alfiere del nero · c5 donna del bianco · f5 re del bianco · g5 cavallo del bianco · h5 cavallo del bianco · e4 pedone del bianco · c3 pedone del nero · d3 cavallo del nero · h2 cavallo del nero · d1 torre del bianco | c8 alfiere del nero · d8 torre del nero · a7 donna del nero · b7 pedone del nero · c7 torre del nero · d7 re del nero · g7 pedone del nero · h7 torre del bianco · g6 alfiere del bianco · h6 pedone del nero · a5 alfiere del nero · c5 donna del bianco · f5 re del bianco · g5 cavallo del bianco · h5 cavallo del bianco · e4 pedone del bianco · c3 pedone del nero · d3 cavallo del nero · h2 cavallo del nero · d1 torre del bianco | c8 alfiere del nero · d8 torre del nero · a7 donna del nero · b7 pedone del nero · c7 torre del nero · d7 re del nero · g7 pedone del nero · h7 torre del bianco · g6 alfiere del bianco · h6 pedone del nero · a5 alfiere del nero · c5 donna del bianco · f5 re del bianco · g5 cavallo del bianco · h5 cavallo del bianco · e4 pedone del bianco · c3 pedone del nero · d3 cavallo del nero · h2 cavallo del nero · d1 torre del bianco | c8 alfiere del nero · d8 torre del nero · a7 donna del nero · b7 pedone del nero · c7 torre del nero · d7 re del nero · g7 pedone del nero · h7 torre del bianco · g6 alfiere del bianco · h6 pedone del nero · a5 alfiere del nero · c5 donna del bianco · f5 re del bianco · g5 cavallo del bianco · h5 cavallo del bianco · e4 pedone del bianco · c3 pedone del nero · d3 cavallo del nero · h2 cavallo del nero · d1 torre del bianco | c8 alfiere del nero · d8 torre del nero · a7 donna del nero · b7 pedone del nero · c7 torre del nero · d7 re del nero · g7 pedone del nero · h7 torre del bianco · g6 alfiere del bianco · h6 pedone del nero · a5 alfiere del nero · c5 donna del bianco · f5 re del bianco · g5 cavallo del bianco · h5 cavallo del bianco · e4 pedone del bianco · c3 pedone del nero · d3 cavallo del nero · h2 cavallo del nero · d1 torre del bianco | c8 alfiere del nero · d8 torre del nero · a7 donna del nero · b7 pedone del nero · c7 torre del nero · d7 re del nero · g7 pedone del nero · h7 torre del bianco · g6 alfiere del bianco · h6 pedone del nero · a5 alfiere del nero · c5 donna del bianco · f5 re del bianco · g5 cavallo del bianco · h5 cavallo del bianco · e4 pedone del bianco · c3 pedone del nero · d3 cavallo del nero · h2 cavallo del nero · d1 torre del bianco | c8 alfiere del nero · d8 torre del nero · a7 donna del nero · b7 pedone del nero · c7 torre del nero · d7 re del nero · g7 pedone del nero · h7 torre del bianco · g6 alfiere del bianco · h6 pedone del nero · a5 alfiere del nero · c5 donna del bianco · f5 re del bianco · g5 cavallo del bianco · h5 cavallo del bianco · e4 pedone del bianco · c3 pedone del nero · d3 cavallo del nero · h2 cavallo del nero · d1 torre del bianco | c8 alfiere del nero · d8 torre del nero · a7 donna del nero · b7 pedone del nero · c7 torre del nero · d7 re del nero · g7 pedone del nero · h7 torre del bianco · g6 alfiere del bianco · h6 pedone del nero · a5 alfiere del nero · c5 donna del bianco · f5 re del bianco · g5 cavallo del bianco · h5 cavallo del bianco · e4 pedone del bianco · c3 pedone del nero · d3 cavallo del nero · h2 cavallo del nero · d1 torre del bianco | 3 |
| 2 | c8 alfiere del nero · d8 torre del nero · a7 donna del nero · b7 pedone del nero · c7 torre del nero · d7 re del nero · g7 pedone del nero · h7 torre del bianco · g6 alfiere del bianco · h6 pedone del nero · a5 alfiere del nero · c5 donna del bianco · f5 re del bianco · g5 cavallo del bianco · h5 cavallo del bianco · e4 pedone del bianco · c3 pedone del nero · d3 cavallo del nero · h2 cavallo del nero · d1 torre del bianco | c8 alfiere del nero · d8 torre del nero · a7 donna del nero · b7 pedone del nero · c7 torre del nero · d7 re del nero · g7 pedone del nero · h7 torre del bianco · g6 alfiere del bianco · h6 pedone del nero · a5 alfiere del nero · c5 donna del bianco · f5 re del bianco · g5 cavallo del bianco · h5 cavallo del bianco · e4 pedone del bianco · c3 pedone del nero · d3 cavallo del nero · h2 cavallo del nero · d1 torre del bianco | c8 alfiere del nero · d8 torre del nero · a7 donna del nero · b7 pedone del nero · c7 torre del nero · d7 re del nero · g7 pedone del nero · h7 torre del bianco · g6 alfiere del bianco · h6 pedone del nero · a5 alfiere del nero · c5 donna del bianco · f5 re del bianco · g5 cavallo del bianco · h5 cavallo del bianco · e4 pedone del bianco · c3 pedone del nero · d3 cavallo del nero · h2 cavallo del nero · d1 torre del bianco | c8 alfiere del nero · d8 torre del nero · a7 donna del nero · b7 pedone del nero · c7 torre del nero · d7 re del nero · g7 pedone del nero · h7 torre del bianco · g6 alfiere del bianco · h6 pedone del nero · a5 alfiere del nero · c5 donna del bianco · f5 re del bianco · g5 cavallo del bianco · h5 cavallo del bianco · e4 pedone del bianco · c3 pedone del nero · d3 cavallo del nero · h2 cavallo del nero · d1 torre del bianco | c8 alfiere del nero · d8 torre del nero · a7 donna del nero · b7 pedone del nero · c7 torre del nero · d7 re del nero · g7 pedone del nero · h7 torre del bianco · g6 alfiere del bianco · h6 pedone del nero · a5 alfiere del nero · c5 donna del bianco · f5 re del bianco · g5 cavallo del bianco · h5 cavallo del bianco · e4 pedone del bianco · c3 pedone del nero · d3 cavallo del nero · h2 cavallo del nero · d1 torre del bianco | c8 alfiere del nero · d8 torre del nero · a7 donna del nero · b7 pedone del nero · c7 torre del nero · d7 re del nero · g7 pedone del nero · h7 torre del bianco · g6 alfiere del bianco · h6 pedone del nero · a5 alfiere del nero · c5 donna del bianco · f5 re del bianco · g5 cavallo del bianco · h5 cavallo del bianco · e4 pedone del bianco · c3 pedone del nero · d3 cavallo del nero · h2 cavallo del nero · d1 torre del bianco | c8 alfiere del nero · d8 torre del nero · a7 donna del nero · b7 pedone del nero · c7 torre del nero · d7 re del nero · g7 pedone del nero · h7 torre del bianco · g6 alfiere del bianco · h6 pedone del nero · a5 alfiere del nero · c5 donna del bianco · f5 re del bianco · g5 cavallo del bianco · h5 cavallo del bianco · e4 pedone del bianco · c3 pedone del nero · d3 cavallo del nero · h2 cavallo del nero · d1 torre del bianco | c8 alfiere del nero · d8 torre del nero · a7 donna del nero · b7 pedone del nero · c7 torre del nero · d7 re del nero · g7 pedone del nero · h7 torre del bianco · g6 alfiere del bianco · h6 pedone del nero · a5 alfiere del nero · c5 donna del bianco · f5 re del bianco · g5 cavallo del bianco · h5 cavallo del bianco · e4 pedone del bianco · c3 pedone del nero · d3 cavallo del nero · h2 cavallo del nero · d1 torre del bianco | 2 |
| 1 | c8 alfiere del nero · d8 torre del nero · a7 donna del nero · b7 pedone del nero · c7 torre del nero · d7 re del nero · g7 pedone del nero · h7 torre del bianco · g6 alfiere del bianco · h6 pedone del nero · a5 alfiere del nero · c5 donna del bianco · f5 re del bianco · g5 cavallo del bianco · h5 cavallo del bianco · e4 pedone del bianco · c3 pedone del nero · d3 cavallo del nero · h2 cavallo del nero · d1 torre del bianco | c8 alfiere del nero · d8 torre del nero · a7 donna del nero · b7 pedone del nero · c7 torre del nero · d7 re del nero · g7 pedone del nero · h7 torre del bianco · g6 alfiere del bianco · h6 pedone del nero · a5 alfiere del nero · c5 donna del bianco · f5 re del bianco · g5 cavallo del bianco · h5 cavallo del bianco · e4 pedone del bianco · c3 pedone del nero · d3 cavallo del nero · h2 cavallo del nero · d1 torre del bianco | c8 alfiere del nero · d8 torre del nero · a7 donna del nero · b7 pedone del nero · c7 torre del nero · d7 re del nero · g7 pedone del nero · h7 torre del bianco · g6 alfiere del bianco · h6 pedone del nero · a5 alfiere del nero · c5 donna del bianco · f5 re del bianco · g5 cavallo del bianco · h5 cavallo del bianco · e4 pedone del bianco · c3 pedone del nero · d3 cavallo del nero · h2 cavallo del nero · d1 torre del bianco | c8 alfiere del nero · d8 torre del nero · a7 donna del nero · b7 pedone del nero · c7 torre del nero · d7 re del nero · g7 pedone del nero · h7 torre del bianco · g6 alfiere del bianco · h6 pedone del nero · a5 alfiere del nero · c5 donna del bianco · f5 re del bianco · g5 cavallo del bianco · h5 cavallo del bianco · e4 pedone del bianco · c3 pedone del nero · d3 cavallo del nero · h2 cavallo del nero · d1 torre del bianco | c8 alfiere del nero · d8 torre del nero · a7 donna del nero · b7 pedone del nero · c7 torre del nero · d7 re del nero · g7 pedone del nero · h7 torre del bianco · g6 alfiere del bianco · h6 pedone del nero · a5 alfiere del nero · c5 donna del bianco · f5 re del bianco · g5 cavallo del bianco · h5 cavallo del bianco · e4 pedone del bianco · c3 pedone del nero · d3 cavallo del nero · h2 cavallo del nero · d1 torre del bianco | c8 alfiere del nero · d8 torre del nero · a7 donna del nero · b7 pedone del nero · c7 torre del nero · d7 re del nero · g7 pedone del nero · h7 torre del bianco · g6 alfiere del bianco · h6 pedone del nero · a5 alfiere del nero · c5 donna del bianco · f5 re del bianco · g5 cavallo del bianco · h5 cavallo del bianco · e4 pedone del bianco · c3 pedone del nero · d3 cavallo del nero · h2 cavallo del nero · d1 torre del bianco | c8 alfiere del nero · d8 torre del nero · a7 donna del nero · b7 pedone del nero · c7 torre del nero · d7 re del nero · g7 pedone del nero · h7 torre del bianco · g6 alfiere del bianco · h6 pedone del nero · a5 alfiere del nero · c5 donna del bianco · f5 re del bianco · g5 cavallo del bianco · h5 cavallo del bianco · e4 pedone del bianco · c3 pedone del nero · d3 cavallo del nero · h2 cavallo del nero · d1 torre del bianco | c8 alfiere del nero · d8 torre del nero · a7 donna del nero · b7 pedone del nero · c7 torre del nero · d7 re del nero · g7 pedone del nero · h7 torre del bianco · g6 alfiere del bianco · h6 pedone del nero · a5 alfiere del nero · c5 donna del bianco · f5 re del bianco · g5 cavallo del bianco · h5 cavallo del bianco · e4 pedone del bianco · c3 pedone del nero · d3 cavallo del nero · h2 cavallo del nero · d1 torre del bianco | 1 |
|   | a | b | c | d | e | f | g | h |   |

L'automatto qui a lato è un problema storico. Appare infatti sulla raccolta di problemi (partiti nella terminologia dell'epoca) chiamata Bonus Socius del XIV secolo. L'enunciato originale in latino era
È anche da notare che il pezzo in h2 (indicato nel diagramma col simbolo di solito usato per la donna) è una fersa ovvero la donna del gioco medioevale che non aveva ancora i poteri odierni. La fersa muove di una sola casella in diagonale (nella posizione data il fatto che sia una fersa è ininfluente, con un pedone bianco la soluzione sarebbe identica).
Il problema è abbastanza banale dal punto di vista odierno in quanto ha una sola linea di gioco, per di più ovvia. 
Dal punto di vista storico dimostra che gli scacchi eterodossi hanno un'età confrontabile con quelli ortodossi. La soluzione è
1.Cc6 Rb6
2.Ca5 Rb5
3.Cc4 Rb4
4.Ca3 Rb3
5.Cc2 Rb2
6.Ca1 Rb1
7.Tcb8+ Rc1
8.Ta2 Rd1
9.Cb3 Re1
10.Td2 Rf1
11.Tc8
guadagna un tempo vitale
11...Re1
12.Te8+ Rf1
13.Tg2
e ora l'unica mossa legale del nero è 
13...h3xg2#
Il secondo problema a destra, la cui soluzione è senz'altro più difficile, è un automatto della compositrice inglese Edith Baird (1859-1924), considerata il più grande compositore di scacchi donna di sempre.

### Retroanalisi
|   | a | b | c | d | e | f | g | h |   |
| 8 | a8 torre del nero · e8 re del nero · g8 cavallo del bianco · a7 pedone del nero · c7 pedone del nero · g7 pedone del nero · h7 cavallo del bianco · a6 torre del bianco · e6 pedone del bianco · h6 pedone del nero · b5 pedone del nero · c5 pedone del bianco · a4 alfiere del bianco · h4 pedone del bianco · a3 donna del bianco · b3 pedone del bianco · b2 pedone del bianco · c2 pedone del bianco · d2 pedone del bianco · a1 cavallo del nero · e1 re del bianco · h1 torre del bianco | a8 torre del nero · e8 re del nero · g8 cavallo del bianco · a7 pedone del nero · c7 pedone del nero · g7 pedone del nero · h7 cavallo del bianco · a6 torre del bianco · e6 pedone del bianco · h6 pedone del nero · b5 pedone del nero · c5 pedone del bianco · a4 alfiere del bianco · h4 pedone del bianco · a3 donna del bianco · b3 pedone del bianco · b2 pedone del bianco · c2 pedone del bianco · d2 pedone del bianco · a1 cavallo del nero · e1 re del bianco · h1 torre del bianco | a8 torre del nero · e8 re del nero · g8 cavallo del bianco · a7 pedone del nero · c7 pedone del nero · g7 pedone del nero · h7 cavallo del bianco · a6 torre del bianco · e6 pedone del bianco · h6 pedone del nero · b5 pedone del nero · c5 pedone del bianco · a4 alfiere del bianco · h4 pedone del bianco · a3 donna del bianco · b3 pedone del bianco · b2 pedone del bianco · c2 pedone del bianco · d2 pedone del bianco · a1 cavallo del nero · e1 re del bianco · h1 torre del bianco | a8 torre del nero · e8 re del nero · g8 cavallo del bianco · a7 pedone del nero · c7 pedone del nero · g7 pedone del nero · h7 cavallo del bianco · a6 torre del bianco · e6 pedone del bianco · h6 pedone del nero · b5 pedone del nero · c5 pedone del bianco · a4 alfiere del bianco · h4 pedone del bianco · a3 donna del bianco · b3 pedone del bianco · b2 pedone del bianco · c2 pedone del bianco · d2 pedone del bianco · a1 cavallo del nero · e1 re del bianco · h1 torre del bianco | a8 torre del nero · e8 re del nero · g8 cavallo del bianco · a7 pedone del nero · c7 pedone del nero · g7 pedone del nero · h7 cavallo del bianco · a6 torre del bianco · e6 pedone del bianco · h6 pedone del nero · b5 pedone del nero · c5 pedone del bianco · a4 alfiere del bianco · h4 pedone del bianco · a3 donna del bianco · b3 pedone del bianco · b2 pedone del bianco · c2 pedone del bianco · d2 pedone del bianco · a1 cavallo del nero · e1 re del bianco · h1 torre del bianco | a8 torre del nero · e8 re del nero · g8 cavallo del bianco · a7 pedone del nero · c7 pedone del nero · g7 pedone del nero · h7 cavallo del bianco · a6 torre del bianco · e6 pedone del bianco · h6 pedone del nero · b5 pedone del nero · c5 pedone del bianco · a4 alfiere del bianco · h4 pedone del bianco · a3 donna del bianco · b3 pedone del bianco · b2 pedone del bianco · c2 pedone del bianco · d2 pedone del bianco · a1 cavallo del nero · e1 re del bianco · h1 torre del bianco | a8 torre del nero · e8 re del nero · g8 cavallo del bianco · a7 pedone del nero · c7 pedone del nero · g7 pedone del nero · h7 cavallo del bianco · a6 torre del bianco · e6 pedone del bianco · h6 pedone del nero · b5 pedone del nero · c5 pedone del bianco · a4 alfiere del bianco · h4 pedone del bianco · a3 donna del bianco · b3 pedone del bianco · b2 pedone del bianco · c2 pedone del bianco · d2 pedone del bianco · a1 cavallo del nero · e1 re del bianco · h1 torre del bianco | a8 torre del nero · e8 re del nero · g8 cavallo del bianco · a7 pedone del nero · c7 pedone del nero · g7 pedone del nero · h7 cavallo del bianco · a6 torre del bianco · e6 pedone del bianco · h6 pedone del nero · b5 pedone del nero · c5 pedone del bianco · a4 alfiere del bianco · h4 pedone del bianco · a3 donna del bianco · b3 pedone del bianco · b2 pedone del bianco · c2 pedone del bianco · d2 pedone del bianco · a1 cavallo del nero · e1 re del bianco · h1 torre del bianco | 8 |
| 7 | a8 torre del nero · e8 re del nero · g8 cavallo del bianco · a7 pedone del nero · c7 pedone del nero · g7 pedone del nero · h7 cavallo del bianco · a6 torre del bianco · e6 pedone del bianco · h6 pedone del nero · b5 pedone del nero · c5 pedone del bianco · a4 alfiere del bianco · h4 pedone del bianco · a3 donna del bianco · b3 pedone del bianco · b2 pedone del bianco · c2 pedone del bianco · d2 pedone del bianco · a1 cavallo del nero · e1 re del bianco · h1 torre del bianco | a8 torre del nero · e8 re del nero · g8 cavallo del bianco · a7 pedone del nero · c7 pedone del nero · g7 pedone del nero · h7 cavallo del bianco · a6 torre del bianco · e6 pedone del bianco · h6 pedone del nero · b5 pedone del nero · c5 pedone del bianco · a4 alfiere del bianco · h4 pedone del bianco · a3 donna del bianco · b3 pedone del bianco · b2 pedone del bianco · c2 pedone del bianco · d2 pedone del bianco · a1 cavallo del nero · e1 re del bianco · h1 torre del bianco | a8 torre del nero · e8 re del nero · g8 cavallo del bianco · a7 pedone del nero · c7 pedone del nero · g7 pedone del nero · h7 cavallo del bianco · a6 torre del bianco · e6 pedone del bianco · h6 pedone del nero · b5 pedone del nero · c5 pedone del bianco · a4 alfiere del bianco · h4 pedone del bianco · a3 donna del bianco · b3 pedone del bianco · b2 pedone del bianco · c2 pedone del bianco · d2 pedone del bianco · a1 cavallo del nero · e1 re del bianco · h1 torre del bianco | a8 torre del nero · e8 re del nero · g8 cavallo del bianco · a7 pedone del nero · c7 pedone del nero · g7 pedone del nero · h7 cavallo del bianco · a6 torre del bianco · e6 pedone del bianco · h6 pedone del nero · b5 pedone del nero · c5 pedone del bianco · a4 alfiere del bianco · h4 pedone del bianco · a3 donna del bianco · b3 pedone del bianco · b2 pedone del bianco · c2 pedone del bianco · d2 pedone del bianco · a1 cavallo del nero · e1 re del bianco · h1 torre del bianco | a8 torre del nero · e8 re del nero · g8 cavallo del bianco · a7 pedone del nero · c7 pedone del nero · g7 pedone del nero · h7 cavallo del bianco · a6 torre del bianco · e6 pedone del bianco · h6 pedone del nero · b5 pedone del nero · c5 pedone del bianco · a4 alfiere del bianco · h4 pedone del bianco · a3 donna del bianco · b3 pedone del bianco · b2 pedone del bianco · c2 pedone del bianco · d2 pedone del bianco · a1 cavallo del nero · e1 re del bianco · h1 torre del bianco | a8 torre del nero · e8 re del nero · g8 cavallo del bianco · a7 pedone del nero · c7 pedone del nero · g7 pedone del nero · h7 cavallo del bianco · a6 torre del bianco · e6 pedone del bianco · h6 pedone del nero · b5 pedone del nero · c5 pedone del bianco · a4 alfiere del bianco · h4 pedone del bianco · a3 donna del bianco · b3 pedone del bianco · b2 pedone del bianco · c2 pedone del bianco · d2 pedone del bianco · a1 cavallo del nero · e1 re del bianco · h1 torre del bianco | a8 torre del nero · e8 re del nero · g8 cavallo del bianco · a7 pedone del nero · c7 pedone del nero · g7 pedone del nero · h7 cavallo del bianco · a6 torre del bianco · e6 pedone del bianco · h6 pedone del nero · b5 pedone del nero · c5 pedone del bianco · a4 alfiere del bianco · h4 pedone del bianco · a3 donna del bianco · b3 pedone del bianco · b2 pedone del bianco · c2 pedone del bianco · d2 pedone del bianco · a1 cavallo del nero · e1 re del bianco · h1 torre del bianco | a8 torre del nero · e8 re del nero · g8 cavallo del bianco · a7 pedone del nero · c7 pedone del nero · g7 pedone del nero · h7 cavallo del bianco · a6 torre del bianco · e6 pedone del bianco · h6 pedone del nero · b5 pedone del nero · c5 pedone del bianco · a4 alfiere del bianco · h4 pedone del bianco · a3 donna del bianco · b3 pedone del bianco · b2 pedone del bianco · c2 pedone del bianco · d2 pedone del bianco · a1 cavallo del nero · e1 re del bianco · h1 torre del bianco | 7 |
| 6 | a8 torre del nero · e8 re del nero · g8 cavallo del bianco · a7 pedone del nero · c7 pedone del nero · g7 pedone del nero · h7 cavallo del bianco · a6 torre del bianco · e6 pedone del bianco · h6 pedone del nero · b5 pedone del nero · c5 pedone del bianco · a4 alfiere del bianco · h4 pedone del bianco · a3 donna del bianco · b3 pedone del bianco · b2 pedone del bianco · c2 pedone del bianco · d2 pedone del bianco · a1 cavallo del nero · e1 re del bianco · h1 torre del bianco | a8 torre del nero · e8 re del nero · g8 cavallo del bianco · a7 pedone del nero · c7 pedone del nero · g7 pedone del nero · h7 cavallo del bianco · a6 torre del bianco · e6 pedone del bianco · h6 pedone del nero · b5 pedone del nero · c5 pedone del bianco · a4 alfiere del bianco · h4 pedone del bianco · a3 donna del bianco · b3 pedone del bianco · b2 pedone del bianco · c2 pedone del bianco · d2 pedone del bianco · a1 cavallo del nero · e1 re del bianco · h1 torre del bianco | a8 torre del nero · e8 re del nero · g8 cavallo del bianco · a7 pedone del nero · c7 pedone del nero · g7 pedone del nero · h7 cavallo del bianco · a6 torre del bianco · e6 pedone del bianco · h6 pedone del nero · b5 pedone del nero · c5 pedone del bianco · a4 alfiere del bianco · h4 pedone del bianco · a3 donna del bianco · b3 pedone del bianco · b2 pedone del bianco · c2 pedone del bianco · d2 pedone del bianco · a1 cavallo del nero · e1 re del bianco · h1 torre del bianco | a8 torre del nero · e8 re del nero · g8 cavallo del bianco · a7 pedone del nero · c7 pedone del nero · g7 pedone del nero · h7 cavallo del bianco · a6 torre del bianco · e6 pedone del bianco · h6 pedone del nero · b5 pedone del nero · c5 pedone del bianco · a4 alfiere del bianco · h4 pedone del bianco · a3 donna del bianco · b3 pedone del bianco · b2 pedone del bianco · c2 pedone del bianco · d2 pedone del bianco · a1 cavallo del nero · e1 re del bianco · h1 torre del bianco | a8 torre del nero · e8 re del nero · g8 cavallo del bianco · a7 pedone del nero · c7 pedone del nero · g7 pedone del nero · h7 cavallo del bianco · a6 torre del bianco · e6 pedone del bianco · h6 pedone del nero · b5 pedone del nero · c5 pedone del bianco · a4 alfiere del bianco · h4 pedone del bianco · a3 donna del bianco · b3 pedone del bianco · b2 pedone del bianco · c2 pedone del bianco · d2 pedone del bianco · a1 cavallo del nero · e1 re del bianco · h1 torre del bianco | a8 torre del nero · e8 re del nero · g8 cavallo del bianco · a7 pedone del nero · c7 pedone del nero · g7 pedone del nero · h7 cavallo del bianco · a6 torre del bianco · e6 pedone del bianco · h6 pedone del nero · b5 pedone del nero · c5 pedone del bianco · a4 alfiere del bianco · h4 pedone del bianco · a3 donna del bianco · b3 pedone del bianco · b2 pedone del bianco · c2 pedone del bianco · d2 pedone del bianco · a1 cavallo del nero · e1 re del bianco · h1 torre del bianco | a8 torre del nero · e8 re del nero · g8 cavallo del bianco · a7 pedone del nero · c7 pedone del nero · g7 pedone del nero · h7 cavallo del bianco · a6 torre del bianco · e6 pedone del bianco · h6 pedone del nero · b5 pedone del nero · c5 pedone del bianco · a4 alfiere del bianco · h4 pedone del bianco · a3 donna del bianco · b3 pedone del bianco · b2 pedone del bianco · c2 pedone del bianco · d2 pedone del bianco · a1 cavallo del nero · e1 re del bianco · h1 torre del bianco | a8 torre del nero · e8 re del nero · g8 cavallo del bianco · a7 pedone del nero · c7 pedone del nero · g7 pedone del nero · h7 cavallo del bianco · a6 torre del bianco · e6 pedone del bianco · h6 pedone del nero · b5 pedone del nero · c5 pedone del bianco · a4 alfiere del bianco · h4 pedone del bianco · a3 donna del bianco · b3 pedone del bianco · b2 pedone del bianco · c2 pedone del bianco · d2 pedone del bianco · a1 cavallo del nero · e1 re del bianco · h1 torre del bianco | 6 |
| 5 | a8 torre del nero · e8 re del nero · g8 cavallo del bianco · a7 pedone del nero · c7 pedone del nero · g7 pedone del nero · h7 cavallo del bianco · a6 torre del bianco · e6 pedone del bianco · h6 pedone del nero · b5 pedone del nero · c5 pedone del bianco · a4 alfiere del bianco · h4 pedone del bianco · a3 donna del bianco · b3 pedone del bianco · b2 pedone del bianco · c2 pedone del bianco · d2 pedone del bianco · a1 cavallo del nero · e1 re del bianco · h1 torre del bianco | a8 torre del nero · e8 re del nero · g8 cavallo del bianco · a7 pedone del nero · c7 pedone del nero · g7 pedone del nero · h7 cavallo del bianco · a6 torre del bianco · e6 pedone del bianco · h6 pedone del nero · b5 pedone del nero · c5 pedone del bianco · a4 alfiere del bianco · h4 pedone del bianco · a3 donna del bianco · b3 pedone del bianco · b2 pedone del bianco · c2 pedone del bianco · d2 pedone del bianco · a1 cavallo del nero · e1 re del bianco · h1 torre del bianco | a8 torre del nero · e8 re del nero · g8 cavallo del bianco · a7 pedone del nero · c7 pedone del nero · g7 pedone del nero · h7 cavallo del bianco · a6 torre del bianco · e6 pedone del bianco · h6 pedone del nero · b5 pedone del nero · c5 pedone del bianco · a4 alfiere del bianco · h4 pedone del bianco · a3 donna del bianco · b3 pedone del bianco · b2 pedone del bianco · c2 pedone del bianco · d2 pedone del bianco · a1 cavallo del nero · e1 re del bianco · h1 torre del bianco | a8 torre del nero · e8 re del nero · g8 cavallo del bianco · a7 pedone del nero · c7 pedone del nero · g7 pedone del nero · h7 cavallo del bianco · a6 torre del bianco · e6 pedone del bianco · h6 pedone del nero · b5 pedone del nero · c5 pedone del bianco · a4 alfiere del bianco · h4 pedone del bianco · a3 donna del bianco · b3 pedone del bianco · b2 pedone del bianco · c2 pedone del bianco · d2 pedone del bianco · a1 cavallo del nero · e1 re del bianco · h1 torre del bianco | a8 torre del nero · e8 re del nero · g8 cavallo del bianco · a7 pedone del nero · c7 pedone del nero · g7 pedone del nero · h7 cavallo del bianco · a6 torre del bianco · e6 pedone del bianco · h6 pedone del nero · b5 pedone del nero · c5 pedone del bianco · a4 alfiere del bianco · h4 pedone del bianco · a3 donna del bianco · b3 pedone del bianco · b2 pedone del bianco · c2 pedone del bianco · d2 pedone del bianco · a1 cavallo del nero · e1 re del bianco · h1 torre del bianco | a8 torre del nero · e8 re del nero · g8 cavallo del bianco · a7 pedone del nero · c7 pedone del nero · g7 pedone del nero · h7 cavallo del bianco · a6 torre del bianco · e6 pedone del bianco · h6 pedone del nero · b5 pedone del nero · c5 pedone del bianco · a4 alfiere del bianco · h4 pedone del bianco · a3 donna del bianco · b3 pedone del bianco · b2 pedone del bianco · c2 pedone del bianco · d2 pedone del bianco · a1 cavallo del nero · e1 re del bianco · h1 torre del bianco | a8 torre del nero · e8 re del nero · g8 cavallo del bianco · a7 pedone del nero · c7 pedone del nero · g7 pedone del nero · h7 cavallo del bianco · a6 torre del bianco · e6 pedone del bianco · h6 pedone del nero · b5 pedone del nero · c5 pedone del bianco · a4 alfiere del bianco · h4 pedone del bianco · a3 donna del bianco · b3 pedone del bianco · b2 pedone del bianco · c2 pedone del bianco · d2 pedone del bianco · a1 cavallo del nero · e1 re del bianco · h1 torre del bianco | a8 torre del nero · e8 re del nero · g8 cavallo del bianco · a7 pedone del nero · c7 pedone del nero · g7 pedone del nero · h7 cavallo del bianco · a6 torre del bianco · e6 pedone del bianco · h6 pedone del nero · b5 pedone del nero · c5 pedone del bianco · a4 alfiere del bianco · h4 pedone del bianco · a3 donna del bianco · b3 pedone del bianco · b2 pedone del bianco · c2 pedone del bianco · d2 pedone del bianco · a1 cavallo del nero · e1 re del bianco · h1 torre del bianco | 5 |
| 4 | a8 torre del nero · e8 re del nero · g8 cavallo del bianco · a7 pedone del nero · c7 pedone del nero · g7 pedone del nero · h7 cavallo del bianco · a6 torre del bianco · e6 pedone del bianco · h6 pedone del nero · b5 pedone del nero · c5 pedone del bianco · a4 alfiere del bianco · h4 pedone del bianco · a3 donna del bianco · b3 pedone del bianco · b2 pedone del bianco · c2 pedone del bianco · d2 pedone del bianco · a1 cavallo del nero · e1 re del bianco · h1 torre del bianco | a8 torre del nero · e8 re del nero · g8 cavallo del bianco · a7 pedone del nero · c7 pedone del nero · g7 pedone del nero · h7 cavallo del bianco · a6 torre del bianco · e6 pedone del bianco · h6 pedone del nero · b5 pedone del nero · c5 pedone del bianco · a4 alfiere del bianco · h4 pedone del bianco · a3 donna del bianco · b3 pedone del bianco · b2 pedone del bianco · c2 pedone del bianco · d2 pedone del bianco · a1 cavallo del nero · e1 re del bianco · h1 torre del bianco | a8 torre del nero · e8 re del nero · g8 cavallo del bianco · a7 pedone del nero · c7 pedone del nero · g7 pedone del nero · h7 cavallo del bianco · a6 torre del bianco · e6 pedone del bianco · h6 pedone del nero · b5 pedone del nero · c5 pedone del bianco · a4 alfiere del bianco · h4 pedone del bianco · a3 donna del bianco · b3 pedone del bianco · b2 pedone del bianco · c2 pedone del bianco · d2 pedone del bianco · a1 cavallo del nero · e1 re del bianco · h1 torre del bianco | a8 torre del nero · e8 re del nero · g8 cavallo del bianco · a7 pedone del nero · c7 pedone del nero · g7 pedone del nero · h7 cavallo del bianco · a6 torre del bianco · e6 pedone del bianco · h6 pedone del nero · b5 pedone del nero · c5 pedone del bianco · a4 alfiere del bianco · h4 pedone del bianco · a3 donna del bianco · b3 pedone del bianco · b2 pedone del bianco · c2 pedone del bianco · d2 pedone del bianco · a1 cavallo del nero · e1 re del bianco · h1 torre del bianco | a8 torre del nero · e8 re del nero · g8 cavallo del bianco · a7 pedone del nero · c7 pedone del nero · g7 pedone del nero · h7 cavallo del bianco · a6 torre del bianco · e6 pedone del bianco · h6 pedone del nero · b5 pedone del nero · c5 pedone del bianco · a4 alfiere del bianco · h4 pedone del bianco · a3 donna del bianco · b3 pedone del bianco · b2 pedone del bianco · c2 pedone del bianco · d2 pedone del bianco · a1 cavallo del nero · e1 re del bianco · h1 torre del bianco | a8 torre del nero · e8 re del nero · g8 cavallo del bianco · a7 pedone del nero · c7 pedone del nero · g7 pedone del nero · h7 cavallo del bianco · a6 torre del bianco · e6 pedone del bianco · h6 pedone del nero · b5 pedone del nero · c5 pedone del bianco · a4 alfiere del bianco · h4 pedone del bianco · a3 donna del bianco · b3 pedone del bianco · b2 pedone del bianco · c2 pedone del bianco · d2 pedone del bianco · a1 cavallo del nero · e1 re del bianco · h1 torre del bianco | a8 torre del nero · e8 re del nero · g8 cavallo del bianco · a7 pedone del nero · c7 pedone del nero · g7 pedone del nero · h7 cavallo del bianco · a6 torre del bianco · e6 pedone del bianco · h6 pedone del nero · b5 pedone del nero · c5 pedone del bianco · a4 alfiere del bianco · h4 pedone del bianco · a3 donna del bianco · b3 pedone del bianco · b2 pedone del bianco · c2 pedone del bianco · d2 pedone del bianco · a1 cavallo del nero · e1 re del bianco · h1 torre del bianco | a8 torre del nero · e8 re del nero · g8 cavallo del bianco · a7 pedone del nero · c7 pedone del nero · g7 pedone del nero · h7 cavallo del bianco · a6 torre del bianco · e6 pedone del bianco · h6 pedone del nero · b5 pedone del nero · c5 pedone del bianco · a4 alfiere del bianco · h4 pedone del bianco · a3 donna del bianco · b3 pedone del bianco · b2 pedone del bianco · c2 pedone del bianco · d2 pedone del bianco · a1 cavallo del nero · e1 re del bianco · h1 torre del bianco | 4 |
| 3 | a8 torre del nero · e8 re del nero · g8 cavallo del bianco · a7 pedone del nero · c7 pedone del nero · g7 pedone del nero · h7 cavallo del bianco · a6 torre del bianco · e6 pedone del bianco · h6 pedone del nero · b5 pedone del nero · c5 pedone del bianco · a4 alfiere del bianco · h4 pedone del bianco · a3 donna del bianco · b3 pedone del bianco · b2 pedone del bianco · c2 pedone del bianco · d2 pedone del bianco · a1 cavallo del nero · e1 re del bianco · h1 torre del bianco | a8 torre del nero · e8 re del nero · g8 cavallo del bianco · a7 pedone del nero · c7 pedone del nero · g7 pedone del nero · h7 cavallo del bianco · a6 torre del bianco · e6 pedone del bianco · h6 pedone del nero · b5 pedone del nero · c5 pedone del bianco · a4 alfiere del bianco · h4 pedone del bianco · a3 donna del bianco · b3 pedone del bianco · b2 pedone del bianco · c2 pedone del bianco · d2 pedone del bianco · a1 cavallo del nero · e1 re del bianco · h1 torre del bianco | a8 torre del nero · e8 re del nero · g8 cavallo del bianco · a7 pedone del nero · c7 pedone del nero · g7 pedone del nero · h7 cavallo del bianco · a6 torre del bianco · e6 pedone del bianco · h6 pedone del nero · b5 pedone del nero · c5 pedone del bianco · a4 alfiere del bianco · h4 pedone del bianco · a3 donna del bianco · b3 pedone del bianco · b2 pedone del bianco · c2 pedone del bianco · d2 pedone del bianco · a1 cavallo del nero · e1 re del bianco · h1 torre del bianco | a8 torre del nero · e8 re del nero · g8 cavallo del bianco · a7 pedone del nero · c7 pedone del nero · g7 pedone del nero · h7 cavallo del bianco · a6 torre del bianco · e6 pedone del bianco · h6 pedone del nero · b5 pedone del nero · c5 pedone del bianco · a4 alfiere del bianco · h4 pedone del bianco · a3 donna del bianco · b3 pedone del bianco · b2 pedone del bianco · c2 pedone del bianco · d2 pedone del bianco · a1 cavallo del nero · e1 re del bianco · h1 torre del bianco | a8 torre del nero · e8 re del nero · g8 cavallo del bianco · a7 pedone del nero · c7 pedone del nero · g7 pedone del nero · h7 cavallo del bianco · a6 torre del bianco · e6 pedone del bianco · h6 pedone del nero · b5 pedone del nero · c5 pedone del bianco · a4 alfiere del bianco · h4 pedone del bianco · a3 donna del bianco · b3 pedone del bianco · b2 pedone del bianco · c2 pedone del bianco · d2 pedone del bianco · a1 cavallo del nero · e1 re del bianco · h1 torre del bianco | a8 torre del nero · e8 re del nero · g8 cavallo del bianco · a7 pedone del nero · c7 pedone del nero · g7 pedone del nero · h7 cavallo del bianco · a6 torre del bianco · e6 pedone del bianco · h6 pedone del nero · b5 pedone del nero · c5 pedone del bianco · a4 alfiere del bianco · h4 pedone del bianco · a3 donna del bianco · b3 pedone del bianco · b2 pedone del bianco · c2 pedone del bianco · d2 pedone del bianco · a1 cavallo del nero · e1 re del bianco · h1 torre del bianco | a8 torre del nero · e8 re del nero · g8 cavallo del bianco · a7 pedone del nero · c7 pedone del nero · g7 pedone del nero · h7 cavallo del bianco · a6 torre del bianco · e6 pedone del bianco · h6 pedone del nero · b5 pedone del nero · c5 pedone del bianco · a4 alfiere del bianco · h4 pedone del bianco · a3 donna del bianco · b3 pedone del bianco · b2 pedone del bianco · c2 pedone del bianco · d2 pedone del bianco · a1 cavallo del nero · e1 re del bianco · h1 torre del bianco | a8 torre del nero · e8 re del nero · g8 cavallo del bianco · a7 pedone del nero · c7 pedone del nero · g7 pedone del nero · h7 cavallo del bianco · a6 torre del bianco · e6 pedone del bianco · h6 pedone del nero · b5 pedone del nero · c5 pedone del bianco · a4 alfiere del bianco · h4 pedone del bianco · a3 donna del bianco · b3 pedone del bianco · b2 pedone del bianco · c2 pedone del bianco · d2 pedone del bianco · a1 cavallo del nero · e1 re del bianco · h1 torre del bianco | 3 |
| 2 | a8 torre del nero · e8 re del nero · g8 cavallo del bianco · a7 pedone del nero · c7 pedone del nero · g7 pedone del nero · h7 cavallo del bianco · a6 torre del bianco · e6 pedone del bianco · h6 pedone del nero · b5 pedone del nero · c5 pedone del bianco · a4 alfiere del bianco · h4 pedone del bianco · a3 donna del bianco · b3 pedone del bianco · b2 pedone del bianco · c2 pedone del bianco · d2 pedone del bianco · a1 cavallo del nero · e1 re del bianco · h1 torre del bianco | a8 torre del nero · e8 re del nero · g8 cavallo del bianco · a7 pedone del nero · c7 pedone del nero · g7 pedone del nero · h7 cavallo del bianco · a6 torre del bianco · e6 pedone del bianco · h6 pedone del nero · b5 pedone del nero · c5 pedone del bianco · a4 alfiere del bianco · h4 pedone del bianco · a3 donna del bianco · b3 pedone del bianco · b2 pedone del bianco · c2 pedone del bianco · d2 pedone del bianco · a1 cavallo del nero · e1 re del bianco · h1 torre del bianco | a8 torre del nero · e8 re del nero · g8 cavallo del bianco · a7 pedone del nero · c7 pedone del nero · g7 pedone del nero · h7 cavallo del bianco · a6 torre del bianco · e6 pedone del bianco · h6 pedone del nero · b5 pedone del nero · c5 pedone del bianco · a4 alfiere del bianco · h4 pedone del bianco · a3 donna del bianco · b3 pedone del bianco · b2 pedone del bianco · c2 pedone del bianco · d2 pedone del bianco · a1 cavallo del nero · e1 re del bianco · h1 torre del bianco | a8 torre del nero · e8 re del nero · g8 cavallo del bianco · a7 pedone del nero · c7 pedone del nero · g7 pedone del nero · h7 cavallo del bianco · a6 torre del bianco · e6 pedone del bianco · h6 pedone del nero · b5 pedone del nero · c5 pedone del bianco · a4 alfiere del bianco · h4 pedone del bianco · a3 donna del bianco · b3 pedone del bianco · b2 pedone del bianco · c2 pedone del bianco · d2 pedone del bianco · a1 cavallo del nero · e1 re del bianco · h1 torre del bianco | a8 torre del nero · e8 re del nero · g8 cavallo del bianco · a7 pedone del nero · c7 pedone del nero · g7 pedone del nero · h7 cavallo del bianco · a6 torre del bianco · e6 pedone del bianco · h6 pedone del nero · b5 pedone del nero · c5 pedone del bianco · a4 alfiere del bianco · h4 pedone del bianco · a3 donna del bianco · b3 pedone del bianco · b2 pedone del bianco · c2 pedone del bianco · d2 pedone del bianco · a1 cavallo del nero · e1 re del bianco · h1 torre del bianco | a8 torre del nero · e8 re del nero · g8 cavallo del bianco · a7 pedone del nero · c7 pedone del nero · g7 pedone del nero · h7 cavallo del bianco · a6 torre del bianco · e6 pedone del bianco · h6 pedone del nero · b5 pedone del nero · c5 pedone del bianco · a4 alfiere del bianco · h4 pedone del bianco · a3 donna del bianco · b3 pedone del bianco · b2 pedone del bianco · c2 pedone del bianco · d2 pedone del bianco · a1 cavallo del nero · e1 re del bianco · h1 torre del bianco | a8 torre del nero · e8 re del nero · g8 cavallo del bianco · a7 pedone del nero · c7 pedone del nero · g7 pedone del nero · h7 cavallo del bianco · a6 torre del bianco · e6 pedone del bianco · h6 pedone del nero · b5 pedone del nero · c5 pedone del bianco · a4 alfiere del bianco · h4 pedone del bianco · a3 donna del bianco · b3 pedone del bianco · b2 pedone del bianco · c2 pedone del bianco · d2 pedone del bianco · a1 cavallo del nero · e1 re del bianco · h1 torre del bianco | a8 torre del nero · e8 re del nero · g8 cavallo del bianco · a7 pedone del nero · c7 pedone del nero · g7 pedone del nero · h7 cavallo del bianco · a6 torre del bianco · e6 pedone del bianco · h6 pedone del nero · b5 pedone del nero · c5 pedone del bianco · a4 alfiere del bianco · h4 pedone del bianco · a3 donna del bianco · b3 pedone del bianco · b2 pedone del bianco · c2 pedone del bianco · d2 pedone del bianco · a1 cavallo del nero · e1 re del bianco · h1 torre del bianco | 2 |
| 1 | a8 torre del nero · e8 re del nero · g8 cavallo del bianco · a7 pedone del nero · c7 pedone del nero · g7 pedone del nero · h7 cavallo del bianco · a6 torre del bianco · e6 pedone del bianco · h6 pedone del nero · b5 pedone del nero · c5 pedone del bianco · a4 alfiere del bianco · h4 pedone del bianco · a3 donna del bianco · b3 pedone del bianco · b2 pedone del bianco · c2 pedone del bianco · d2 pedone del bianco · a1 cavallo del nero · e1 re del bianco · h1 torre del bianco | a8 torre del nero · e8 re del nero · g8 cavallo del bianco · a7 pedone del nero · c7 pedone del nero · g7 pedone del nero · h7 cavallo del bianco · a6 torre del bianco · e6 pedone del bianco · h6 pedone del nero · b5 pedone del nero · c5 pedone del bianco · a4 alfiere del bianco · h4 pedone del bianco · a3 donna del bianco · b3 pedone del bianco · b2 pedone del bianco · c2 pedone del bianco · d2 pedone del bianco · a1 cavallo del nero · e1 re del bianco · h1 torre del bianco | a8 torre del nero · e8 re del nero · g8 cavallo del bianco · a7 pedone del nero · c7 pedone del nero · g7 pedone del nero · h7 cavallo del bianco · a6 torre del bianco · e6 pedone del bianco · h6 pedone del nero · b5 pedone del nero · c5 pedone del bianco · a4 alfiere del bianco · h4 pedone del bianco · a3 donna del bianco · b3 pedone del bianco · b2 pedone del bianco · c2 pedone del bianco · d2 pedone del bianco · a1 cavallo del nero · e1 re del bianco · h1 torre del bianco | a8 torre del nero · e8 re del nero · g8 cavallo del bianco · a7 pedone del nero · c7 pedone del nero · g7 pedone del nero · h7 cavallo del bianco · a6 torre del bianco · e6 pedone del bianco · h6 pedone del nero · b5 pedone del nero · c5 pedone del bianco · a4 alfiere del bianco · h4 pedone del bianco · a3 donna del bianco · b3 pedone del bianco · b2 pedone del bianco · c2 pedone del bianco · d2 pedone del bianco · a1 cavallo del nero · e1 re del bianco · h1 torre del bianco | a8 torre del nero · e8 re del nero · g8 cavallo del bianco · a7 pedone del nero · c7 pedone del nero · g7 pedone del nero · h7 cavallo del bianco · a6 torre del bianco · e6 pedone del bianco · h6 pedone del nero · b5 pedone del nero · c5 pedone del bianco · a4 alfiere del bianco · h4 pedone del bianco · a3 donna del bianco · b3 pedone del bianco · b2 pedone del bianco · c2 pedone del bianco · d2 pedone del bianco · a1 cavallo del nero · e1 re del bianco · h1 torre del bianco | a8 torre del nero · e8 re del nero · g8 cavallo del bianco · a7 pedone del nero · c7 pedone del nero · g7 pedone del nero · h7 cavallo del bianco · a6 torre del bianco · e6 pedone del bianco · h6 pedone del nero · b5 pedone del nero · c5 pedone del bianco · a4 alfiere del bianco · h4 pedone del bianco · a3 donna del bianco · b3 pedone del bianco · b2 pedone del bianco · c2 pedone del bianco · d2 pedone del bianco · a1 cavallo del nero · e1 re del bianco · h1 torre del bianco | a8 torre del nero · e8 re del nero · g8 cavallo del bianco · a7 pedone del nero · c7 pedone del nero · g7 pedone del nero · h7 cavallo del bianco · a6 torre del bianco · e6 pedone del bianco · h6 pedone del nero · b5 pedone del nero · c5 pedone del bianco · a4 alfiere del bianco · h4 pedone del bianco · a3 donna del bianco · b3 pedone del bianco · b2 pedone del bianco · c2 pedone del bianco · d2 pedone del bianco · a1 cavallo del nero · e1 re del bianco · h1 torre del bianco | a8 torre del nero · e8 re del nero · g8 cavallo del bianco · a7 pedone del nero · c7 pedone del nero · g7 pedone del nero · h7 cavallo del bianco · a6 torre del bianco · e6 pedone del bianco · h6 pedone del nero · b5 pedone del nero · c5 pedone del bianco · a4 alfiere del bianco · h4 pedone del bianco · a3 donna del bianco · b3 pedone del bianco · b2 pedone del bianco · c2 pedone del bianco · d2 pedone del bianco · a1 cavallo del nero · e1 re del bianco · h1 torre del bianco | 1 |
|   | a | b | c | d | e | f | g | h |   |

Il problema qui a lato sembra un normale matto in due, ma richiede un'analisi attenta della posizione e del suo passato. 
La soluzione più ovvia sembra 1.0-0! minacciando il matto 2.Tf8# e contemporaneamente sottraendo il re allo scacco in c2 del Ca1. 
Come detto sopra l'arrocco è sempre possibile, a meno che non si possa dimostrare il contrario. 
I pezzi critici sono la Ta6 e il Ca1. Quest'ultimo non può derivare da promozione di un pedone nero (a2-a1=C), perché al Bianco mancano due pezzi e la struttura dei pedoni neri a7, b5, c7, e a2 richiederebbe tre catture nere.
Il Ca1 è quindi arrivato da b3, prima che il Bianco effettuasse axb3. La Ta1 quindi, se è uscita, deve essere passata per e1, 
che richiede una mossa del re bianco e quindi impedisce l'arrocco. La Ta6 potrebbe però essere un pezzo promosso. Le possibili promozioni sono in d8, f8 e h8. Le prime due prevedono il passaggio di un pedone per d7 e f7, e quindi il re nero 
deve aver mosso, l'ultima la Th8 per arrivare in a6 deve essere passata per f8, e di nuovo il re nero deve aver mosso.
Quindi si arriva a un'alternativa:
- il Bianco può arroccare, allora la soluzione è

1.0-0!
con la minaccia 2.Tf8#, imparabile perché il Nero non può difendersi con 1...0-0-0.
- il Nero può arroccare, allora la sua ultima mossa deve essere stata b7-b5, preceduta da Tc6xa6+, il Bianco può perciò giocare

1.cxb6 ep+
seguita da 2.Df8#

### Problemi eterodossi
Sono stati composti problemi con pezzi eterodossi, cioè con movimenti diversi dai pezzi ordinari.
I pezzi eterodossi più comunemente impiegati sono il grillo e il nottambulo.
|   | a                                                                                                  | b                                                                                                  | c                                                                                                  | d                                                                                                  | e                                                                                                  | f                                                                                                  | g                                                                                                  | h                                                                                                  |   |
| 8 | f2 grillo del nero · g2 pedone del bianco · h2 pedone del nero · f1 re del bianco · h1 re del nero | f2 grillo del nero · g2 pedone del bianco · h2 pedone del nero · f1 re del bianco · h1 re del nero | f2 grillo del nero · g2 pedone del bianco · h2 pedone del nero · f1 re del bianco · h1 re del nero | f2 grillo del nero · g2 pedone del bianco · h2 pedone del nero · f1 re del bianco · h1 re del nero | f2 grillo del nero · g2 pedone del bianco · h2 pedone del nero · f1 re del bianco · h1 re del nero | f2 grillo del nero · g2 pedone del bianco · h2 pedone del nero · f1 re del bianco · h1 re del nero | f2 grillo del nero · g2 pedone del bianco · h2 pedone del nero · f1 re del bianco · h1 re del nero | f2 grillo del nero · g2 pedone del bianco · h2 pedone del nero · f1 re del bianco · h1 re del nero | 8 |
| 7 | f2 grillo del nero · g2 pedone del bianco · h2 pedone del nero · f1 re del bianco · h1 re del nero | f2 grillo del nero · g2 pedone del bianco · h2 pedone del nero · f1 re del bianco · h1 re del nero | f2 grillo del nero · g2 pedone del bianco · h2 pedone del nero · f1 re del bianco · h1 re del nero | f2 grillo del nero · g2 pedone del bianco · h2 pedone del nero · f1 re del bianco · h1 re del nero | f2 grillo del nero · g2 pedone del bianco · h2 pedone del nero · f1 re del bianco · h1 re del nero | f2 grillo del nero · g2 pedone del bianco · h2 pedone del nero · f1 re del bianco · h1 re del nero | f2 grillo del nero · g2 pedone del bianco · h2 pedone del nero · f1 re del bianco · h1 re del nero | f2 grillo del nero · g2 pedone del bianco · h2 pedone del nero · f1 re del bianco · h1 re del nero | 7 |
| 6 | f2 grillo del nero · g2 pedone del bianco · h2 pedone del nero · f1 re del bianco · h1 re del nero | f2 grillo del nero · g2 pedone del bianco · h2 pedone del nero · f1 re del bianco · h1 re del nero | f2 grillo del nero · g2 pedone del bianco · h2 pedone del nero · f1 re del bianco · h1 re del nero | f2 grillo del nero · g2 pedone del bianco · h2 pedone del nero · f1 re del bianco · h1 re del nero | f2 grillo del nero · g2 pedone del bianco · h2 pedone del nero · f1 re del bianco · h1 re del nero | f2 grillo del nero · g2 pedone del bianco · h2 pedone del nero · f1 re del bianco · h1 re del nero | f2 grillo del nero · g2 pedone del bianco · h2 pedone del nero · f1 re del bianco · h1 re del nero | f2 grillo del nero · g2 pedone del bianco · h2 pedone del nero · f1 re del bianco · h1 re del nero | 6 |
| 5 | f2 grillo del nero · g2 pedone del bianco · h2 pedone del nero · f1 re del bianco · h1 re del nero | f2 grillo del nero · g2 pedone del bianco · h2 pedone del nero · f1 re del bianco · h1 re del nero | f2 grillo del nero · g2 pedone del bianco · h2 pedone del nero · f1 re del bianco · h1 re del nero | f2 grillo del nero · g2 pedone del bianco · h2 pedone del nero · f1 re del bianco · h1 re del nero | f2 grillo del nero · g2 pedone del bianco · h2 pedone del nero · f1 re del bianco · h1 re del nero | f2 grillo del nero · g2 pedone del bianco · h2 pedone del nero · f1 re del bianco · h1 re del nero | f2 grillo del nero · g2 pedone del bianco · h2 pedone del nero · f1 re del bianco · h1 re del nero | f2 grillo del nero · g2 pedone del bianco · h2 pedone del nero · f1 re del bianco · h1 re del nero | 5 |
| 4 | f2 grillo del nero · g2 pedone del bianco · h2 pedone del nero · f1 re del bianco · h1 re del nero | f2 grillo del nero · g2 pedone del bianco · h2 pedone del nero · f1 re del bianco · h1 re del nero | f2 grillo del nero · g2 pedone del bianco · h2 pedone del nero · f1 re del bianco · h1 re del nero | f2 grillo del nero · g2 pedone del bianco · h2 pedone del nero · f1 re del bianco · h1 re del nero | f2 grillo del nero · g2 pedone del bianco · h2 pedone del nero · f1 re del bianco · h1 re del nero | f2 grillo del nero · g2 pedone del bianco · h2 pedone del nero · f1 re del bianco · h1 re del nero | f2 grillo del nero · g2 pedone del bianco · h2 pedone del nero · f1 re del bianco · h1 re del nero | f2 grillo del nero · g2 pedone del bianco · h2 pedone del nero · f1 re del bianco · h1 re del nero | 4 |
| 3 | f2 grillo del nero · g2 pedone del bianco · h2 pedone del nero · f1 re del bianco · h1 re del nero | f2 grillo del nero · g2 pedone del bianco · h2 pedone del nero · f1 re del bianco · h1 re del nero | f2 grillo del nero · g2 pedone del bianco · h2 pedone del nero · f1 re del bianco · h1 re del nero | f2 grillo del nero · g2 pedone del bianco · h2 pedone del nero · f1 re del bianco · h1 re del nero | f2 grillo del nero · g2 pedone del bianco · h2 pedone del nero · f1 re del bianco · h1 re del nero | f2 grillo del nero · g2 pedone del bianco · h2 pedone del nero · f1 re del bianco · h1 re del nero | f2 grillo del nero · g2 pedone del bianco · h2 pedone del nero · f1 re del bianco · h1 re del nero | f2 grillo del nero · g2 pedone del bianco · h2 pedone del nero · f1 re del bianco · h1 re del nero | 3 |
| 2 | f2 grillo del nero · g2 pedone del bianco · h2 pedone del nero · f1 re del bianco · h1 re del nero | f2 grillo del nero · g2 pedone del bianco · h2 pedone del nero · f1 re del bianco · h1 re del nero | f2 grillo del nero · g2 pedone del bianco · h2 pedone del nero · f1 re del bianco · h1 re del nero | f2 grillo del nero · g2 pedone del bianco · h2 pedone del nero · f1 re del bianco · h1 re del nero | f2 grillo del nero · g2 pedone del bianco · h2 pedone del nero · f1 re del bianco · h1 re del nero | f2 grillo del nero · g2 pedone del bianco · h2 pedone del nero · f1 re del bianco · h1 re del nero | f2 grillo del nero · g2 pedone del bianco · h2 pedone del nero · f1 re del bianco · h1 re del nero | f2 grillo del nero · g2 pedone del bianco · h2 pedone del nero · f1 re del bianco · h1 re del nero | 2 |
| 1 | f2 grillo del nero · g2 pedone del bianco · h2 pedone del nero · f1 re del bianco · h1 re del nero | f2 grillo del nero · g2 pedone del bianco · h2 pedone del nero · f1 re del bianco · h1 re del nero | f2 grillo del nero · g2 pedone del bianco · h2 pedone del nero · f1 re del bianco · h1 re del nero | f2 grillo del nero · g2 pedone del bianco · h2 pedone del nero · f1 re del bianco · h1 re del nero | f2 grillo del nero · g2 pedone del bianco · h2 pedone del nero · f1 re del bianco · h1 re del nero | f2 grillo del nero · g2 pedone del bianco · h2 pedone del nero · f1 re del bianco · h1 re del nero | f2 grillo del nero · g2 pedone del bianco · h2 pedone del nero · f1 re del bianco · h1 re del nero | f2 grillo del nero · g2 pedone del bianco · h2 pedone del nero · f1 re del bianco · h1 re del nero | 1 |
|   | a                                                                                                  | b                                                                                                  | c                                                                                                  | d                                                                                                  | e                                                                                                  | f                                                                                                  | g                                                                                                  | h                                                                                                  |   |

Nel problema (5) il pezzo rappresentato come una Donna capovolta è un grillo, che muove sulle linee della donna, ma ha bisogno di un pezzo da scavalcare e arriva (eventualmente catturando) sulla casa immediatamente successiva.
La soluzione consiste nell'obbligare il Grillo ad accompagnare il pedone nella sua marcia.
1. g3 Gh4 (qui come nel seguito il nero ha solo una mossa) 2. g4 Gf4 3. g5 Gh6 4. g6 Gf6 5. g7 Gh8 6. g: h8=G#.
Il pedone bianco arriva a promuovere e per mattare deve promuovere a Grillo! La promozione a pezzo eterodosso è per convenzione consentita, quando un pezzo di quel tipo esiste nel diagramma iniziale.

### Problemi d'esempio
|   | a | b | c | d | e | f | g | h |   |
| 8 | a8 torre del nero · b8 cavallo del nero · c8 alfiere del nero · d8 donna del nero · e8 re del nero · f8 alfiere del nero · g8 cavallo del nero · h8 torre del nero · a7 pedone del nero · b7 pedone del nero · f7 pedone del nero · g7 pedone del nero · h7 pedone del nero · c6 pedone del nero · e6 pedone del nero · e4 pedone del bianco · a2 pedone del bianco · b2 pedone del bianco · c2 pedone del bianco · d2 pedone del bianco · f2 pedone del bianco · g2 pedone del bianco · h2 pedone del bianco · a1 torre del bianco · b1 cavallo del bianco · c1 alfiere del bianco · d1 donna del bianco · e1 re del bianco · g1 cavallo del bianco · h1 torre del bianco | a8 torre del nero · b8 cavallo del nero · c8 alfiere del nero · d8 donna del nero · e8 re del nero · f8 alfiere del nero · g8 cavallo del nero · h8 torre del nero · a7 pedone del nero · b7 pedone del nero · f7 pedone del nero · g7 pedone del nero · h7 pedone del nero · c6 pedone del nero · e6 pedone del nero · e4 pedone del bianco · a2 pedone del bianco · b2 pedone del bianco · c2 pedone del bianco · d2 pedone del bianco · f2 pedone del bianco · g2 pedone del bianco · h2 pedone del bianco · a1 torre del bianco · b1 cavallo del bianco · c1 alfiere del bianco · d1 donna del bianco · e1 re del bianco · g1 cavallo del bianco · h1 torre del bianco | a8 torre del nero · b8 cavallo del nero · c8 alfiere del nero · d8 donna del nero · e8 re del nero · f8 alfiere del nero · g8 cavallo del nero · h8 torre del nero · a7 pedone del nero · b7 pedone del nero · f7 pedone del nero · g7 pedone del nero · h7 pedone del nero · c6 pedone del nero · e6 pedone del nero · e4 pedone del bianco · a2 pedone del bianco · b2 pedone del bianco · c2 pedone del bianco · d2 pedone del bianco · f2 pedone del bianco · g2 pedone del bianco · h2 pedone del bianco · a1 torre del bianco · b1 cavallo del bianco · c1 alfiere del bianco · d1 donna del bianco · e1 re del bianco · g1 cavallo del bianco · h1 torre del bianco | a8 torre del nero · b8 cavallo del nero · c8 alfiere del nero · d8 donna del nero · e8 re del nero · f8 alfiere del nero · g8 cavallo del nero · h8 torre del nero · a7 pedone del nero · b7 pedone del nero · f7 pedone del nero · g7 pedone del nero · h7 pedone del nero · c6 pedone del nero · e6 pedone del nero · e4 pedone del bianco · a2 pedone del bianco · b2 pedone del bianco · c2 pedone del bianco · d2 pedone del bianco · f2 pedone del bianco · g2 pedone del bianco · h2 pedone del bianco · a1 torre del bianco · b1 cavallo del bianco · c1 alfiere del bianco · d1 donna del bianco · e1 re del bianco · g1 cavallo del bianco · h1 torre del bianco | a8 torre del nero · b8 cavallo del nero · c8 alfiere del nero · d8 donna del nero · e8 re del nero · f8 alfiere del nero · g8 cavallo del nero · h8 torre del nero · a7 pedone del nero · b7 pedone del nero · f7 pedone del nero · g7 pedone del nero · h7 pedone del nero · c6 pedone del nero · e6 pedone del nero · e4 pedone del bianco · a2 pedone del bianco · b2 pedone del bianco · c2 pedone del bianco · d2 pedone del bianco · f2 pedone del bianco · g2 pedone del bianco · h2 pedone del bianco · a1 torre del bianco · b1 cavallo del bianco · c1 alfiere del bianco · d1 donna del bianco · e1 re del bianco · g1 cavallo del bianco · h1 torre del bianco | a8 torre del nero · b8 cavallo del nero · c8 alfiere del nero · d8 donna del nero · e8 re del nero · f8 alfiere del nero · g8 cavallo del nero · h8 torre del nero · a7 pedone del nero · b7 pedone del nero · f7 pedone del nero · g7 pedone del nero · h7 pedone del nero · c6 pedone del nero · e6 pedone del nero · e4 pedone del bianco · a2 pedone del bianco · b2 pedone del bianco · c2 pedone del bianco · d2 pedone del bianco · f2 pedone del bianco · g2 pedone del bianco · h2 pedone del bianco · a1 torre del bianco · b1 cavallo del bianco · c1 alfiere del bianco · d1 donna del bianco · e1 re del bianco · g1 cavallo del bianco · h1 torre del bianco | a8 torre del nero · b8 cavallo del nero · c8 alfiere del nero · d8 donna del nero · e8 re del nero · f8 alfiere del nero · g8 cavallo del nero · h8 torre del nero · a7 pedone del nero · b7 pedone del nero · f7 pedone del nero · g7 pedone del nero · h7 pedone del nero · c6 pedone del nero · e6 pedone del nero · e4 pedone del bianco · a2 pedone del bianco · b2 pedone del bianco · c2 pedone del bianco · d2 pedone del bianco · f2 pedone del bianco · g2 pedone del bianco · h2 pedone del bianco · a1 torre del bianco · b1 cavallo del bianco · c1 alfiere del bianco · d1 donna del bianco · e1 re del bianco · g1 cavallo del bianco · h1 torre del bianco | a8 torre del nero · b8 cavallo del nero · c8 alfiere del nero · d8 donna del nero · e8 re del nero · f8 alfiere del nero · g8 cavallo del nero · h8 torre del nero · a7 pedone del nero · b7 pedone del nero · f7 pedone del nero · g7 pedone del nero · h7 pedone del nero · c6 pedone del nero · e6 pedone del nero · e4 pedone del bianco · a2 pedone del bianco · b2 pedone del bianco · c2 pedone del bianco · d2 pedone del bianco · f2 pedone del bianco · g2 pedone del bianco · h2 pedone del bianco · a1 torre del bianco · b1 cavallo del bianco · c1 alfiere del bianco · d1 donna del bianco · e1 re del bianco · g1 cavallo del bianco · h1 torre del bianco | 8 |
| 7 | a8 torre del nero · b8 cavallo del nero · c8 alfiere del nero · d8 donna del nero · e8 re del nero · f8 alfiere del nero · g8 cavallo del nero · h8 torre del nero · a7 pedone del nero · b7 pedone del nero · f7 pedone del nero · g7 pedone del nero · h7 pedone del nero · c6 pedone del nero · e6 pedone del nero · e4 pedone del bianco · a2 pedone del bianco · b2 pedone del bianco · c2 pedone del bianco · d2 pedone del bianco · f2 pedone del bianco · g2 pedone del bianco · h2 pedone del bianco · a1 torre del bianco · b1 cavallo del bianco · c1 alfiere del bianco · d1 donna del bianco · e1 re del bianco · g1 cavallo del bianco · h1 torre del bianco | a8 torre del nero · b8 cavallo del nero · c8 alfiere del nero · d8 donna del nero · e8 re del nero · f8 alfiere del nero · g8 cavallo del nero · h8 torre del nero · a7 pedone del nero · b7 pedone del nero · f7 pedone del nero · g7 pedone del nero · h7 pedone del nero · c6 pedone del nero · e6 pedone del nero · e4 pedone del bianco · a2 pedone del bianco · b2 pedone del bianco · c2 pedone del bianco · d2 pedone del bianco · f2 pedone del bianco · g2 pedone del bianco · h2 pedone del bianco · a1 torre del bianco · b1 cavallo del bianco · c1 alfiere del bianco · d1 donna del bianco · e1 re del bianco · g1 cavallo del bianco · h1 torre del bianco | a8 torre del nero · b8 cavallo del nero · c8 alfiere del nero · d8 donna del nero · e8 re del nero · f8 alfiere del nero · g8 cavallo del nero · h8 torre del nero · a7 pedone del nero · b7 pedone del nero · f7 pedone del nero · g7 pedone del nero · h7 pedone del nero · c6 pedone del nero · e6 pedone del nero · e4 pedone del bianco · a2 pedone del bianco · b2 pedone del bianco · c2 pedone del bianco · d2 pedone del bianco · f2 pedone del bianco · g2 pedone del bianco · h2 pedone del bianco · a1 torre del bianco · b1 cavallo del bianco · c1 alfiere del bianco · d1 donna del bianco · e1 re del bianco · g1 cavallo del bianco · h1 torre del bianco | a8 torre del nero · b8 cavallo del nero · c8 alfiere del nero · d8 donna del nero · e8 re del nero · f8 alfiere del nero · g8 cavallo del nero · h8 torre del nero · a7 pedone del nero · b7 pedone del nero · f7 pedone del nero · g7 pedone del nero · h7 pedone del nero · c6 pedone del nero · e6 pedone del nero · e4 pedone del bianco · a2 pedone del bianco · b2 pedone del bianco · c2 pedone del bianco · d2 pedone del bianco · f2 pedone del bianco · g2 pedone del bianco · h2 pedone del bianco · a1 torre del bianco · b1 cavallo del bianco · c1 alfiere del bianco · d1 donna del bianco · e1 re del bianco · g1 cavallo del bianco · h1 torre del bianco | a8 torre del nero · b8 cavallo del nero · c8 alfiere del nero · d8 donna del nero · e8 re del nero · f8 alfiere del nero · g8 cavallo del nero · h8 torre del nero · a7 pedone del nero · b7 pedone del nero · f7 pedone del nero · g7 pedone del nero · h7 pedone del nero · c6 pedone del nero · e6 pedone del nero · e4 pedone del bianco · a2 pedone del bianco · b2 pedone del bianco · c2 pedone del bianco · d2 pedone del bianco · f2 pedone del bianco · g2 pedone del bianco · h2 pedone del bianco · a1 torre del bianco · b1 cavallo del bianco · c1 alfiere del bianco · d1 donna del bianco · e1 re del bianco · g1 cavallo del bianco · h1 torre del bianco | a8 torre del nero · b8 cavallo del nero · c8 alfiere del nero · d8 donna del nero · e8 re del nero · f8 alfiere del nero · g8 cavallo del nero · h8 torre del nero · a7 pedone del nero · b7 pedone del nero · f7 pedone del nero · g7 pedone del nero · h7 pedone del nero · c6 pedone del nero · e6 pedone del nero · e4 pedone del bianco · a2 pedone del bianco · b2 pedone del bianco · c2 pedone del bianco · d2 pedone del bianco · f2 pedone del bianco · g2 pedone del bianco · h2 pedone del bianco · a1 torre del bianco · b1 cavallo del bianco · c1 alfiere del bianco · d1 donna del bianco · e1 re del bianco · g1 cavallo del bianco · h1 torre del bianco | a8 torre del nero · b8 cavallo del nero · c8 alfiere del nero · d8 donna del nero · e8 re del nero · f8 alfiere del nero · g8 cavallo del nero · h8 torre del nero · a7 pedone del nero · b7 pedone del nero · f7 pedone del nero · g7 pedone del nero · h7 pedone del nero · c6 pedone del nero · e6 pedone del nero · e4 pedone del bianco · a2 pedone del bianco · b2 pedone del bianco · c2 pedone del bianco · d2 pedone del bianco · f2 pedone del bianco · g2 pedone del bianco · h2 pedone del bianco · a1 torre del bianco · b1 cavallo del bianco · c1 alfiere del bianco · d1 donna del bianco · e1 re del bianco · g1 cavallo del bianco · h1 torre del bianco | a8 torre del nero · b8 cavallo del nero · c8 alfiere del nero · d8 donna del nero · e8 re del nero · f8 alfiere del nero · g8 cavallo del nero · h8 torre del nero · a7 pedone del nero · b7 pedone del nero · f7 pedone del nero · g7 pedone del nero · h7 pedone del nero · c6 pedone del nero · e6 pedone del nero · e4 pedone del bianco · a2 pedone del bianco · b2 pedone del bianco · c2 pedone del bianco · d2 pedone del bianco · f2 pedone del bianco · g2 pedone del bianco · h2 pedone del bianco · a1 torre del bianco · b1 cavallo del bianco · c1 alfiere del bianco · d1 donna del bianco · e1 re del bianco · g1 cavallo del bianco · h1 torre del bianco | 7 |
| 6 | a8 torre del nero · b8 cavallo del nero · c8 alfiere del nero · d8 donna del nero · e8 re del nero · f8 alfiere del nero · g8 cavallo del nero · h8 torre del nero · a7 pedone del nero · b7 pedone del nero · f7 pedone del nero · g7 pedone del nero · h7 pedone del nero · c6 pedone del nero · e6 pedone del nero · e4 pedone del bianco · a2 pedone del bianco · b2 pedone del bianco · c2 pedone del bianco · d2 pedone del bianco · f2 pedone del bianco · g2 pedone del bianco · h2 pedone del bianco · a1 torre del bianco · b1 cavallo del bianco · c1 alfiere del bianco · d1 donna del bianco · e1 re del bianco · g1 cavallo del bianco · h1 torre del bianco | a8 torre del nero · b8 cavallo del nero · c8 alfiere del nero · d8 donna del nero · e8 re del nero · f8 alfiere del nero · g8 cavallo del nero · h8 torre del nero · a7 pedone del nero · b7 pedone del nero · f7 pedone del nero · g7 pedone del nero · h7 pedone del nero · c6 pedone del nero · e6 pedone del nero · e4 pedone del bianco · a2 pedone del bianco · b2 pedone del bianco · c2 pedone del bianco · d2 pedone del bianco · f2 pedone del bianco · g2 pedone del bianco · h2 pedone del bianco · a1 torre del bianco · b1 cavallo del bianco · c1 alfiere del bianco · d1 donna del bianco · e1 re del bianco · g1 cavallo del bianco · h1 torre del bianco | a8 torre del nero · b8 cavallo del nero · c8 alfiere del nero · d8 donna del nero · e8 re del nero · f8 alfiere del nero · g8 cavallo del nero · h8 torre del nero · a7 pedone del nero · b7 pedone del nero · f7 pedone del nero · g7 pedone del nero · h7 pedone del nero · c6 pedone del nero · e6 pedone del nero · e4 pedone del bianco · a2 pedone del bianco · b2 pedone del bianco · c2 pedone del bianco · d2 pedone del bianco · f2 pedone del bianco · g2 pedone del bianco · h2 pedone del bianco · a1 torre del bianco · b1 cavallo del bianco · c1 alfiere del bianco · d1 donna del bianco · e1 re del bianco · g1 cavallo del bianco · h1 torre del bianco | a8 torre del nero · b8 cavallo del nero · c8 alfiere del nero · d8 donna del nero · e8 re del nero · f8 alfiere del nero · g8 cavallo del nero · h8 torre del nero · a7 pedone del nero · b7 pedone del nero · f7 pedone del nero · g7 pedone del nero · h7 pedone del nero · c6 pedone del nero · e6 pedone del nero · e4 pedone del bianco · a2 pedone del bianco · b2 pedone del bianco · c2 pedone del bianco · d2 pedone del bianco · f2 pedone del bianco · g2 pedone del bianco · h2 pedone del bianco · a1 torre del bianco · b1 cavallo del bianco · c1 alfiere del bianco · d1 donna del bianco · e1 re del bianco · g1 cavallo del bianco · h1 torre del bianco | a8 torre del nero · b8 cavallo del nero · c8 alfiere del nero · d8 donna del nero · e8 re del nero · f8 alfiere del nero · g8 cavallo del nero · h8 torre del nero · a7 pedone del nero · b7 pedone del nero · f7 pedone del nero · g7 pedone del nero · h7 pedone del nero · c6 pedone del nero · e6 pedone del nero · e4 pedone del bianco · a2 pedone del bianco · b2 pedone del bianco · c2 pedone del bianco · d2 pedone del bianco · f2 pedone del bianco · g2 pedone del bianco · h2 pedone del bianco · a1 torre del bianco · b1 cavallo del bianco · c1 alfiere del bianco · d1 donna del bianco · e1 re del bianco · g1 cavallo del bianco · h1 torre del bianco | a8 torre del nero · b8 cavallo del nero · c8 alfiere del nero · d8 donna del nero · e8 re del nero · f8 alfiere del nero · g8 cavallo del nero · h8 torre del nero · a7 pedone del nero · b7 pedone del nero · f7 pedone del nero · g7 pedone del nero · h7 pedone del nero · c6 pedone del nero · e6 pedone del nero · e4 pedone del bianco · a2 pedone del bianco · b2 pedone del bianco · c2 pedone del bianco · d2 pedone del bianco · f2 pedone del bianco · g2 pedone del bianco · h2 pedone del bianco · a1 torre del bianco · b1 cavallo del bianco · c1 alfiere del bianco · d1 donna del bianco · e1 re del bianco · g1 cavallo del bianco · h1 torre del bianco | a8 torre del nero · b8 cavallo del nero · c8 alfiere del nero · d8 donna del nero · e8 re del nero · f8 alfiere del nero · g8 cavallo del nero · h8 torre del nero · a7 pedone del nero · b7 pedone del nero · f7 pedone del nero · g7 pedone del nero · h7 pedone del nero · c6 pedone del nero · e6 pedone del nero · e4 pedone del bianco · a2 pedone del bianco · b2 pedone del bianco · c2 pedone del bianco · d2 pedone del bianco · f2 pedone del bianco · g2 pedone del bianco · h2 pedone del bianco · a1 torre del bianco · b1 cavallo del bianco · c1 alfiere del bianco · d1 donna del bianco · e1 re del bianco · g1 cavallo del bianco · h1 torre del bianco | a8 torre del nero · b8 cavallo del nero · c8 alfiere del nero · d8 donna del nero · e8 re del nero · f8 alfiere del nero · g8 cavallo del nero · h8 torre del nero · a7 pedone del nero · b7 pedone del nero · f7 pedone del nero · g7 pedone del nero · h7 pedone del nero · c6 pedone del nero · e6 pedone del nero · e4 pedone del bianco · a2 pedone del bianco · b2 pedone del bianco · c2 pedone del bianco · d2 pedone del bianco · f2 pedone del bianco · g2 pedone del bianco · h2 pedone del bianco · a1 torre del bianco · b1 cavallo del bianco · c1 alfiere del bianco · d1 donna del bianco · e1 re del bianco · g1 cavallo del bianco · h1 torre del bianco | 6 |
| 5 | a8 torre del nero · b8 cavallo del nero · c8 alfiere del nero · d8 donna del nero · e8 re del nero · f8 alfiere del nero · g8 cavallo del nero · h8 torre del nero · a7 pedone del nero · b7 pedone del nero · f7 pedone del nero · g7 pedone del nero · h7 pedone del nero · c6 pedone del nero · e6 pedone del nero · e4 pedone del bianco · a2 pedone del bianco · b2 pedone del bianco · c2 pedone del bianco · d2 pedone del bianco · f2 pedone del bianco · g2 pedone del bianco · h2 pedone del bianco · a1 torre del bianco · b1 cavallo del bianco · c1 alfiere del bianco · d1 donna del bianco · e1 re del bianco · g1 cavallo del bianco · h1 torre del bianco | a8 torre del nero · b8 cavallo del nero · c8 alfiere del nero · d8 donna del nero · e8 re del nero · f8 alfiere del nero · g8 cavallo del nero · h8 torre del nero · a7 pedone del nero · b7 pedone del nero · f7 pedone del nero · g7 pedone del nero · h7 pedone del nero · c6 pedone del nero · e6 pedone del nero · e4 pedone del bianco · a2 pedone del bianco · b2 pedone del bianco · c2 pedone del bianco · d2 pedone del bianco · f2 pedone del bianco · g2 pedone del bianco · h2 pedone del bianco · a1 torre del bianco · b1 cavallo del bianco · c1 alfiere del bianco · d1 donna del bianco · e1 re del bianco · g1 cavallo del bianco · h1 torre del bianco | a8 torre del nero · b8 cavallo del nero · c8 alfiere del nero · d8 donna del nero · e8 re del nero · f8 alfiere del nero · g8 cavallo del nero · h8 torre del nero · a7 pedone del nero · b7 pedone del nero · f7 pedone del nero · g7 pedone del nero · h7 pedone del nero · c6 pedone del nero · e6 pedone del nero · e4 pedone del bianco · a2 pedone del bianco · b2 pedone del bianco · c2 pedone del bianco · d2 pedone del bianco · f2 pedone del bianco · g2 pedone del bianco · h2 pedone del bianco · a1 torre del bianco · b1 cavallo del bianco · c1 alfiere del bianco · d1 donna del bianco · e1 re del bianco · g1 cavallo del bianco · h1 torre del bianco | a8 torre del nero · b8 cavallo del nero · c8 alfiere del nero · d8 donna del nero · e8 re del nero · f8 alfiere del nero · g8 cavallo del nero · h8 torre del nero · a7 pedone del nero · b7 pedone del nero · f7 pedone del nero · g7 pedone del nero · h7 pedone del nero · c6 pedone del nero · e6 pedone del nero · e4 pedone del bianco · a2 pedone del bianco · b2 pedone del bianco · c2 pedone del bianco · d2 pedone del bianco · f2 pedone del bianco · g2 pedone del bianco · h2 pedone del bianco · a1 torre del bianco · b1 cavallo del bianco · c1 alfiere del bianco · d1 donna del bianco · e1 re del bianco · g1 cavallo del bianco · h1 torre del bianco | a8 torre del nero · b8 cavallo del nero · c8 alfiere del nero · d8 donna del nero · e8 re del nero · f8 alfiere del nero · g8 cavallo del nero · h8 torre del nero · a7 pedone del nero · b7 pedone del nero · f7 pedone del nero · g7 pedone del nero · h7 pedone del nero · c6 pedone del nero · e6 pedone del nero · e4 pedone del bianco · a2 pedone del bianco · b2 pedone del bianco · c2 pedone del bianco · d2 pedone del bianco · f2 pedone del bianco · g2 pedone del bianco · h2 pedone del bianco · a1 torre del bianco · b1 cavallo del bianco · c1 alfiere del bianco · d1 donna del bianco · e1 re del bianco · g1 cavallo del bianco · h1 torre del bianco | a8 torre del nero · b8 cavallo del nero · c8 alfiere del nero · d8 donna del nero · e8 re del nero · f8 alfiere del nero · g8 cavallo del nero · h8 torre del nero · a7 pedone del nero · b7 pedone del nero · f7 pedone del nero · g7 pedone del nero · h7 pedone del nero · c6 pedone del nero · e6 pedone del nero · e4 pedone del bianco · a2 pedone del bianco · b2 pedone del bianco · c2 pedone del bianco · d2 pedone del bianco · f2 pedone del bianco · g2 pedone del bianco · h2 pedone del bianco · a1 torre del bianco · b1 cavallo del bianco · c1 alfiere del bianco · d1 donna del bianco · e1 re del bianco · g1 cavallo del bianco · h1 torre del bianco | a8 torre del nero · b8 cavallo del nero · c8 alfiere del nero · d8 donna del nero · e8 re del nero · f8 alfiere del nero · g8 cavallo del nero · h8 torre del nero · a7 pedone del nero · b7 pedone del nero · f7 pedone del nero · g7 pedone del nero · h7 pedone del nero · c6 pedone del nero · e6 pedone del nero · e4 pedone del bianco · a2 pedone del bianco · b2 pedone del bianco · c2 pedone del bianco · d2 pedone del bianco · f2 pedone del bianco · g2 pedone del bianco · h2 pedone del bianco · a1 torre del bianco · b1 cavallo del bianco · c1 alfiere del bianco · d1 donna del bianco · e1 re del bianco · g1 cavallo del bianco · h1 torre del bianco | a8 torre del nero · b8 cavallo del nero · c8 alfiere del nero · d8 donna del nero · e8 re del nero · f8 alfiere del nero · g8 cavallo del nero · h8 torre del nero · a7 pedone del nero · b7 pedone del nero · f7 pedone del nero · g7 pedone del nero · h7 pedone del nero · c6 pedone del nero · e6 pedone del nero · e4 pedone del bianco · a2 pedone del bianco · b2 pedone del bianco · c2 pedone del bianco · d2 pedone del bianco · f2 pedone del bianco · g2 pedone del bianco · h2 pedone del bianco · a1 torre del bianco · b1 cavallo del bianco · c1 alfiere del bianco · d1 donna del bianco · e1 re del bianco · g1 cavallo del bianco · h1 torre del bianco | 5 |
| 4 | a8 torre del nero · b8 cavallo del nero · c8 alfiere del nero · d8 donna del nero · e8 re del nero · f8 alfiere del nero · g8 cavallo del nero · h8 torre del nero · a7 pedone del nero · b7 pedone del nero · f7 pedone del nero · g7 pedone del nero · h7 pedone del nero · c6 pedone del nero · e6 pedone del nero · e4 pedone del bianco · a2 pedone del bianco · b2 pedone del bianco · c2 pedone del bianco · d2 pedone del bianco · f2 pedone del bianco · g2 pedone del bianco · h2 pedone del bianco · a1 torre del bianco · b1 cavallo del bianco · c1 alfiere del bianco · d1 donna del bianco · e1 re del bianco · g1 cavallo del bianco · h1 torre del bianco | a8 torre del nero · b8 cavallo del nero · c8 alfiere del nero · d8 donna del nero · e8 re del nero · f8 alfiere del nero · g8 cavallo del nero · h8 torre del nero · a7 pedone del nero · b7 pedone del nero · f7 pedone del nero · g7 pedone del nero · h7 pedone del nero · c6 pedone del nero · e6 pedone del nero · e4 pedone del bianco · a2 pedone del bianco · b2 pedone del bianco · c2 pedone del bianco · d2 pedone del bianco · f2 pedone del bianco · g2 pedone del bianco · h2 pedone del bianco · a1 torre del bianco · b1 cavallo del bianco · c1 alfiere del bianco · d1 donna del bianco · e1 re del bianco · g1 cavallo del bianco · h1 torre del bianco | a8 torre del nero · b8 cavallo del nero · c8 alfiere del nero · d8 donna del nero · e8 re del nero · f8 alfiere del nero · g8 cavallo del nero · h8 torre del nero · a7 pedone del nero · b7 pedone del nero · f7 pedone del nero · g7 pedone del nero · h7 pedone del nero · c6 pedone del nero · e6 pedone del nero · e4 pedone del bianco · a2 pedone del bianco · b2 pedone del bianco · c2 pedone del bianco · d2 pedone del bianco · f2 pedone del bianco · g2 pedone del bianco · h2 pedone del bianco · a1 torre del bianco · b1 cavallo del bianco · c1 alfiere del bianco · d1 donna del bianco · e1 re del bianco · g1 cavallo del bianco · h1 torre del bianco | a8 torre del nero · b8 cavallo del nero · c8 alfiere del nero · d8 donna del nero · e8 re del nero · f8 alfiere del nero · g8 cavallo del nero · h8 torre del nero · a7 pedone del nero · b7 pedone del nero · f7 pedone del nero · g7 pedone del nero · h7 pedone del nero · c6 pedone del nero · e6 pedone del nero · e4 pedone del bianco · a2 pedone del bianco · b2 pedone del bianco · c2 pedone del bianco · d2 pedone del bianco · f2 pedone del bianco · g2 pedone del bianco · h2 pedone del bianco · a1 torre del bianco · b1 cavallo del bianco · c1 alfiere del bianco · d1 donna del bianco · e1 re del bianco · g1 cavallo del bianco · h1 torre del bianco | a8 torre del nero · b8 cavallo del nero · c8 alfiere del nero · d8 donna del nero · e8 re del nero · f8 alfiere del nero · g8 cavallo del nero · h8 torre del nero · a7 pedone del nero · b7 pedone del nero · f7 pedone del nero · g7 pedone del nero · h7 pedone del nero · c6 pedone del nero · e6 pedone del nero · e4 pedone del bianco · a2 pedone del bianco · b2 pedone del bianco · c2 pedone del bianco · d2 pedone del bianco · f2 pedone del bianco · g2 pedone del bianco · h2 pedone del bianco · a1 torre del bianco · b1 cavallo del bianco · c1 alfiere del bianco · d1 donna del bianco · e1 re del bianco · g1 cavallo del bianco · h1 torre del bianco | a8 torre del nero · b8 cavallo del nero · c8 alfiere del nero · d8 donna del nero · e8 re del nero · f8 alfiere del nero · g8 cavallo del nero · h8 torre del nero · a7 pedone del nero · b7 pedone del nero · f7 pedone del nero · g7 pedone del nero · h7 pedone del nero · c6 pedone del nero · e6 pedone del nero · e4 pedone del bianco · a2 pedone del bianco · b2 pedone del bianco · c2 pedone del bianco · d2 pedone del bianco · f2 pedone del bianco · g2 pedone del bianco · h2 pedone del bianco · a1 torre del bianco · b1 cavallo del bianco · c1 alfiere del bianco · d1 donna del bianco · e1 re del bianco · g1 cavallo del bianco · h1 torre del bianco | a8 torre del nero · b8 cavallo del nero · c8 alfiere del nero · d8 donna del nero · e8 re del nero · f8 alfiere del nero · g8 cavallo del nero · h8 torre del nero · a7 pedone del nero · b7 pedone del nero · f7 pedone del nero · g7 pedone del nero · h7 pedone del nero · c6 pedone del nero · e6 pedone del nero · e4 pedone del bianco · a2 pedone del bianco · b2 pedone del bianco · c2 pedone del bianco · d2 pedone del bianco · f2 pedone del bianco · g2 pedone del bianco · h2 pedone del bianco · a1 torre del bianco · b1 cavallo del bianco · c1 alfiere del bianco · d1 donna del bianco · e1 re del bianco · g1 cavallo del bianco · h1 torre del bianco | a8 torre del nero · b8 cavallo del nero · c8 alfiere del nero · d8 donna del nero · e8 re del nero · f8 alfiere del nero · g8 cavallo del nero · h8 torre del nero · a7 pedone del nero · b7 pedone del nero · f7 pedone del nero · g7 pedone del nero · h7 pedone del nero · c6 pedone del nero · e6 pedone del nero · e4 pedone del bianco · a2 pedone del bianco · b2 pedone del bianco · c2 pedone del bianco · d2 pedone del bianco · f2 pedone del bianco · g2 pedone del bianco · h2 pedone del bianco · a1 torre del bianco · b1 cavallo del bianco · c1 alfiere del bianco · d1 donna del bianco · e1 re del bianco · g1 cavallo del bianco · h1 torre del bianco | 4 |
| 3 | a8 torre del nero · b8 cavallo del nero · c8 alfiere del nero · d8 donna del nero · e8 re del nero · f8 alfiere del nero · g8 cavallo del nero · h8 torre del nero · a7 pedone del nero · b7 pedone del nero · f7 pedone del nero · g7 pedone del nero · h7 pedone del nero · c6 pedone del nero · e6 pedone del nero · e4 pedone del bianco · a2 pedone del bianco · b2 pedone del bianco · c2 pedone del bianco · d2 pedone del bianco · f2 pedone del bianco · g2 pedone del bianco · h2 pedone del bianco · a1 torre del bianco · b1 cavallo del bianco · c1 alfiere del bianco · d1 donna del bianco · e1 re del bianco · g1 cavallo del bianco · h1 torre del bianco | a8 torre del nero · b8 cavallo del nero · c8 alfiere del nero · d8 donna del nero · e8 re del nero · f8 alfiere del nero · g8 cavallo del nero · h8 torre del nero · a7 pedone del nero · b7 pedone del nero · f7 pedone del nero · g7 pedone del nero · h7 pedone del nero · c6 pedone del nero · e6 pedone del nero · e4 pedone del bianco · a2 pedone del bianco · b2 pedone del bianco · c2 pedone del bianco · d2 pedone del bianco · f2 pedone del bianco · g2 pedone del bianco · h2 pedone del bianco · a1 torre del bianco · b1 cavallo del bianco · c1 alfiere del bianco · d1 donna del bianco · e1 re del bianco · g1 cavallo del bianco · h1 torre del bianco | a8 torre del nero · b8 cavallo del nero · c8 alfiere del nero · d8 donna del nero · e8 re del nero · f8 alfiere del nero · g8 cavallo del nero · h8 torre del nero · a7 pedone del nero · b7 pedone del nero · f7 pedone del nero · g7 pedone del nero · h7 pedone del nero · c6 pedone del nero · e6 pedone del nero · e4 pedone del bianco · a2 pedone del bianco · b2 pedone del bianco · c2 pedone del bianco · d2 pedone del bianco · f2 pedone del bianco · g2 pedone del bianco · h2 pedone del bianco · a1 torre del bianco · b1 cavallo del bianco · c1 alfiere del bianco · d1 donna del bianco · e1 re del bianco · g1 cavallo del bianco · h1 torre del bianco | a8 torre del nero · b8 cavallo del nero · c8 alfiere del nero · d8 donna del nero · e8 re del nero · f8 alfiere del nero · g8 cavallo del nero · h8 torre del nero · a7 pedone del nero · b7 pedone del nero · f7 pedone del nero · g7 pedone del nero · h7 pedone del nero · c6 pedone del nero · e6 pedone del nero · e4 pedone del bianco · a2 pedone del bianco · b2 pedone del bianco · c2 pedone del bianco · d2 pedone del bianco · f2 pedone del bianco · g2 pedone del bianco · h2 pedone del bianco · a1 torre del bianco · b1 cavallo del bianco · c1 alfiere del bianco · d1 donna del bianco · e1 re del bianco · g1 cavallo del bianco · h1 torre del bianco | a8 torre del nero · b8 cavallo del nero · c8 alfiere del nero · d8 donna del nero · e8 re del nero · f8 alfiere del nero · g8 cavallo del nero · h8 torre del nero · a7 pedone del nero · b7 pedone del nero · f7 pedone del nero · g7 pedone del nero · h7 pedone del nero · c6 pedone del nero · e6 pedone del nero · e4 pedone del bianco · a2 pedone del bianco · b2 pedone del bianco · c2 pedone del bianco · d2 pedone del bianco · f2 pedone del bianco · g2 pedone del bianco · h2 pedone del bianco · a1 torre del bianco · b1 cavallo del bianco · c1 alfiere del bianco · d1 donna del bianco · e1 re del bianco · g1 cavallo del bianco · h1 torre del bianco | a8 torre del nero · b8 cavallo del nero · c8 alfiere del nero · d8 donna del nero · e8 re del nero · f8 alfiere del nero · g8 cavallo del nero · h8 torre del nero · a7 pedone del nero · b7 pedone del nero · f7 pedone del nero · g7 pedone del nero · h7 pedone del nero · c6 pedone del nero · e6 pedone del nero · e4 pedone del bianco · a2 pedone del bianco · b2 pedone del bianco · c2 pedone del bianco · d2 pedone del bianco · f2 pedone del bianco · g2 pedone del bianco · h2 pedone del bianco · a1 torre del bianco · b1 cavallo del bianco · c1 alfiere del bianco · d1 donna del bianco · e1 re del bianco · g1 cavallo del bianco · h1 torre del bianco | a8 torre del nero · b8 cavallo del nero · c8 alfiere del nero · d8 donna del nero · e8 re del nero · f8 alfiere del nero · g8 cavallo del nero · h8 torre del nero · a7 pedone del nero · b7 pedone del nero · f7 pedone del nero · g7 pedone del nero · h7 pedone del nero · c6 pedone del nero · e6 pedone del nero · e4 pedone del bianco · a2 pedone del bianco · b2 pedone del bianco · c2 pedone del bianco · d2 pedone del bianco · f2 pedone del bianco · g2 pedone del bianco · h2 pedone del bianco · a1 torre del bianco · b1 cavallo del bianco · c1 alfiere del bianco · d1 donna del bianco · e1 re del bianco · g1 cavallo del bianco · h1 torre del bianco | a8 torre del nero · b8 cavallo del nero · c8 alfiere del nero · d8 donna del nero · e8 re del nero · f8 alfiere del nero · g8 cavallo del nero · h8 torre del nero · a7 pedone del nero · b7 pedone del nero · f7 pedone del nero · g7 pedone del nero · h7 pedone del nero · c6 pedone del nero · e6 pedone del nero · e4 pedone del bianco · a2 pedone del bianco · b2 pedone del bianco · c2 pedone del bianco · d2 pedone del bianco · f2 pedone del bianco · g2 pedone del bianco · h2 pedone del bianco · a1 torre del bianco · b1 cavallo del bianco · c1 alfiere del bianco · d1 donna del bianco · e1 re del bianco · g1 cavallo del bianco · h1 torre del bianco | 3 |
| 2 | a8 torre del nero · b8 cavallo del nero · c8 alfiere del nero · d8 donna del nero · e8 re del nero · f8 alfiere del nero · g8 cavallo del nero · h8 torre del nero · a7 pedone del nero · b7 pedone del nero · f7 pedone del nero · g7 pedone del nero · h7 pedone del nero · c6 pedone del nero · e6 pedone del nero · e4 pedone del bianco · a2 pedone del bianco · b2 pedone del bianco · c2 pedone del bianco · d2 pedone del bianco · f2 pedone del bianco · g2 pedone del bianco · h2 pedone del bianco · a1 torre del bianco · b1 cavallo del bianco · c1 alfiere del bianco · d1 donna del bianco · e1 re del bianco · g1 cavallo del bianco · h1 torre del bianco | a8 torre del nero · b8 cavallo del nero · c8 alfiere del nero · d8 donna del nero · e8 re del nero · f8 alfiere del nero · g8 cavallo del nero · h8 torre del nero · a7 pedone del nero · b7 pedone del nero · f7 pedone del nero · g7 pedone del nero · h7 pedone del nero · c6 pedone del nero · e6 pedone del nero · e4 pedone del bianco · a2 pedone del bianco · b2 pedone del bianco · c2 pedone del bianco · d2 pedone del bianco · f2 pedone del bianco · g2 pedone del bianco · h2 pedone del bianco · a1 torre del bianco · b1 cavallo del bianco · c1 alfiere del bianco · d1 donna del bianco · e1 re del bianco · g1 cavallo del bianco · h1 torre del bianco | a8 torre del nero · b8 cavallo del nero · c8 alfiere del nero · d8 donna del nero · e8 re del nero · f8 alfiere del nero · g8 cavallo del nero · h8 torre del nero · a7 pedone del nero · b7 pedone del nero · f7 pedone del nero · g7 pedone del nero · h7 pedone del nero · c6 pedone del nero · e6 pedone del nero · e4 pedone del bianco · a2 pedone del bianco · b2 pedone del bianco · c2 pedone del bianco · d2 pedone del bianco · f2 pedone del bianco · g2 pedone del bianco · h2 pedone del bianco · a1 torre del bianco · b1 cavallo del bianco · c1 alfiere del bianco · d1 donna del bianco · e1 re del bianco · g1 cavallo del bianco · h1 torre del bianco | a8 torre del nero · b8 cavallo del nero · c8 alfiere del nero · d8 donna del nero · e8 re del nero · f8 alfiere del nero · g8 cavallo del nero · h8 torre del nero · a7 pedone del nero · b7 pedone del nero · f7 pedone del nero · g7 pedone del nero · h7 pedone del nero · c6 pedone del nero · e6 pedone del nero · e4 pedone del bianco · a2 pedone del bianco · b2 pedone del bianco · c2 pedone del bianco · d2 pedone del bianco · f2 pedone del bianco · g2 pedone del bianco · h2 pedone del bianco · a1 torre del bianco · b1 cavallo del bianco · c1 alfiere del bianco · d1 donna del bianco · e1 re del bianco · g1 cavallo del bianco · h1 torre del bianco | a8 torre del nero · b8 cavallo del nero · c8 alfiere del nero · d8 donna del nero · e8 re del nero · f8 alfiere del nero · g8 cavallo del nero · h8 torre del nero · a7 pedone del nero · b7 pedone del nero · f7 pedone del nero · g7 pedone del nero · h7 pedone del nero · c6 pedone del nero · e6 pedone del nero · e4 pedone del bianco · a2 pedone del bianco · b2 pedone del bianco · c2 pedone del bianco · d2 pedone del bianco · f2 pedone del bianco · g2 pedone del bianco · h2 pedone del bianco · a1 torre del bianco · b1 cavallo del bianco · c1 alfiere del bianco · d1 donna del bianco · e1 re del bianco · g1 cavallo del bianco · h1 torre del bianco | a8 torre del nero · b8 cavallo del nero · c8 alfiere del nero · d8 donna del nero · e8 re del nero · f8 alfiere del nero · g8 cavallo del nero · h8 torre del nero · a7 pedone del nero · b7 pedone del nero · f7 pedone del nero · g7 pedone del nero · h7 pedone del nero · c6 pedone del nero · e6 pedone del nero · e4 pedone del bianco · a2 pedone del bianco · b2 pedone del bianco · c2 pedone del bianco · d2 pedone del bianco · f2 pedone del bianco · g2 pedone del bianco · h2 pedone del bianco · a1 torre del bianco · b1 cavallo del bianco · c1 alfiere del bianco · d1 donna del bianco · e1 re del bianco · g1 cavallo del bianco · h1 torre del bianco | a8 torre del nero · b8 cavallo del nero · c8 alfiere del nero · d8 donna del nero · e8 re del nero · f8 alfiere del nero · g8 cavallo del nero · h8 torre del nero · a7 pedone del nero · b7 pedone del nero · f7 pedone del nero · g7 pedone del nero · h7 pedone del nero · c6 pedone del nero · e6 pedone del nero · e4 pedone del bianco · a2 pedone del bianco · b2 pedone del bianco · c2 pedone del bianco · d2 pedone del bianco · f2 pedone del bianco · g2 pedone del bianco · h2 pedone del bianco · a1 torre del bianco · b1 cavallo del bianco · c1 alfiere del bianco · d1 donna del bianco · e1 re del bianco · g1 cavallo del bianco · h1 torre del bianco | a8 torre del nero · b8 cavallo del nero · c8 alfiere del nero · d8 donna del nero · e8 re del nero · f8 alfiere del nero · g8 cavallo del nero · h8 torre del nero · a7 pedone del nero · b7 pedone del nero · f7 pedone del nero · g7 pedone del nero · h7 pedone del nero · c6 pedone del nero · e6 pedone del nero · e4 pedone del bianco · a2 pedone del bianco · b2 pedone del bianco · c2 pedone del bianco · d2 pedone del bianco · f2 pedone del bianco · g2 pedone del bianco · h2 pedone del bianco · a1 torre del bianco · b1 cavallo del bianco · c1 alfiere del bianco · d1 donna del bianco · e1 re del bianco · g1 cavallo del bianco · h1 torre del bianco | 2 |
| 1 | a8 torre del nero · b8 cavallo del nero · c8 alfiere del nero · d8 donna del nero · e8 re del nero · f8 alfiere del nero · g8 cavallo del nero · h8 torre del nero · a7 pedone del nero · b7 pedone del nero · f7 pedone del nero · g7 pedone del nero · h7 pedone del nero · c6 pedone del nero · e6 pedone del nero · e4 pedone del bianco · a2 pedone del bianco · b2 pedone del bianco · c2 pedone del bianco · d2 pedone del bianco · f2 pedone del bianco · g2 pedone del bianco · h2 pedone del bianco · a1 torre del bianco · b1 cavallo del bianco · c1 alfiere del bianco · d1 donna del bianco · e1 re del bianco · g1 cavallo del bianco · h1 torre del bianco | a8 torre del nero · b8 cavallo del nero · c8 alfiere del nero · d8 donna del nero · e8 re del nero · f8 alfiere del nero · g8 cavallo del nero · h8 torre del nero · a7 pedone del nero · b7 pedone del nero · f7 pedone del nero · g7 pedone del nero · h7 pedone del nero · c6 pedone del nero · e6 pedone del nero · e4 pedone del bianco · a2 pedone del bianco · b2 pedone del bianco · c2 pedone del bianco · d2 pedone del bianco · f2 pedone del bianco · g2 pedone del bianco · h2 pedone del bianco · a1 torre del bianco · b1 cavallo del bianco · c1 alfiere del bianco · d1 donna del bianco · e1 re del bianco · g1 cavallo del bianco · h1 torre del bianco | a8 torre del nero · b8 cavallo del nero · c8 alfiere del nero · d8 donna del nero · e8 re del nero · f8 alfiere del nero · g8 cavallo del nero · h8 torre del nero · a7 pedone del nero · b7 pedone del nero · f7 pedone del nero · g7 pedone del nero · h7 pedone del nero · c6 pedone del nero · e6 pedone del nero · e4 pedone del bianco · a2 pedone del bianco · b2 pedone del bianco · c2 pedone del bianco · d2 pedone del bianco · f2 pedone del bianco · g2 pedone del bianco · h2 pedone del bianco · a1 torre del bianco · b1 cavallo del bianco · c1 alfiere del bianco · d1 donna del bianco · e1 re del bianco · g1 cavallo del bianco · h1 torre del bianco | a8 torre del nero · b8 cavallo del nero · c8 alfiere del nero · d8 donna del nero · e8 re del nero · f8 alfiere del nero · g8 cavallo del nero · h8 torre del nero · a7 pedone del nero · b7 pedone del nero · f7 pedone del nero · g7 pedone del nero · h7 pedone del nero · c6 pedone del nero · e6 pedone del nero · e4 pedone del bianco · a2 pedone del bianco · b2 pedone del bianco · c2 pedone del bianco · d2 pedone del bianco · f2 pedone del bianco · g2 pedone del bianco · h2 pedone del bianco · a1 torre del bianco · b1 cavallo del bianco · c1 alfiere del bianco · d1 donna del bianco · e1 re del bianco · g1 cavallo del bianco · h1 torre del bianco | a8 torre del nero · b8 cavallo del nero · c8 alfiere del nero · d8 donna del nero · e8 re del nero · f8 alfiere del nero · g8 cavallo del nero · h8 torre del nero · a7 pedone del nero · b7 pedone del nero · f7 pedone del nero · g7 pedone del nero · h7 pedone del nero · c6 pedone del nero · e6 pedone del nero · e4 pedone del bianco · a2 pedone del bianco · b2 pedone del bianco · c2 pedone del bianco · d2 pedone del bianco · f2 pedone del bianco · g2 pedone del bianco · h2 pedone del bianco · a1 torre del bianco · b1 cavallo del bianco · c1 alfiere del bianco · d1 donna del bianco · e1 re del bianco · g1 cavallo del bianco · h1 torre del bianco | a8 torre del nero · b8 cavallo del nero · c8 alfiere del nero · d8 donna del nero · e8 re del nero · f8 alfiere del nero · g8 cavallo del nero · h8 torre del nero · a7 pedone del nero · b7 pedone del nero · f7 pedone del nero · g7 pedone del nero · h7 pedone del nero · c6 pedone del nero · e6 pedone del nero · e4 pedone del bianco · a2 pedone del bianco · b2 pedone del bianco · c2 pedone del bianco · d2 pedone del bianco · f2 pedone del bianco · g2 pedone del bianco · h2 pedone del bianco · a1 torre del bianco · b1 cavallo del bianco · c1 alfiere del bianco · d1 donna del bianco · e1 re del bianco · g1 cavallo del bianco · h1 torre del bianco | a8 torre del nero · b8 cavallo del nero · c8 alfiere del nero · d8 donna del nero · e8 re del nero · f8 alfiere del nero · g8 cavallo del nero · h8 torre del nero · a7 pedone del nero · b7 pedone del nero · f7 pedone del nero · g7 pedone del nero · h7 pedone del nero · c6 pedone del nero · e6 pedone del nero · e4 pedone del bianco · a2 pedone del bianco · b2 pedone del bianco · c2 pedone del bianco · d2 pedone del bianco · f2 pedone del bianco · g2 pedone del bianco · h2 pedone del bianco · a1 torre del bianco · b1 cavallo del bianco · c1 alfiere del bianco · d1 donna del bianco · e1 re del bianco · g1 cavallo del bianco · h1 torre del bianco | a8 torre del nero · b8 cavallo del nero · c8 alfiere del nero · d8 donna del nero · e8 re del nero · f8 alfiere del nero · g8 cavallo del nero · h8 torre del nero · a7 pedone del nero · b7 pedone del nero · f7 pedone del nero · g7 pedone del nero · h7 pedone del nero · c6 pedone del nero · e6 pedone del nero · e4 pedone del bianco · a2 pedone del bianco · b2 pedone del bianco · c2 pedone del bianco · d2 pedone del bianco · f2 pedone del bianco · g2 pedone del bianco · h2 pedone del bianco · a1 torre del bianco · b1 cavallo del bianco · c1 alfiere del bianco · d1 donna del bianco · e1 re del bianco · g1 cavallo del bianco · h1 torre del bianco | 1 |
|   | a | b | c | d | e | f | g | h |   |

Il diagramma (6) mostra un problema di analisi retrograda, comunemente chiamato "retro". Richiede di arrivare alla posizione del diagramma in esattamente quattro mosse. Arrivarci in tre mosse è banale:

1. e4 e6  2. Ac4 c6  3. Axe6 dxe6.
Come fare a perdere un tempo sia per il bianco sia per il nero? La cosa sembra facile per il bianco (potrebbe giocare e2-e3 e e3-e4 o arrivare in c4 in due mosse ecc.), ma impossibile per il nero. 
In effetti la soluzione è semplicemente diabolica:
1. e4 e6  2. Ab5 Re7!  3. Axd7 c6  4. Ae8 Rxe8!. Un problema molto difficile da risolvere!
|   | a                                                                            | b                                                                            | c                                                                            | d                                                                            | e                                                                            | f                                                                            | g                                                                            | h                                                                            |   |
| 8 | b6 re del bianco · c6 pedone del bianco · d5 torre del nero · a1 re del nero | b6 re del bianco · c6 pedone del bianco · d5 torre del nero · a1 re del nero | b6 re del bianco · c6 pedone del bianco · d5 torre del nero · a1 re del nero | b6 re del bianco · c6 pedone del bianco · d5 torre del nero · a1 re del nero | b6 re del bianco · c6 pedone del bianco · d5 torre del nero · a1 re del nero | b6 re del bianco · c6 pedone del bianco · d5 torre del nero · a1 re del nero | b6 re del bianco · c6 pedone del bianco · d5 torre del nero · a1 re del nero | b6 re del bianco · c6 pedone del bianco · d5 torre del nero · a1 re del nero | 8 |
| 7 | b6 re del bianco · c6 pedone del bianco · d5 torre del nero · a1 re del nero | b6 re del bianco · c6 pedone del bianco · d5 torre del nero · a1 re del nero | b6 re del bianco · c6 pedone del bianco · d5 torre del nero · a1 re del nero | b6 re del bianco · c6 pedone del bianco · d5 torre del nero · a1 re del nero | b6 re del bianco · c6 pedone del bianco · d5 torre del nero · a1 re del nero | b6 re del bianco · c6 pedone del bianco · d5 torre del nero · a1 re del nero | b6 re del bianco · c6 pedone del bianco · d5 torre del nero · a1 re del nero | b6 re del bianco · c6 pedone del bianco · d5 torre del nero · a1 re del nero | 7 |
| 6 | b6 re del bianco · c6 pedone del bianco · d5 torre del nero · a1 re del nero | b6 re del bianco · c6 pedone del bianco · d5 torre del nero · a1 re del nero | b6 re del bianco · c6 pedone del bianco · d5 torre del nero · a1 re del nero | b6 re del bianco · c6 pedone del bianco · d5 torre del nero · a1 re del nero | b6 re del bianco · c6 pedone del bianco · d5 torre del nero · a1 re del nero | b6 re del bianco · c6 pedone del bianco · d5 torre del nero · a1 re del nero | b6 re del bianco · c6 pedone del bianco · d5 torre del nero · a1 re del nero | b6 re del bianco · c6 pedone del bianco · d5 torre del nero · a1 re del nero | 6 |
| 5 | b6 re del bianco · c6 pedone del bianco · d5 torre del nero · a1 re del nero | b6 re del bianco · c6 pedone del bianco · d5 torre del nero · a1 re del nero | b6 re del bianco · c6 pedone del bianco · d5 torre del nero · a1 re del nero | b6 re del bianco · c6 pedone del bianco · d5 torre del nero · a1 re del nero | b6 re del bianco · c6 pedone del bianco · d5 torre del nero · a1 re del nero | b6 re del bianco · c6 pedone del bianco · d5 torre del nero · a1 re del nero | b6 re del bianco · c6 pedone del bianco · d5 torre del nero · a1 re del nero | b6 re del bianco · c6 pedone del bianco · d5 torre del nero · a1 re del nero | 5 |
| 4 | b6 re del bianco · c6 pedone del bianco · d5 torre del nero · a1 re del nero | b6 re del bianco · c6 pedone del bianco · d5 torre del nero · a1 re del nero | b6 re del bianco · c6 pedone del bianco · d5 torre del nero · a1 re del nero | b6 re del bianco · c6 pedone del bianco · d5 torre del nero · a1 re del nero | b6 re del bianco · c6 pedone del bianco · d5 torre del nero · a1 re del nero | b6 re del bianco · c6 pedone del bianco · d5 torre del nero · a1 re del nero | b6 re del bianco · c6 pedone del bianco · d5 torre del nero · a1 re del nero | b6 re del bianco · c6 pedone del bianco · d5 torre del nero · a1 re del nero | 4 |
| 3 | b6 re del bianco · c6 pedone del bianco · d5 torre del nero · a1 re del nero | b6 re del bianco · c6 pedone del bianco · d5 torre del nero · a1 re del nero | b6 re del bianco · c6 pedone del bianco · d5 torre del nero · a1 re del nero | b6 re del bianco · c6 pedone del bianco · d5 torre del nero · a1 re del nero | b6 re del bianco · c6 pedone del bianco · d5 torre del nero · a1 re del nero | b6 re del bianco · c6 pedone del bianco · d5 torre del nero · a1 re del nero | b6 re del bianco · c6 pedone del bianco · d5 torre del nero · a1 re del nero | b6 re del bianco · c6 pedone del bianco · d5 torre del nero · a1 re del nero | 3 |
| 2 | b6 re del bianco · c6 pedone del bianco · d5 torre del nero · a1 re del nero | b6 re del bianco · c6 pedone del bianco · d5 torre del nero · a1 re del nero | b6 re del bianco · c6 pedone del bianco · d5 torre del nero · a1 re del nero | b6 re del bianco · c6 pedone del bianco · d5 torre del nero · a1 re del nero | b6 re del bianco · c6 pedone del bianco · d5 torre del nero · a1 re del nero | b6 re del bianco · c6 pedone del bianco · d5 torre del nero · a1 re del nero | b6 re del bianco · c6 pedone del bianco · d5 torre del nero · a1 re del nero | b6 re del bianco · c6 pedone del bianco · d5 torre del nero · a1 re del nero | 2 |
| 1 | b6 re del bianco · c6 pedone del bianco · d5 torre del nero · a1 re del nero | b6 re del bianco · c6 pedone del bianco · d5 torre del nero · a1 re del nero | b6 re del bianco · c6 pedone del bianco · d5 torre del nero · a1 re del nero | b6 re del bianco · c6 pedone del bianco · d5 torre del nero · a1 re del nero | b6 re del bianco · c6 pedone del bianco · d5 torre del nero · a1 re del nero | b6 re del bianco · c6 pedone del bianco · d5 torre del nero · a1 re del nero | b6 re del bianco · c6 pedone del bianco · d5 torre del nero · a1 re del nero | b6 re del bianco · c6 pedone del bianco · d5 torre del nero · a1 re del nero | 1 |
|   | a                                                                            | b                                                                            | c                                                                            | d                                                                            | e                                                                            | f                                                                            | g                                                                            | h                                                                            |   |

L'esempio (7) è uno studio famosissimo del XIX secolo. Le possibilità di vittoria del bianco sono ovviamente legate all'avanzata del pedone c6; il nero deve o cercare di dare continuamente scacco al Re bianco o catturare il pedone con la sua torre, ottenendo così la patta.
La prima mossa è 1. c7 cui segue l'obbligata 1. ...Td6+. Ora il Re bianco non può andare in b7, per l'ovvia Td7 cui seguirebbe la cattura del pedone; non può andare in c5 per 2. ...Td1! seguita da 3. ...Tc1 con la cattura dell'eventuale Donna bianca. Segue quindi 2.Rb5 e il nero continua con 2. ...Td5+;  3. Rb4, Td4+; 5. Rb3, Td3+; 6. Rc2; ora la Torre non può più portarsi in d1, ma il nero ha un'ultima possibilità, 6. ...Td4!. Infatti se ora il bianco promuovesse a Donna 7. c8=D seguirebbe 7. ...Tc4+!! 8. D:c4 e patta per stallo. Il bianco ha però l'ultima parola:
7. c8=T!  promuovendo a Torre (minaccia il matto in a8)  7. ...Ta4; 8. Rb3 e il bianco vince.
|   | a | b | c | d | e | f | g | h |   |
| 8 | d5 re del bianco · f3 cavallo del nero · g3 pedone del bianco · f2 donna del bianco · h2 alfiere del nero · f1 cavallo del bianco · h1 re del nero | d5 re del bianco · f3 cavallo del nero · g3 pedone del bianco · f2 donna del bianco · h2 alfiere del nero · f1 cavallo del bianco · h1 re del nero | d5 re del bianco · f3 cavallo del nero · g3 pedone del bianco · f2 donna del bianco · h2 alfiere del nero · f1 cavallo del bianco · h1 re del nero | d5 re del bianco · f3 cavallo del nero · g3 pedone del bianco · f2 donna del bianco · h2 alfiere del nero · f1 cavallo del bianco · h1 re del nero | d5 re del bianco · f3 cavallo del nero · g3 pedone del bianco · f2 donna del bianco · h2 alfiere del nero · f1 cavallo del bianco · h1 re del nero | d5 re del bianco · f3 cavallo del nero · g3 pedone del bianco · f2 donna del bianco · h2 alfiere del nero · f1 cavallo del bianco · h1 re del nero | d5 re del bianco · f3 cavallo del nero · g3 pedone del bianco · f2 donna del bianco · h2 alfiere del nero · f1 cavallo del bianco · h1 re del nero | d5 re del bianco · f3 cavallo del nero · g3 pedone del bianco · f2 donna del bianco · h2 alfiere del nero · f1 cavallo del bianco · h1 re del nero | 8 |
| 7 | d5 re del bianco · f3 cavallo del nero · g3 pedone del bianco · f2 donna del bianco · h2 alfiere del nero · f1 cavallo del bianco · h1 re del nero | d5 re del bianco · f3 cavallo del nero · g3 pedone del bianco · f2 donna del bianco · h2 alfiere del nero · f1 cavallo del bianco · h1 re del nero | d5 re del bianco · f3 cavallo del nero · g3 pedone del bianco · f2 donna del bianco · h2 alfiere del nero · f1 cavallo del bianco · h1 re del nero | d5 re del bianco · f3 cavallo del nero · g3 pedone del bianco · f2 donna del bianco · h2 alfiere del nero · f1 cavallo del bianco · h1 re del nero | d5 re del bianco · f3 cavallo del nero · g3 pedone del bianco · f2 donna del bianco · h2 alfiere del nero · f1 cavallo del bianco · h1 re del nero | d5 re del bianco · f3 cavallo del nero · g3 pedone del bianco · f2 donna del bianco · h2 alfiere del nero · f1 cavallo del bianco · h1 re del nero | d5 re del bianco · f3 cavallo del nero · g3 pedone del bianco · f2 donna del bianco · h2 alfiere del nero · f1 cavallo del bianco · h1 re del nero | d5 re del bianco · f3 cavallo del nero · g3 pedone del bianco · f2 donna del bianco · h2 alfiere del nero · f1 cavallo del bianco · h1 re del nero | 7 |
| 6 | d5 re del bianco · f3 cavallo del nero · g3 pedone del bianco · f2 donna del bianco · h2 alfiere del nero · f1 cavallo del bianco · h1 re del nero | d5 re del bianco · f3 cavallo del nero · g3 pedone del bianco · f2 donna del bianco · h2 alfiere del nero · f1 cavallo del bianco · h1 re del nero | d5 re del bianco · f3 cavallo del nero · g3 pedone del bianco · f2 donna del bianco · h2 alfiere del nero · f1 cavallo del bianco · h1 re del nero | d5 re del bianco · f3 cavallo del nero · g3 pedone del bianco · f2 donna del bianco · h2 alfiere del nero · f1 cavallo del bianco · h1 re del nero | d5 re del bianco · f3 cavallo del nero · g3 pedone del bianco · f2 donna del bianco · h2 alfiere del nero · f1 cavallo del bianco · h1 re del nero | d5 re del bianco · f3 cavallo del nero · g3 pedone del bianco · f2 donna del bianco · h2 alfiere del nero · f1 cavallo del bianco · h1 re del nero | d5 re del bianco · f3 cavallo del nero · g3 pedone del bianco · f2 donna del bianco · h2 alfiere del nero · f1 cavallo del bianco · h1 re del nero | d5 re del bianco · f3 cavallo del nero · g3 pedone del bianco · f2 donna del bianco · h2 alfiere del nero · f1 cavallo del bianco · h1 re del nero | 6 |
| 5 | d5 re del bianco · f3 cavallo del nero · g3 pedone del bianco · f2 donna del bianco · h2 alfiere del nero · f1 cavallo del bianco · h1 re del nero | d5 re del bianco · f3 cavallo del nero · g3 pedone del bianco · f2 donna del bianco · h2 alfiere del nero · f1 cavallo del bianco · h1 re del nero | d5 re del bianco · f3 cavallo del nero · g3 pedone del bianco · f2 donna del bianco · h2 alfiere del nero · f1 cavallo del bianco · h1 re del nero | d5 re del bianco · f3 cavallo del nero · g3 pedone del bianco · f2 donna del bianco · h2 alfiere del nero · f1 cavallo del bianco · h1 re del nero | d5 re del bianco · f3 cavallo del nero · g3 pedone del bianco · f2 donna del bianco · h2 alfiere del nero · f1 cavallo del bianco · h1 re del nero | d5 re del bianco · f3 cavallo del nero · g3 pedone del bianco · f2 donna del bianco · h2 alfiere del nero · f1 cavallo del bianco · h1 re del nero | d5 re del bianco · f3 cavallo del nero · g3 pedone del bianco · f2 donna del bianco · h2 alfiere del nero · f1 cavallo del bianco · h1 re del nero | d5 re del bianco · f3 cavallo del nero · g3 pedone del bianco · f2 donna del bianco · h2 alfiere del nero · f1 cavallo del bianco · h1 re del nero | 5 |
| 4 | d5 re del bianco · f3 cavallo del nero · g3 pedone del bianco · f2 donna del bianco · h2 alfiere del nero · f1 cavallo del bianco · h1 re del nero | d5 re del bianco · f3 cavallo del nero · g3 pedone del bianco · f2 donna del bianco · h2 alfiere del nero · f1 cavallo del bianco · h1 re del nero | d5 re del bianco · f3 cavallo del nero · g3 pedone del bianco · f2 donna del bianco · h2 alfiere del nero · f1 cavallo del bianco · h1 re del nero | d5 re del bianco · f3 cavallo del nero · g3 pedone del bianco · f2 donna del bianco · h2 alfiere del nero · f1 cavallo del bianco · h1 re del nero | d5 re del bianco · f3 cavallo del nero · g3 pedone del bianco · f2 donna del bianco · h2 alfiere del nero · f1 cavallo del bianco · h1 re del nero | d5 re del bianco · f3 cavallo del nero · g3 pedone del bianco · f2 donna del bianco · h2 alfiere del nero · f1 cavallo del bianco · h1 re del nero | d5 re del bianco · f3 cavallo del nero · g3 pedone del bianco · f2 donna del bianco · h2 alfiere del nero · f1 cavallo del bianco · h1 re del nero | d5 re del bianco · f3 cavallo del nero · g3 pedone del bianco · f2 donna del bianco · h2 alfiere del nero · f1 cavallo del bianco · h1 re del nero | 4 |
| 3 | d5 re del bianco · f3 cavallo del nero · g3 pedone del bianco · f2 donna del bianco · h2 alfiere del nero · f1 cavallo del bianco · h1 re del nero | d5 re del bianco · f3 cavallo del nero · g3 pedone del bianco · f2 donna del bianco · h2 alfiere del nero · f1 cavallo del bianco · h1 re del nero | d5 re del bianco · f3 cavallo del nero · g3 pedone del bianco · f2 donna del bianco · h2 alfiere del nero · f1 cavallo del bianco · h1 re del nero | d5 re del bianco · f3 cavallo del nero · g3 pedone del bianco · f2 donna del bianco · h2 alfiere del nero · f1 cavallo del bianco · h1 re del nero | d5 re del bianco · f3 cavallo del nero · g3 pedone del bianco · f2 donna del bianco · h2 alfiere del nero · f1 cavallo del bianco · h1 re del nero | d5 re del bianco · f3 cavallo del nero · g3 pedone del bianco · f2 donna del bianco · h2 alfiere del nero · f1 cavallo del bianco · h1 re del nero | d5 re del bianco · f3 cavallo del nero · g3 pedone del bianco · f2 donna del bianco · h2 alfiere del nero · f1 cavallo del bianco · h1 re del nero | d5 re del bianco · f3 cavallo del nero · g3 pedone del bianco · f2 donna del bianco · h2 alfiere del nero · f1 cavallo del bianco · h1 re del nero | 3 |
| 2 | d5 re del bianco · f3 cavallo del nero · g3 pedone del bianco · f2 donna del bianco · h2 alfiere del nero · f1 cavallo del bianco · h1 re del nero | d5 re del bianco · f3 cavallo del nero · g3 pedone del bianco · f2 donna del bianco · h2 alfiere del nero · f1 cavallo del bianco · h1 re del nero | d5 re del bianco · f3 cavallo del nero · g3 pedone del bianco · f2 donna del bianco · h2 alfiere del nero · f1 cavallo del bianco · h1 re del nero | d5 re del bianco · f3 cavallo del nero · g3 pedone del bianco · f2 donna del bianco · h2 alfiere del nero · f1 cavallo del bianco · h1 re del nero | d5 re del bianco · f3 cavallo del nero · g3 pedone del bianco · f2 donna del bianco · h2 alfiere del nero · f1 cavallo del bianco · h1 re del nero | d5 re del bianco · f3 cavallo del nero · g3 pedone del bianco · f2 donna del bianco · h2 alfiere del nero · f1 cavallo del bianco · h1 re del nero | d5 re del bianco · f3 cavallo del nero · g3 pedone del bianco · f2 donna del bianco · h2 alfiere del nero · f1 cavallo del bianco · h1 re del nero | d5 re del bianco · f3 cavallo del nero · g3 pedone del bianco · f2 donna del bianco · h2 alfiere del nero · f1 cavallo del bianco · h1 re del nero | 2 |
| 1 | d5 re del bianco · f3 cavallo del nero · g3 pedone del bianco · f2 donna del bianco · h2 alfiere del nero · f1 cavallo del bianco · h1 re del nero | d5 re del bianco · f3 cavallo del nero · g3 pedone del bianco · f2 donna del bianco · h2 alfiere del nero · f1 cavallo del bianco · h1 re del nero | d5 re del bianco · f3 cavallo del nero · g3 pedone del bianco · f2 donna del bianco · h2 alfiere del nero · f1 cavallo del bianco · h1 re del nero | d5 re del bianco · f3 cavallo del nero · g3 pedone del bianco · f2 donna del bianco · h2 alfiere del nero · f1 cavallo del bianco · h1 re del nero | d5 re del bianco · f3 cavallo del nero · g3 pedone del bianco · f2 donna del bianco · h2 alfiere del nero · f1 cavallo del bianco · h1 re del nero | d5 re del bianco · f3 cavallo del nero · g3 pedone del bianco · f2 donna del bianco · h2 alfiere del nero · f1 cavallo del bianco · h1 re del nero | d5 re del bianco · f3 cavallo del nero · g3 pedone del bianco · f2 donna del bianco · h2 alfiere del nero · f1 cavallo del bianco · h1 re del nero | d5 re del bianco · f3 cavallo del nero · g3 pedone del bianco · f2 donna del bianco · h2 alfiere del nero · f1 cavallo del bianco · h1 re del nero | 1 |
|   | a | b | c | d | e | f | g | h |   |

L'esempio (8) è un problema di matto in due. Come detto sopra, il fatto che il bianco sia in posizione vinta e che qualunque giocatore giocherebbe 1. D: f3+ non ha alcuna importanza ai fini del problema. Dopo 1. D: f3+ Rg1 il bianco non può mattare in una mossa; quindi 1. D: f3 non è
la soluzione. Si può notare invece, che il nero si trova in zugzwang, un termine che, negli scacchi, indica una posizione in cui chi ha il tratto perde. Se toccasse al nero muovere, infatti, potrebbe giocare solo: 1. ..Ag1,  cui seguirebbe 2. D: f3#, 1. ..A: g3 2. C: g3#, 1. ..Cf3 dovunque, 2. D: h2#.

Se il bianco potesse fare una mossa neutra potrebbe mattare. La Donna non ha case da cui attaccare h2 ed f3 (su 1. De2 Rg1!), il Cavallo ovviamente perderebbe ogni possibilità di mattare in g3; il Re può muovere, ma le case c4, c6, e6, e4 sono inaccessibili, perché si esporrebbe allo scacco del Cavallo; a 1. Rc5 seguirebbe 1. ..Ag1.

Resta solo  1. Rd6!, che è la soluzione (questo tipo di problema è detto "a blocco").

## Compositori di problemi
Per i compositori di studi si veda l'articolo studio di scacchi.
Grandi Maestri della Composizione

 Bosnia ed Erzegovina
- Fadil Abdurahmanović  (1953 -)

 Bulgaria
- Venelin Alaikov  (1933 -)
- Petko Petkov  (1942 -)

 Cecoslovacchia
- Vladimir Pachman  (1918-1984)

 Croazia
- Nenad Petrović  (1907-1989)
- Hrvoje Bartolović (1932 -)

 Danimarca
- Walther Jørgensen  (1916-1989)

 Finlandia
- Unto Heinonen  (1946 -)

 Francia
- Michel Caillaud  (1957 -)
- Jean-Marc Loustau  (1958 -)
- Claude Goumondy  (1946 -)

 Germania
- Philipp von Klett  (1833-1910)
- Hans-Peter Rehm  (1942 -)
- Herbert Ahues  (1922-2015)
- Michael Keller  (1949 -)
- Karl-Heinz Ahlheim  (1933-1996)

 Grecia
- Byron Zappas  (1927-2008)

 Indonesia
- Touw Hian Bwee  (1943 -)

 Italia
- Mario Parrinello  (1960 -)

 Macedonia del Nord
- Živko Janevski  (1953 -)

 Moldavia
- Alexandr Kuzovkov  (1953 -)

 Norvegia
- Thorleif C. Henriksen  (1881-1944)

 Paesi Bassi
- Cor Goldschmeding  (1927-1995)
- Jacobus Haring  (1913-1989)
- Eeltje Visserman  (1922-1978)

 Polonia
- Aleksandr Goldstein  (1911-1988)
- Waldemar Tura  (1942 -)
- Jan Rusinek  (1950 -)

 Regno Unito
- Norman Macleod  (1927-1991)
- Comins Mansfield  (1896-1984)
- Joseph W. Abbott  (1840-1923)

 Russia
- Andrej Lobusov  (1951 -)
- Aleksandr Galickij  (1863-1921)

 Stati Uniti
- Frederick Gamage  (1882-1956)
- Toma Garai  (1935 -)
- Milan Vukčević  (1937-2003)

 Svezia
- Bo Lindgren  (1927 -)

 Ucraina
- Mychajlo Marandjuk  (1949 -)
- Valentyn Rudenko  (1938 -)

 Ungheria
- György Páros  (1910-1975)
- György Bakcsi  (1933 -)

 Unione Sovietica
- Viktor Čepižnij  (1934 -)
- Aleksandr Grin  (1908-1998)
- Vladimir Korol'kov  (1907-1987)
- Iosif Kricheli  (1931-1988)
- Lev Lošinskij  (1913-1976)
- Ernest Pogosjanc  (1935-1991)
- Jakov Vladimirov  (1935 -)

Altri problemisti
- Heinrich Cordes  (1852-1917)
- Vincent L. Eaton  (1915-1962)
- Halvar Hermanson  (1905-1991)
- Henry Hosey Davis  (1855-1954)
- Joel Fridlizius  (1869-1963)
- Arthur Gehlert  (1833-1904)
- Eric M. Hassberg (1918-1987)
- Artur Kejrans  (1911-1954)
- Murray Marble  (1885-1919)
- Frederik Nanning  (1892-1958)
- Gustaaf Nietvelt  (1897-1961)
- Franz Sackmann  (1888-1927)
- Robert Sahlberg  (1837-1922)
- Jacques Savournin  (1930 -)

  Problemisti italiani
- Marco Guida (scacchista)  (1961 -)
- Valerio Agostini  (1954 -)
- Federico Alliney  (1920-1991)
- Alberto Armeni  (1944 -)
- Doris Battiston  (1960 -)
- Oscar Bonivento  (1914-2012)
- Carlo Borgatti  (1879-1915)
- Antonio Bottacchi  (1900-1969)
- Giuseppe Brogi  (1900-1976)
- Europe Cacciari  (1912-1964)
- Mario Camorani  (1912-1996)
- Arturo Carrà  (1882-1978)
- Umberto Castellari  (1912-1976)
- Luigi Ceriani  (1894-1969)
- Adriano Chicco  (1907-1990)
- Guido Cristoffanini  (1908-1980)
- Ettore Foschini  (1899-1968)
- Antonio Garofalo  (1952 -)
- Daniele Guglielmo Gatti  (1987 -)
- Giorgio Guidelli  (1897-1924)
- Ugo Lancia  (1885-1960)
- Alberto Mari  (1892-1953)
- Gino Mentasti  (1913-2002)
- Giorgio Mirri  (1917-2007)
- Rosario Notaro  (1956 -)
- Mario Parrinello  (1960 -)
- Antonio Piatesi  (1903-1986)
- Santi Pirrone  (1920-2006)
- Vito Rallo  (1939 - 2025)
- Romolo Ravarini  (1917-2011)
- Francesco Simoni  (1960 -)
- Ottavio Stocchi  (1906 - 1964)
- Mario Velucchi  (1966 -)
- Francesco Simoni  (1960 -)
- Mario Micaloni  (1960 -)
- Enzo Minerva  (1962 -)